# Dolmens in Frankrijk

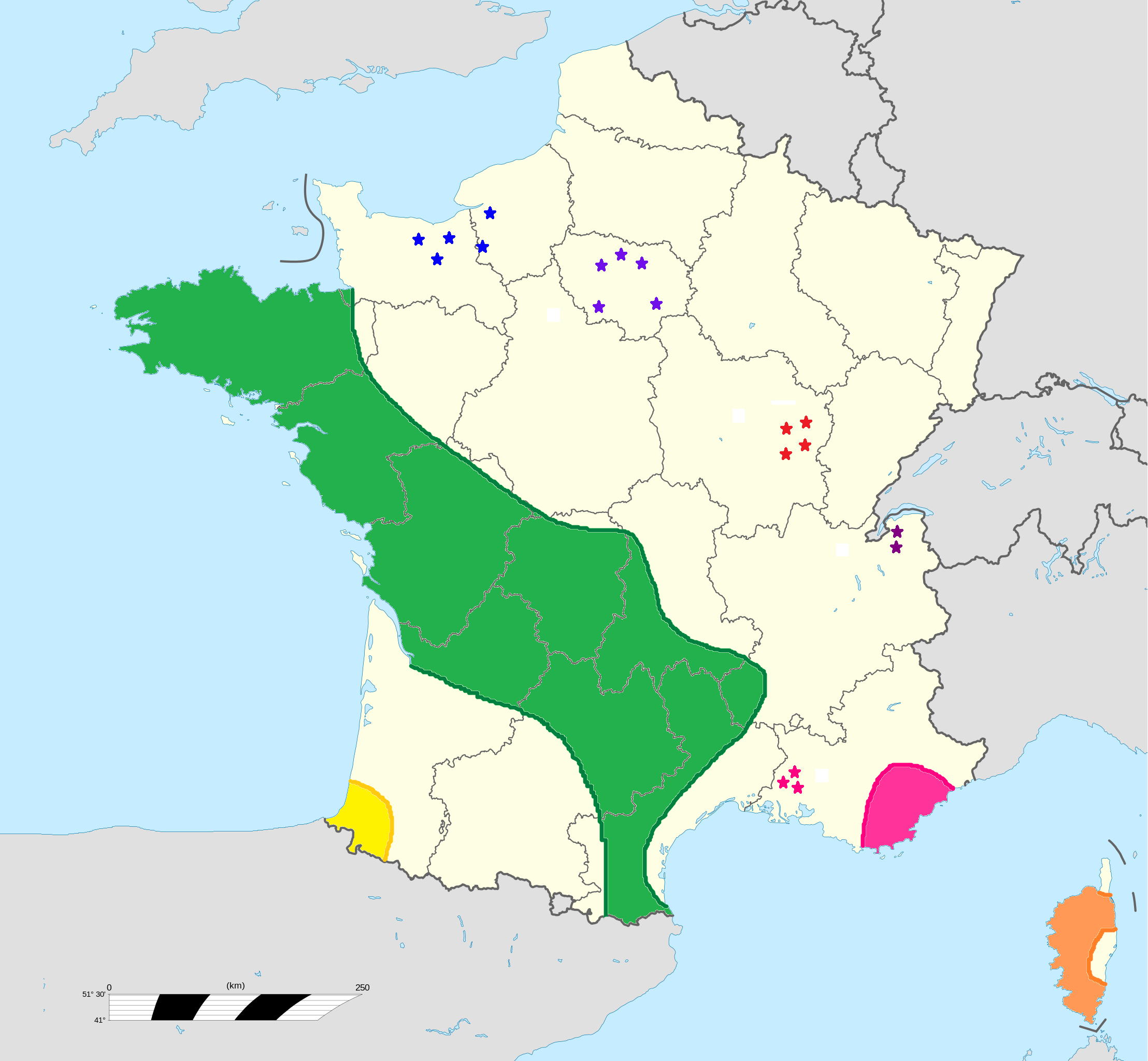
Verspreiding van dolmens in Frankrijk, de hoogste concentraties zijn te vinden in Bretagne, Vendee, Limousin, Quercy, Causses, Languedoc, en de Ardèche (groen) en op Corsica (oranje)

De dolmens in Frankrijk zijn megalitische bouwwerken die worden toegeschreven aan verschillende culturen, zoals de Vérazacultuur en de Seine-Oise-Marnecultuur. 
Théophile Corret de la Tour d'Auvergne introduceerde deze benaming in de archeologische wereld in zijn Origines gauloises (1796), het werd geschreven als dolmin. De Bretonse benaming is Taol-vaen;  'taol' betekent tafel en 'maen' of 'men' betekent steen.
De dolmens in Frankrijk hebben een andere vorm dan de hunebedden in Nederland, Duitsland en Denemarken. In het dagelijkse taalgebruik blijken de termen hunebed en dolmen grotendeels synoniem, en zijn voor Nederlanders de dolmens van Bretagne gewoon Franse hunebedden.

## Types
Er komen verschillende typen dolmen voor, zoals: 
allée couverte (overdekte gaanderij)rechthoekige dolmen met ingang aan de korte kant.
dolmen à couloireen dolmen die is uitgebreid met een langwerpige ruimte, soms met zijkamer in de gang (deze kamer kan een brede uitloper van de gang zijn (V-vorm) of verbonden zijn met de kamer (P-vorm)). Komt vaak voor in Bretagne.
dolmen à coudévariant van de dolmen à couloir, met een duidelijke knik in de gang.
dolmen angevin of dolmen à portiquegeoriënteerd op het oosten.
dolmen angoumoisinmet vierkante of rechthoekige kamer.
dolmen languedocienop het westen of zuidwesten georiënteerd.
dolmen à coinde hoekdolmen.

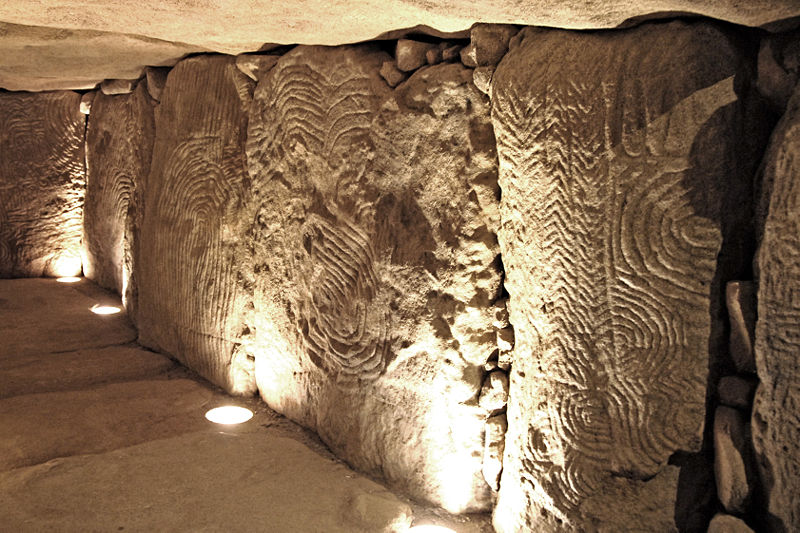
Petrogliefen op de binnenkant van de dolmen Gavrinis, replica in museum Bougon
Verschillende onderdelen van een dolmen in La Vacquerie-et-Saint-Martin-de-Castries
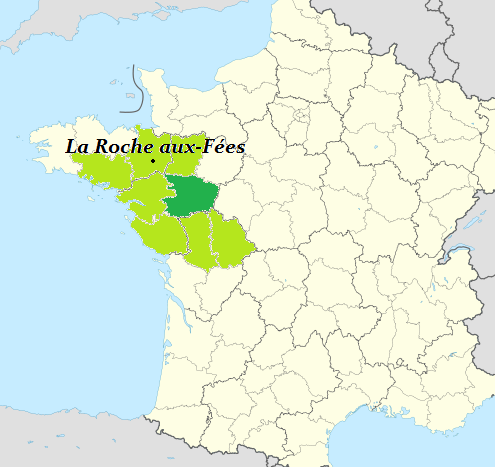
De dolmens angevins komen voor in het groene gebied
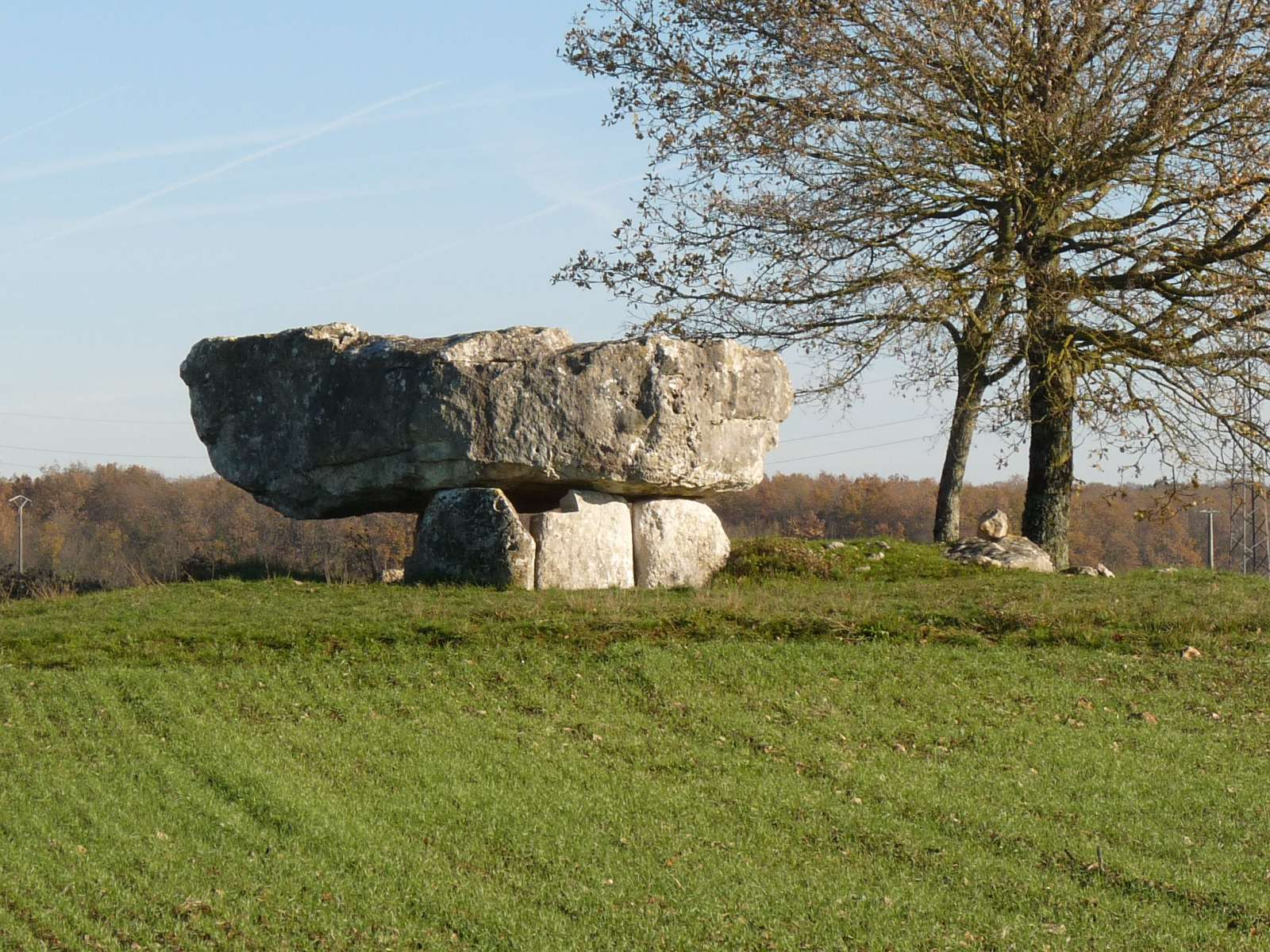
De dolmen de la Petite Pérotte is van het type dolmen angoumoisin

## Voorkomen
In Frankrijk zijn nog ongeveer 4500 dolmens te vinden. In Aveyron zijn zo'n 1000, in Quercy zo'n 800, in de Ardeche zo'n 800, in Poitou-Charentes en de Languedoc-Roussillon ten minste 700 en in de Provence zo'n 100 dolmens.

### Pays de la Loire

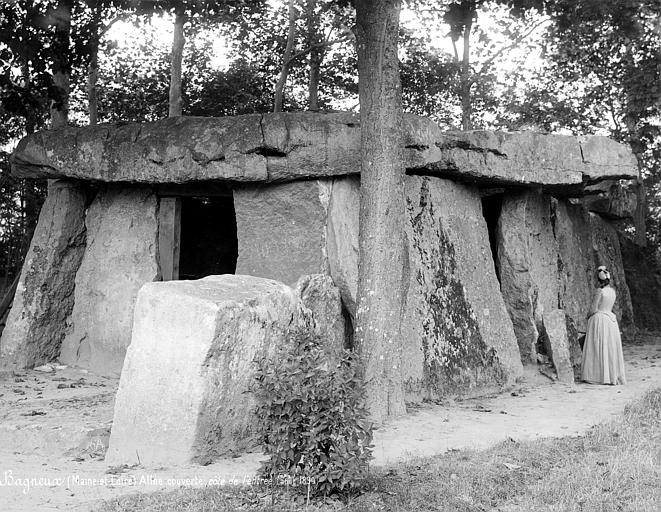
Een vrouw staat naast de dolmen de Bagneux.

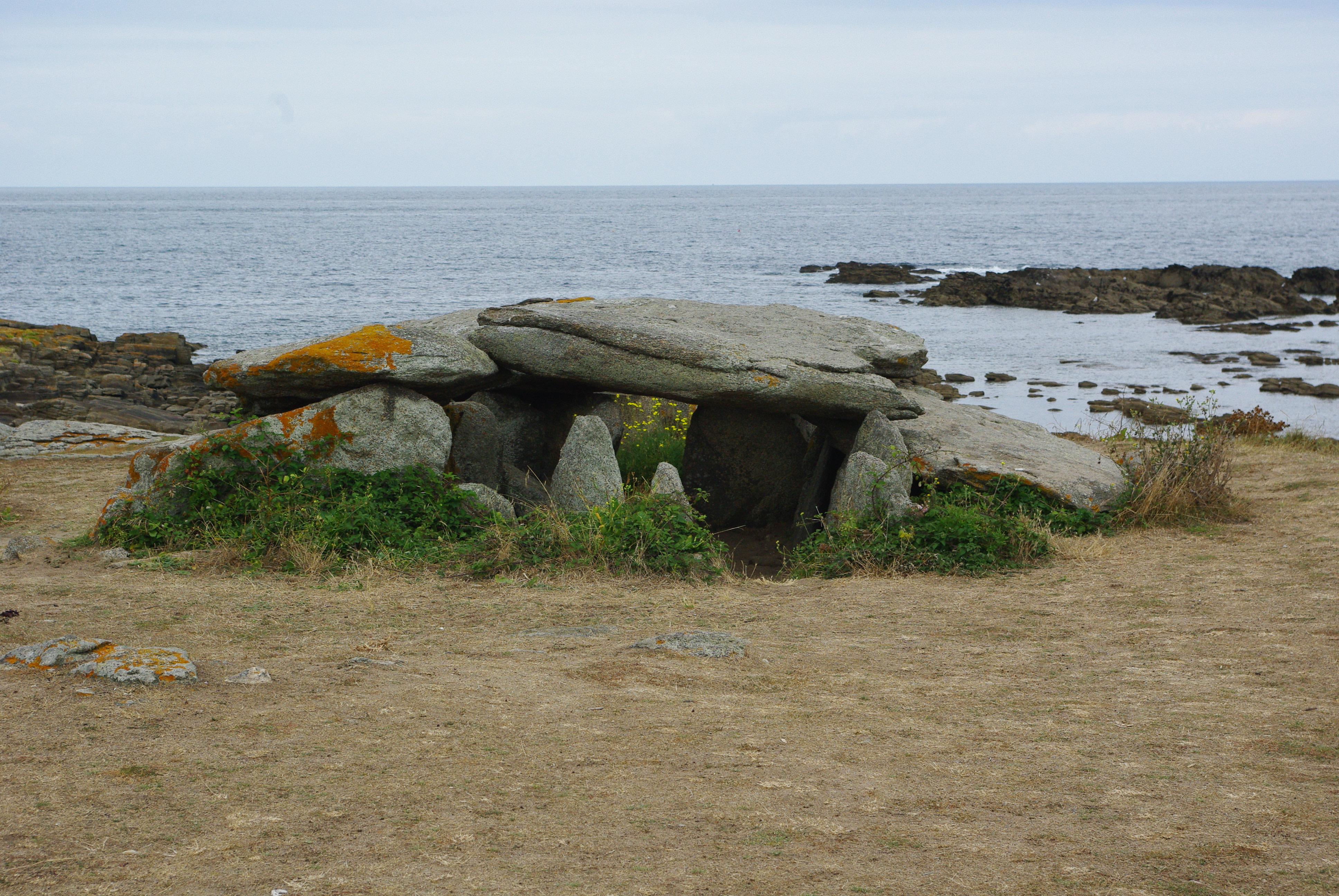
Dolmen de la Planche à Puare ligt op Île d'Yeu, Pays de la Loire.

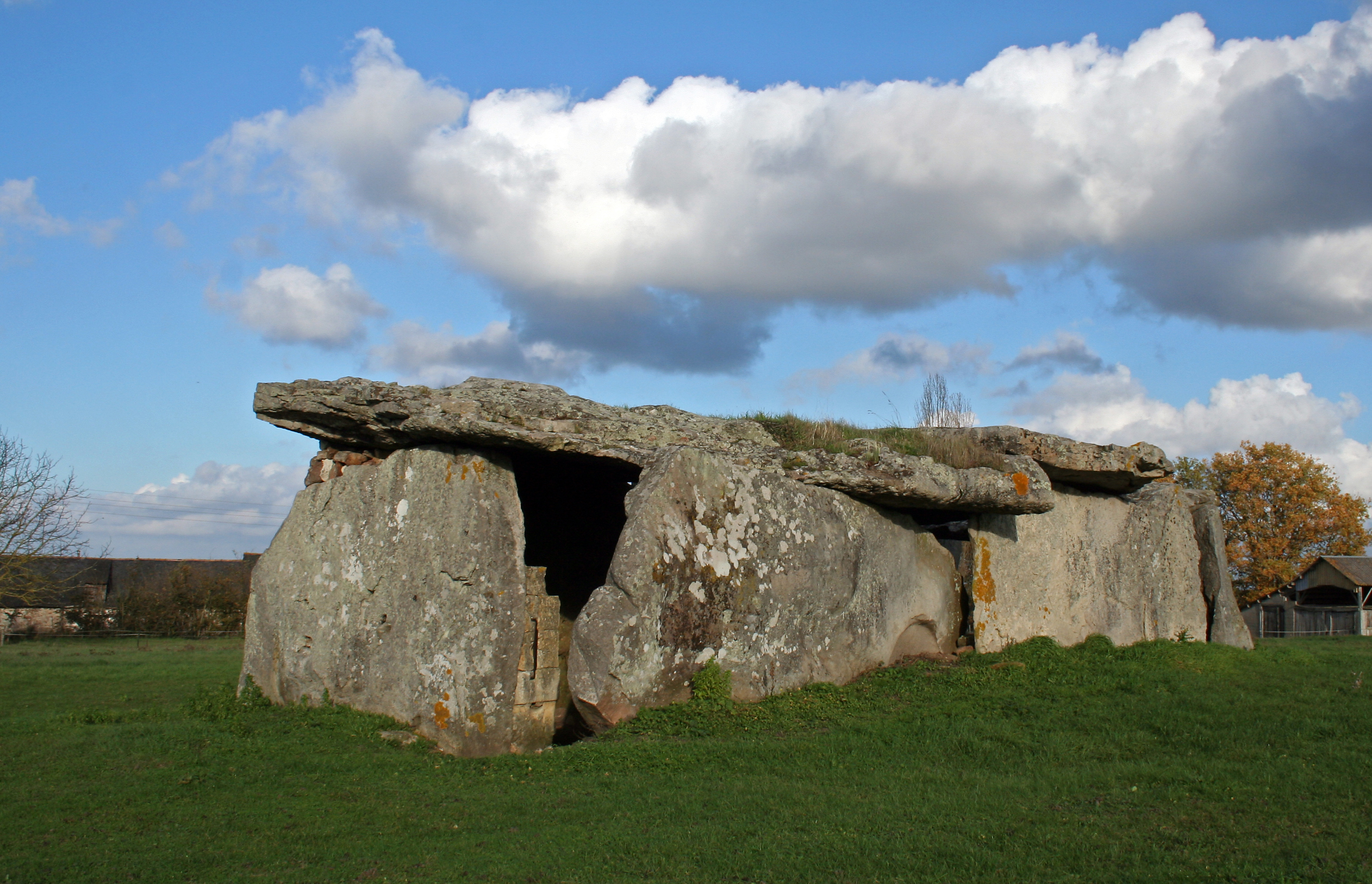
Dolmen de la Madeleine

De grootste dolmen van Frankrijk is de dolmen de Bagneux bij Saumur, ook wel bekend als La Grande Pierre Couverte. Deze dolmen is 23 meter lang en is zo'n 5 meter breed (en aan de binnenkant is de lengte zo'n 18 meter). De voorkamer is verstoord. Er zijn drie dekstenen en de grootste is 7,3 meter lang, het gewicht wordt geschat op 90 ton. In hoogte wordt deze dolmen alleen overtroffen door de Cueva de Menga op het Iberisch schiereiland. Tijdens het onderzoek in 1775 werden geen vondsten aangetroffen. In Bagneux ligt nog een kleinere dolmen, hoewel deze ook het overblijfsel van een oorspronkelijk veel grotere dolmen kan zijn.
Andere dolmens in Pays de la Loire zijn (onder andere) Dolmen de la Bajoulière, Pierre couverte de Beaupreau, Dolmen du Bois de la Pidoucière, Dolmen du Bois du Feu, Dolmen de Caillère, Dolmen du Champ-du-Ruisseau, Dolmen de l’Étiau, Dolmen de Fessine, Dolmen La Vacherie, Dolmen des Mollières, Dolmen de la Petifaie, Dolmen de Peyralade, Pierre aux Loups, Dolmen de la Pierre Cesée, Dolmen Pierre Couverte, Pierre couverte du Mousseau, Menhir et dolmen de l'Aurière, Pierre couverte d'Avort, Dolmen de la Boire de Champtocé, Dolmen du Bois-Briand, Dolmen de Chantepierre, Dolmen de Fessine, Dolmen de la Forêt, Pierre couverte de la Pagerie, Dolmen du Griffier, Dolmen de la Maison des Fées, Dolmen de Montsabert, Pierre-Couverte, La Pierrelée, Pierre Couverte de la Planche, Dolmen de la Romme, Dolmen de Charcé en Dolmen de la Pierre Folle, Pierre Couverte du château de la Ferrière (ook wel Dolmen de la Madeleine genoemd) in Maine-et-Loire.
Volgens de folklore is een afdruk van een hiel en een stok van een fee te zien op een deksteen van de Dolmen de la Pierre Cesée in Soucelles. Een ander verhaal vertelt dat de naam komt, doordat de steen is getroffen door bliksem en daardoor is gebroken (caesee). Weer een ander verhaal vertelt dat het een foute vertaling is van Caesar en dit verwijst ook naar de nabijgelegen menhir Doigt de César, vinger van Caesar.

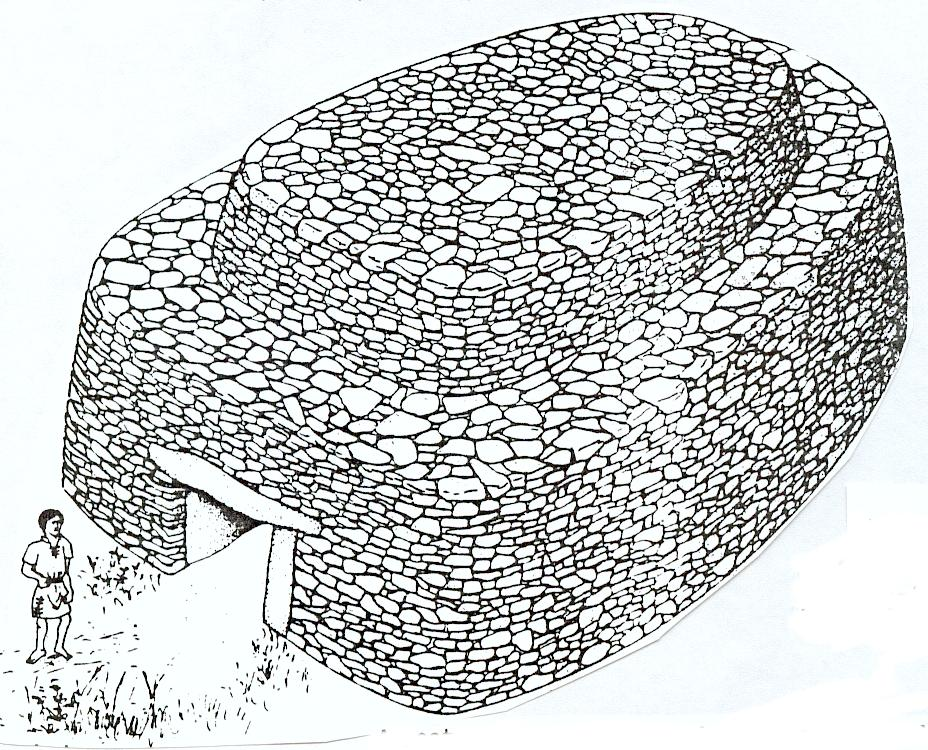
Tekening van de cairn rondom de Dolmen des Erves

In Sarthe liggen (o.a) Dolmen de la Pierre couverte, Pierre couverte, Dolmen de Lhomme, Pierre couverte, Allée couverte du Colombier, Dolmen de Sougé-le-Ganelon, Dolmen d'Hunault, Palet de Gargantua, Dolmen de Torcé-en-Vallée en Dolmen d'Amenon.
In Mayenne (departement) liggen (onder andere) Dolmen des Îles, Allée couverte des Bonnes Dames (die goede vrouwen zijn feeën), Contrie du Rocher (ook wel Le Caveau du Diable genoemd), Allée couverte de la Hamelinière, La Hutte-aux-Gabelous, Allée couverte de Petit-Vieux-Sou, Dolmen La Table des Diables, Allée couverte de la Tardivière en Dolmen des Erves.
In Vendée zijn (onder andere) Dolmen des Petits-Fradets, Allée couverte de la Pierre-Folle, Dolmen de la Frébouchère, Dolmen de la Cour du Breuil, Dolmen du Grand Bouillac, Dolmen des Landes, La Pierre Levée de Soubise (ook wel Pierre du Diable genoemd), Dolmen de la Planche à Puare, Dolmen de Savatole, Pierre Folle des Cous, Ciste des Cous, Dolmen de la Cour-du-Breuil, Dolmen de la Frébouchère, Dolmen des Petits Fradets, Dolmen de la Pierre Folle du Plessis, Dolmen de la Sulette (ook wel Tressoisieres Dolmen genoemd) en de Dolmen de la Table.

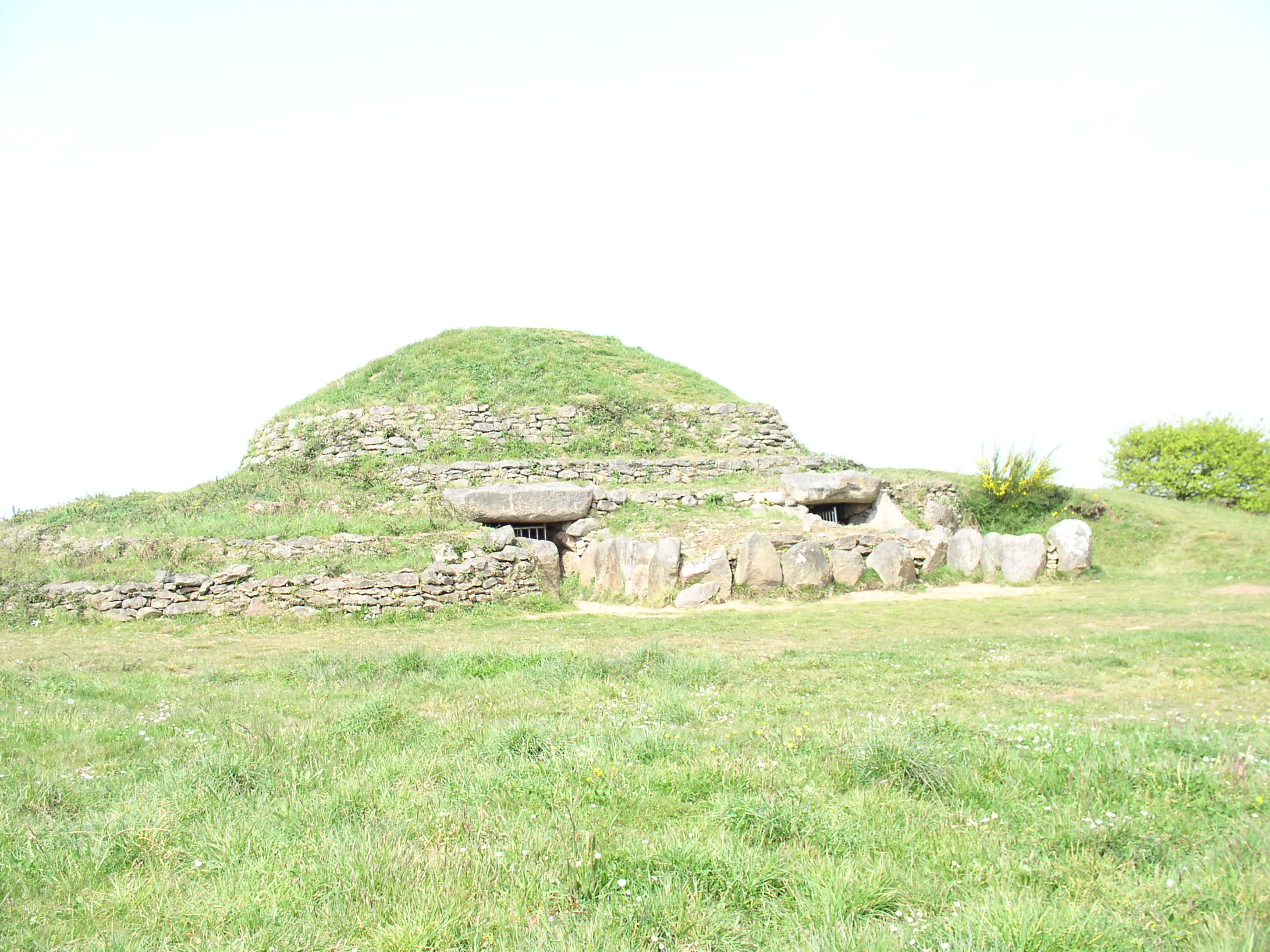
De tumulus van Dissignac bevat twee dolmens

In Loire-Atlantique zijn (onder andere) de volgende dolmens te vinden: Dolmen de la Barbière, Allée couverte de la Boutinardière, Allée couverte de Beauregard, Dolmen d'Avrillac, Dolmen de la Briordais, Dolmen de la Garenne, Dolmen de la Joselière, Dolmens de Kerbourg, Dolmen de la Pierre Couvretière, Dolmen du Pez, Dolmen du Pré d'Air, Dolmen du Riholo, Dolmen des Rossignols, Dolmen de la Salle aux Fées, Dolmen de Sandun, Dolmen de la Roche-à-la-Vache, Dolmen de la Roche-aux-Loups, Dolmen Butte Gorzeaux (I, II, III) en Dolmen des Trois Pierres.
De Dolmen de la Croix, Dolmen des Trois Squelettes en Dolmen Devant le Moulin zijn de nog zichtbare dolmens in de Tumulus du Moulin de la Motte, waarschijnlijk was deze tumulus in vroegere tijden onderdeel van een nog grotere tumulus waar ook de Tumulus des Mousseaux (met twee dolmens) onderdeel van was. De Tumulus de Dissignac bevat twee dolmens.

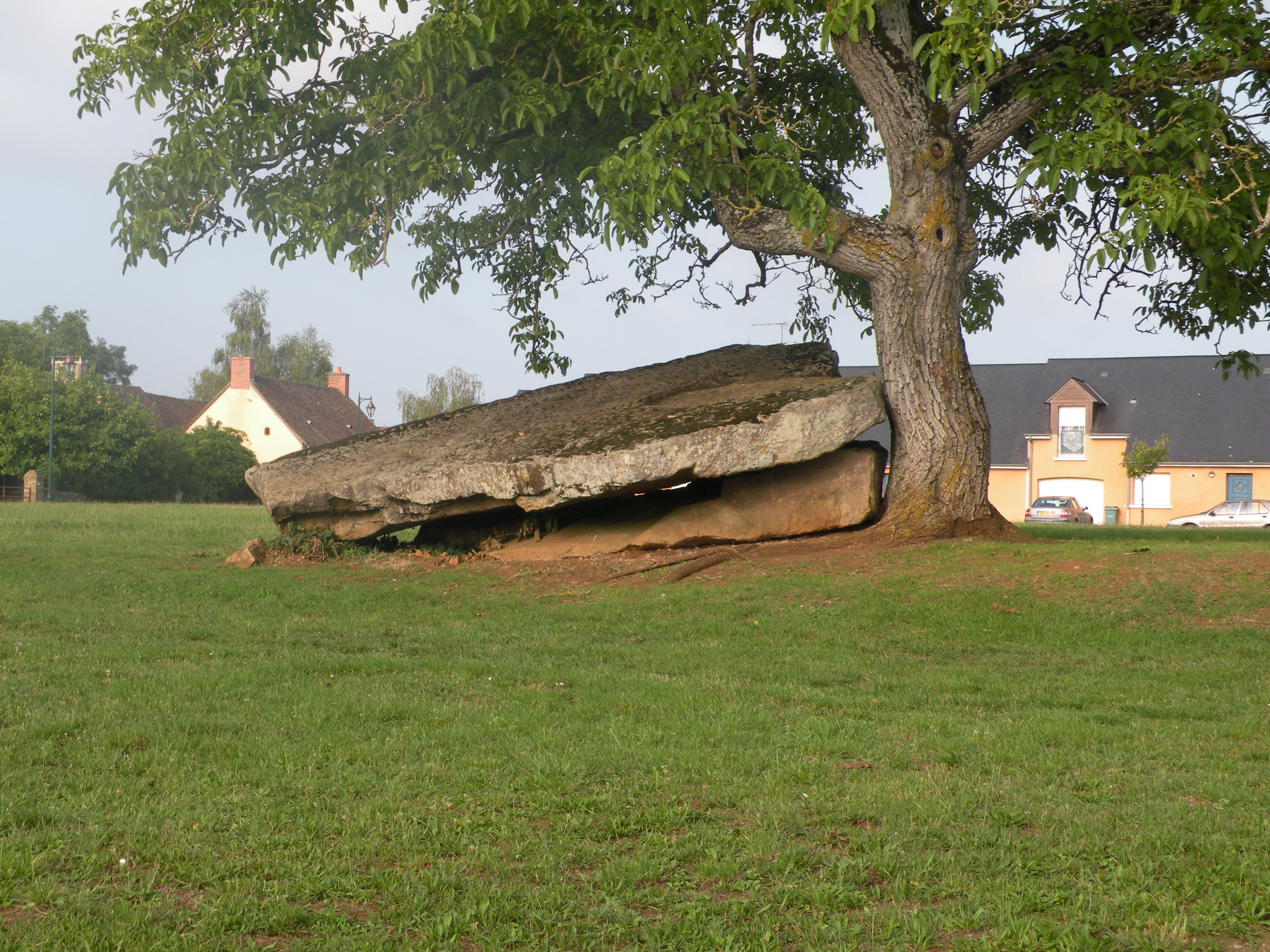
Dolmen Torcé-en-Vallée
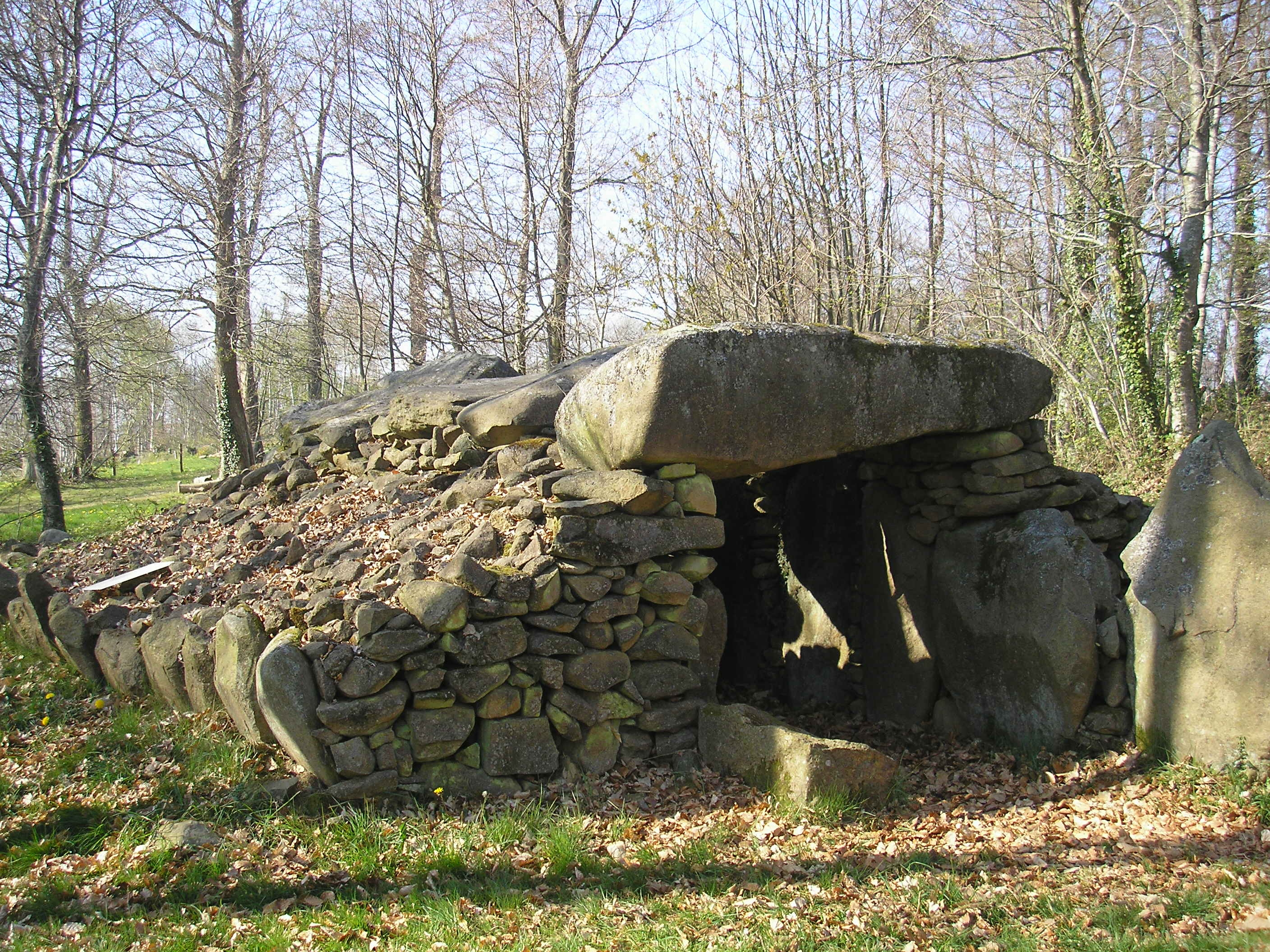
La Hutte-aux-Gabelous
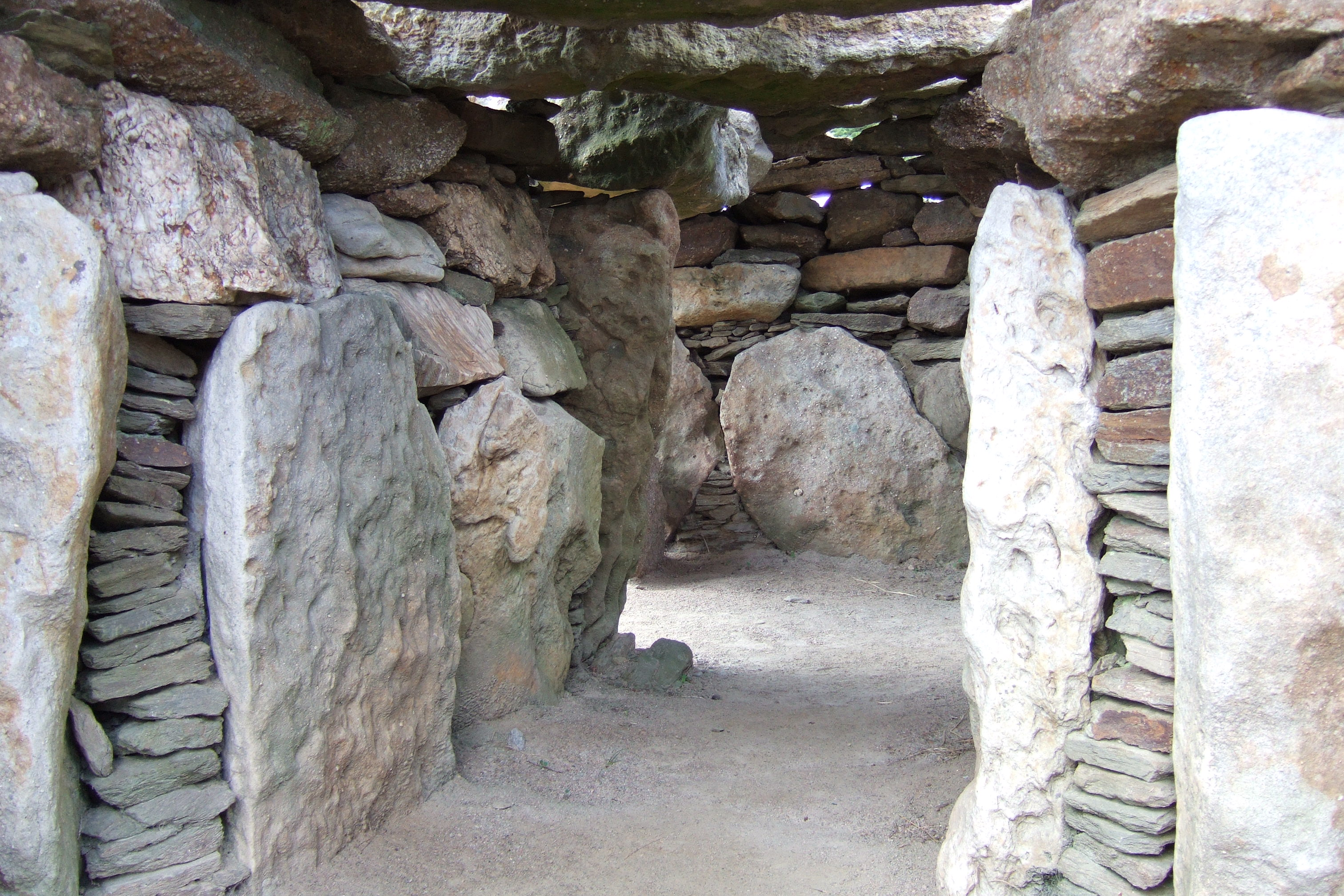
Binnenkant van Dolmen de la Joselière
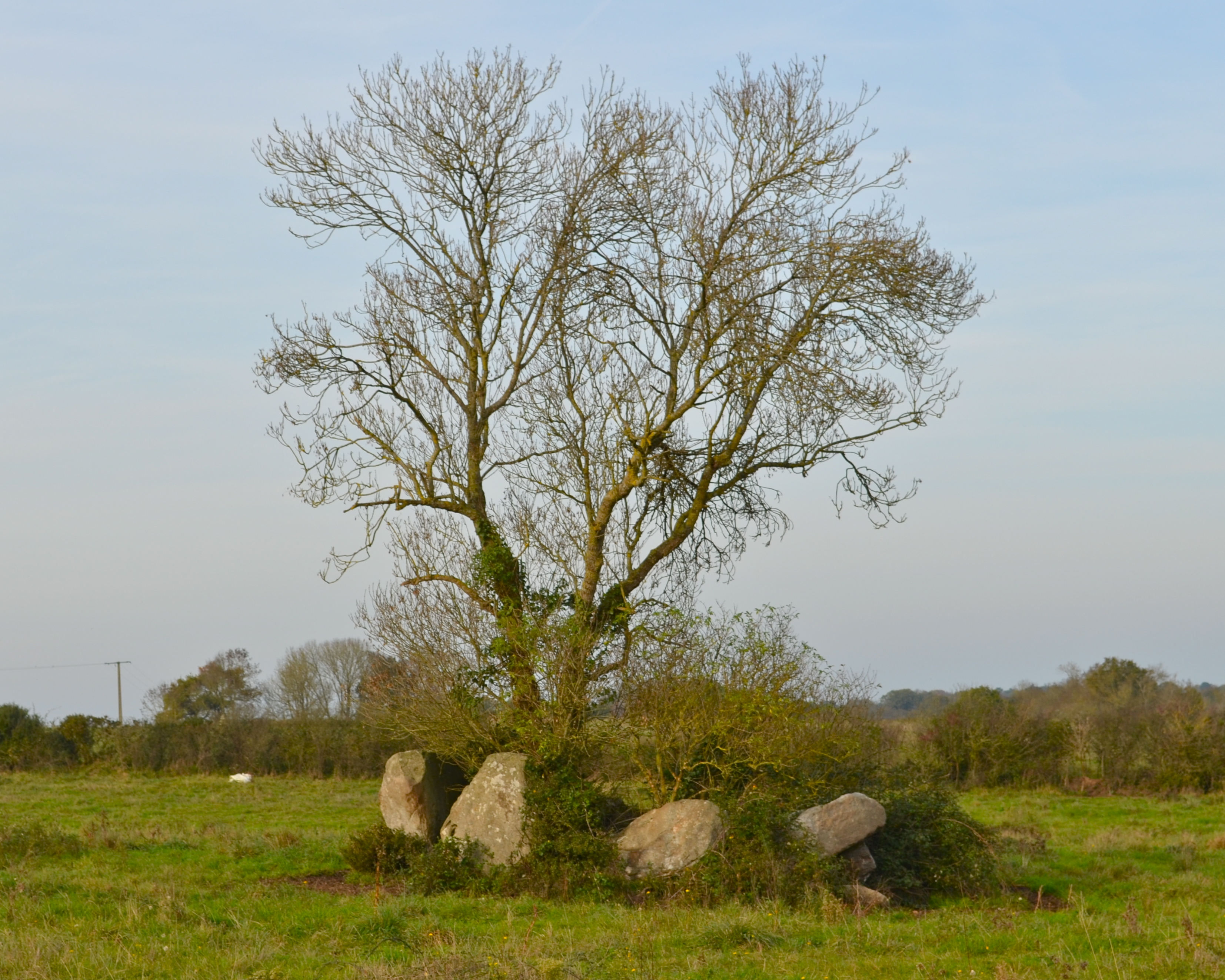
Overblijfsel van Dolmen de la Salle aux Fées
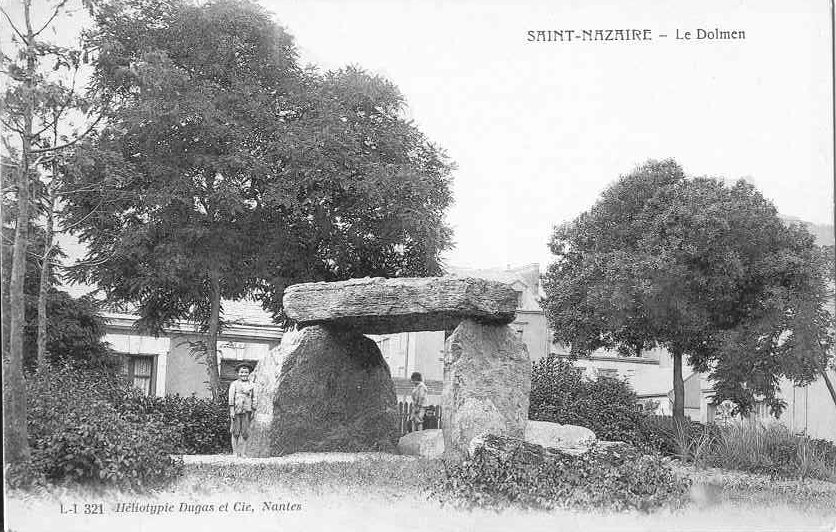
De Dolmen des Trois Pierres op een briefkaart uit 1903

### Bretagne

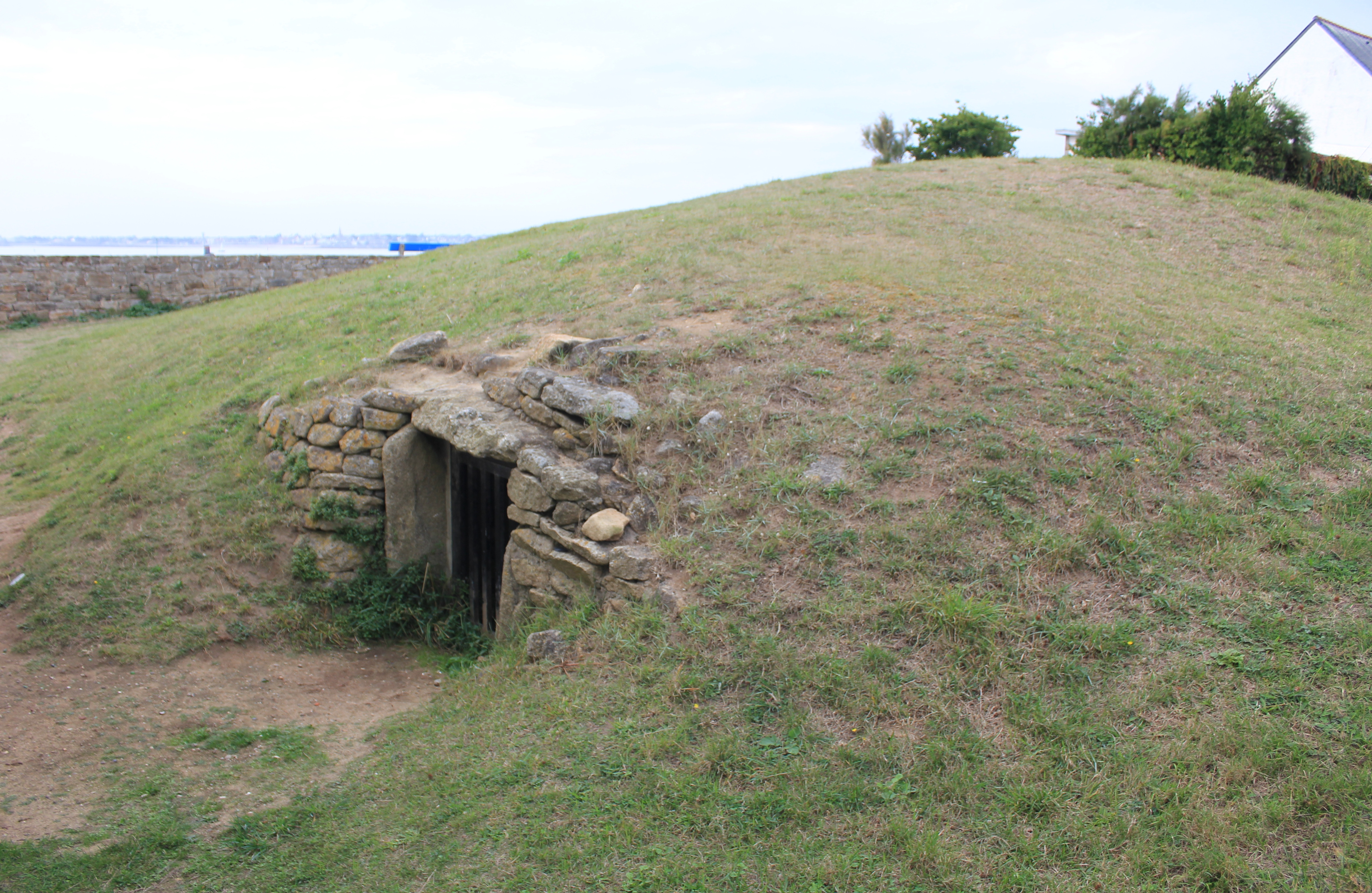
Dolmen de Goëren ligt nog in de tumulus.

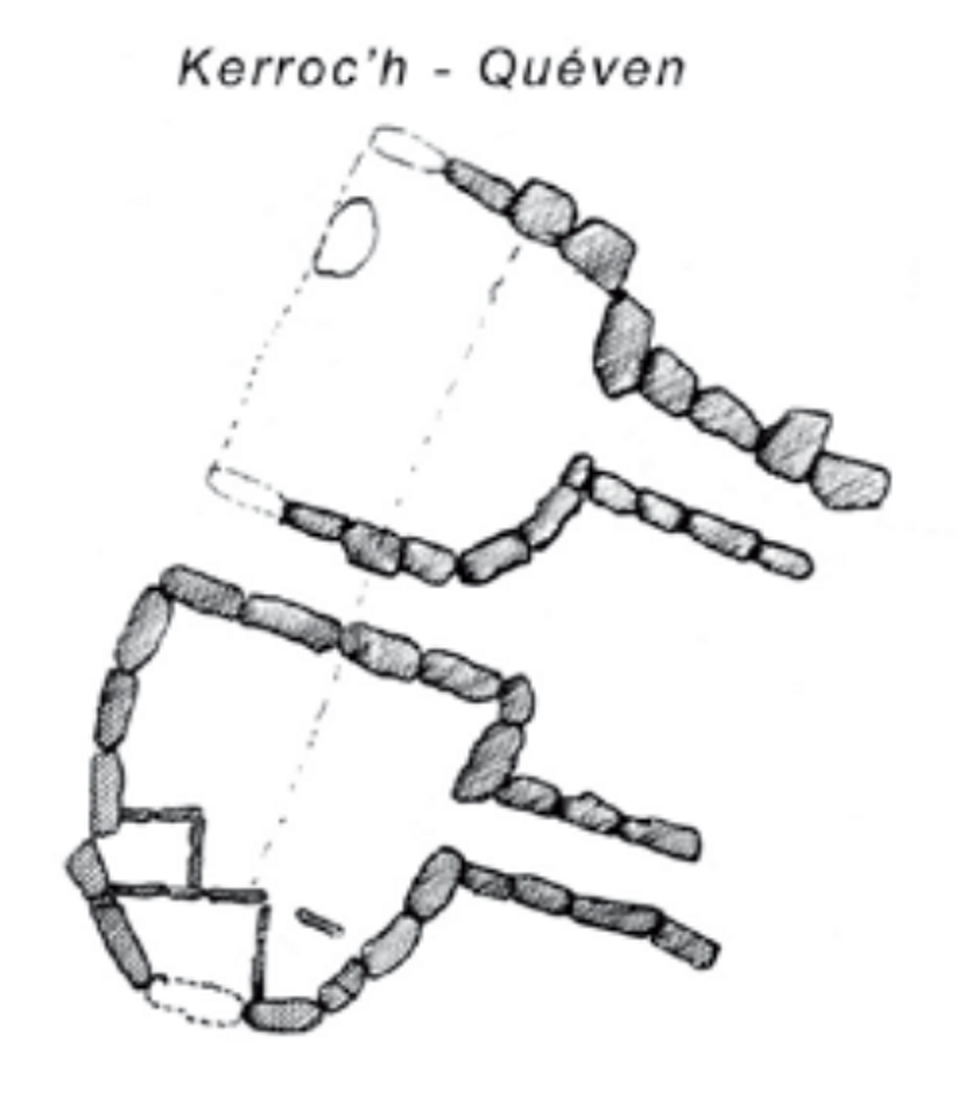
Plattegrond van de dubbele kamers in Dolmens à couloir de Kerroc'h

In Bretagne liggen in Morbihan Dolmen d'Ar Roc'h, Dolmen de Beaumer, Dolmen du Bünz, Dolmen de Coët-Courzo, Dolmen du Conguel, Dolmen du Crapaud, Dolmen de la Croix, Dolmen de Crucuno, Dolmen du Cruguellic, Dolmen de Cruz-Menquen, Dolmen d'Er Houel, Allée couverte d'Er-Roh, Dolmen d'Er-Roch-Vras, Dolmen des Follets, Dolmen de Goëren, Dolmen de Gornevèse, Allée couverte du Grand Village, Dolmen du Graniol, Dolmen de Guidfosse, Dolmen de Kerangré, Dolmen de Kercadoret, Dolmens de Kerdaniel, Allée couverte de Kergalan, Dolmen de Kerhenry, Dolmen de Kéric-la-Lande, Dolmen de Kerlescan, Dolmen de Kerlud, Dolmen de Kerlutu, Dolmen de Kermané, Dolmen de Kermario, Dolmen de Kermorvant, Dolmens à couloir de Kerroc'h, Dolmen de Kerveresse, Dolmen de Kervingu, Dolmen de Kluder-Yer, Allée couverte de Lann-et-Vein, Dolmen de la Loge-au-Loup, Dolmen de la Maison Trouvée, Tumulus du Mané-Lud, Dolmens de Mané-Bras, Dolmen de Mané-Groh, Dolmen de Mané-Kerioned, Dolmen du Mané-Rutual, Dolmens Men Cam et Men Yann, Allée couverte de Minguionnet, Dolmen de Nelhouët, Dolmen de Penhap, Les Pierres Plates, Allée couverte de la Pointe-de-Guéritte, Allée couverte du Prieuré, Dolmen de Roch-Feutet, Tablettes de Cournon, Dolmen de Tri-Men-de-Castello, Dolmen de Ty-er-Mané, Dolmen de Vagouar-Huen en Le tombeau des géants.

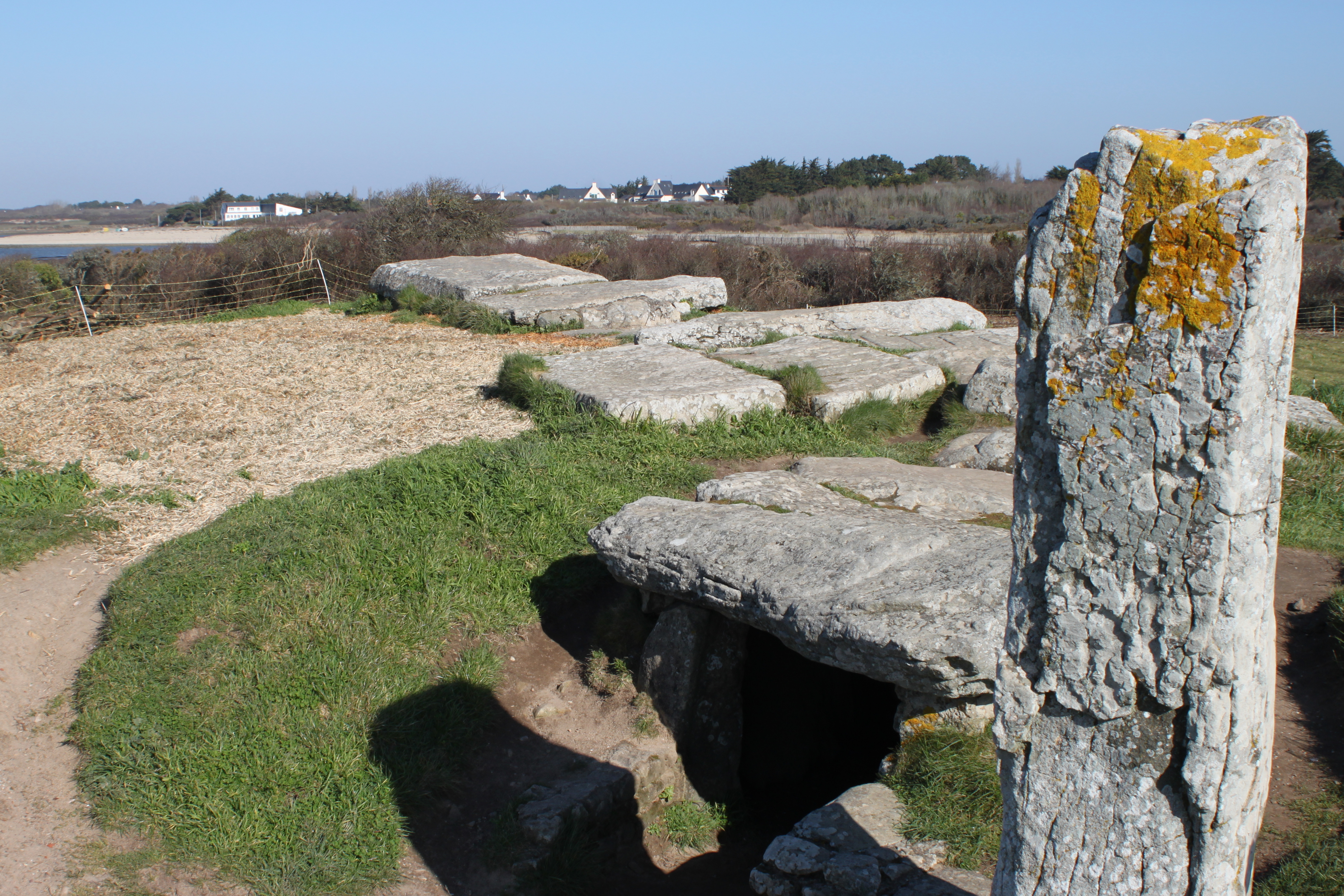
De ingang van de dolmen des Pierres Plates wordt gemarkeerd met een menhir.
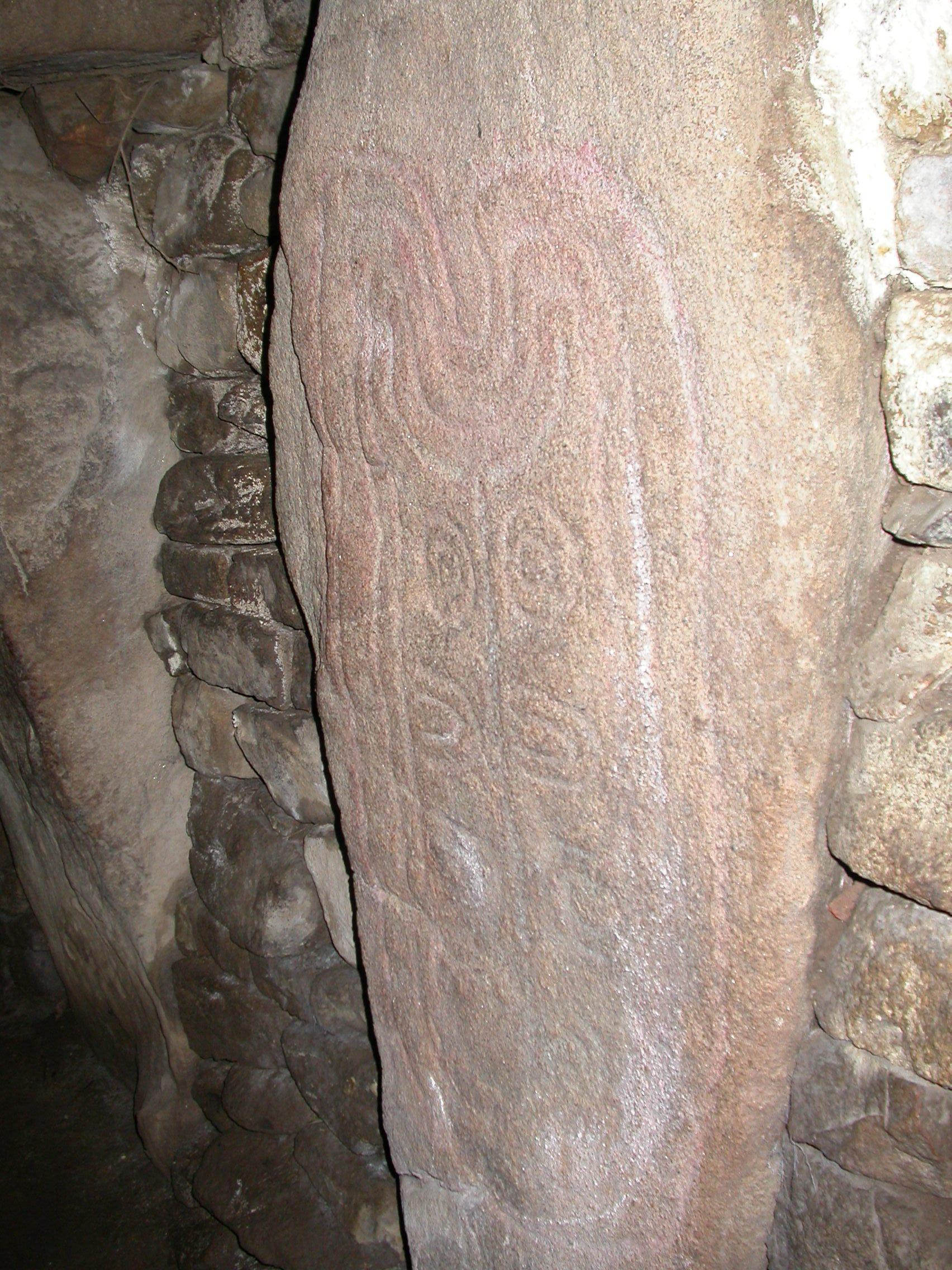
De dolmen des Pierres Plates met stopstenen en petrogliefen, Morbihan
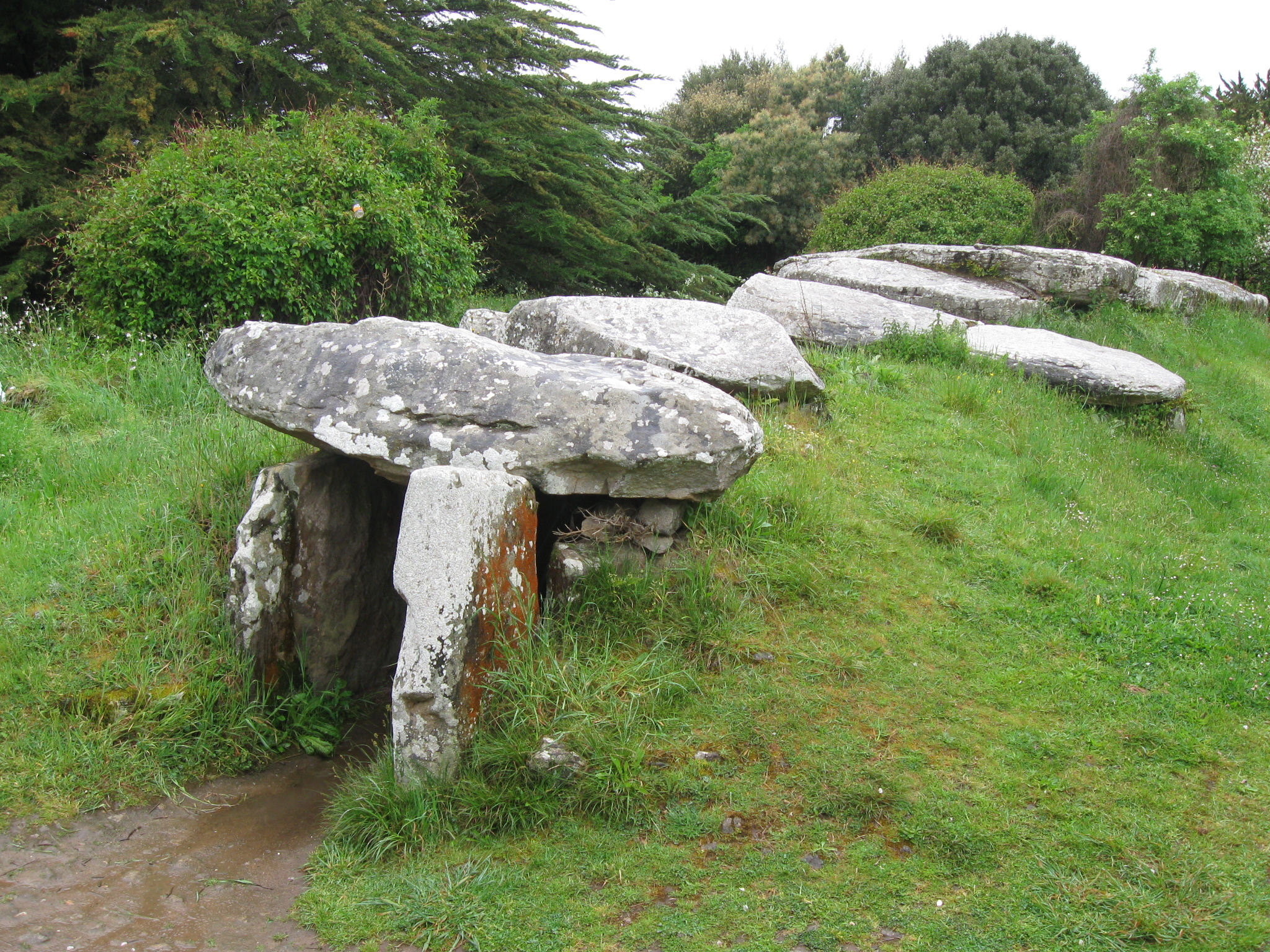
Alleen de ingang en de dekstenen zijn (samen met de dekheuvel) zichtbaar bij de Mane Rethual dolmen, Locmariaquer.
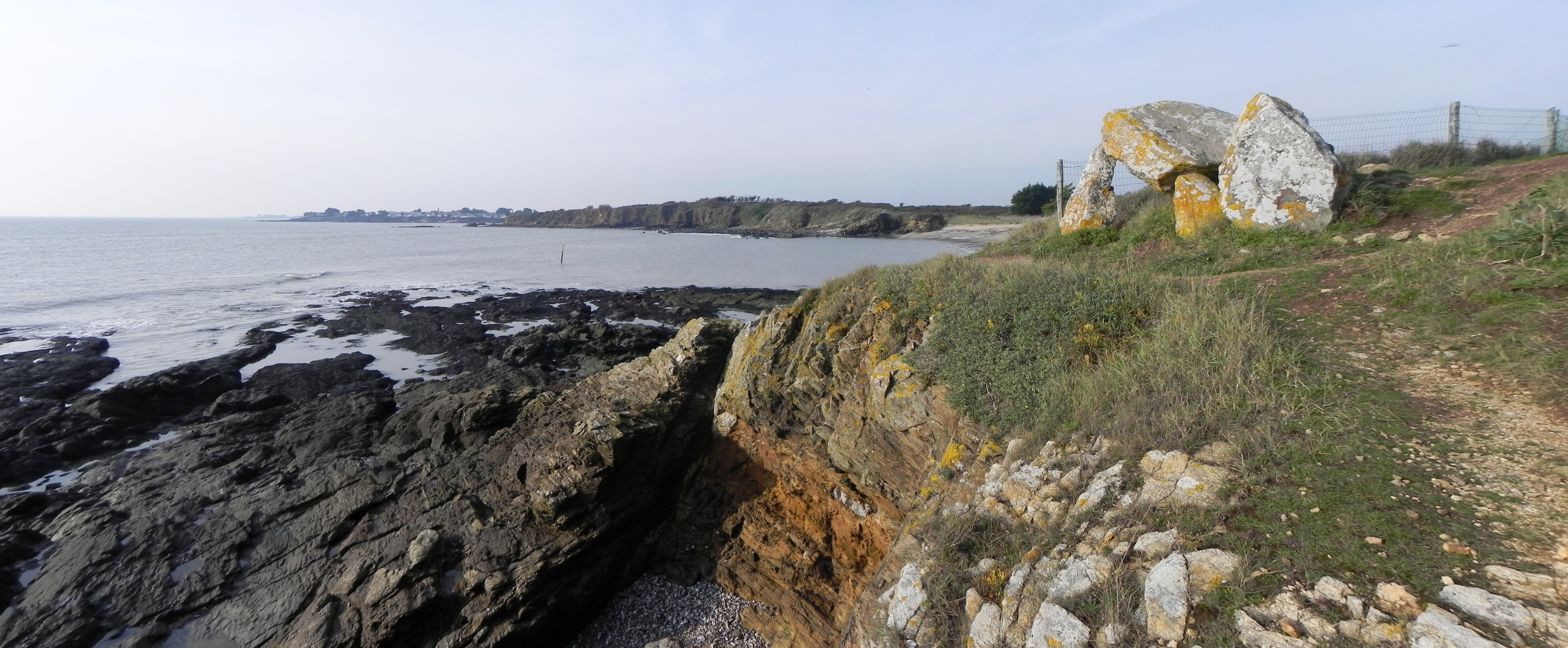
Dolmen du Crapaud
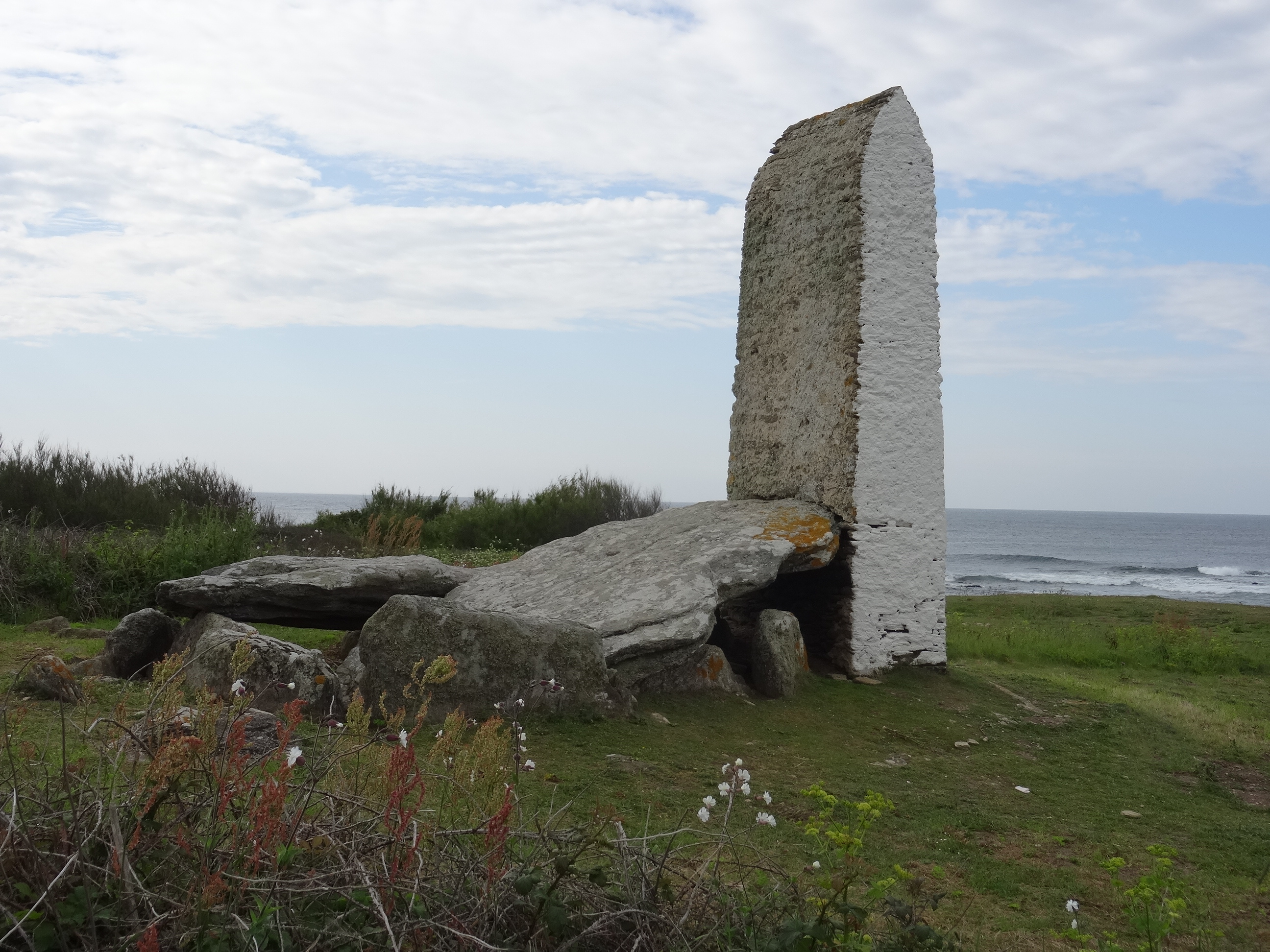
Dolmen de Vagouar-Huen

Grotte des Fées de Tréal

In Ille-et-Vilaine liggen Allée couverte de la Grotte des Fées de Tréal, Dolmen du Rocher Jacquot I & II, Four Sarrazin (ook wel Les Pierres Chevêches genoemd), Maison des Fées (ook wel La Maison des Feins), Pierre Courcoulée (ook wel Pierre des Huguenots, met de steenrij Cordon des Druides), Dolmen de la Pierre du Trésor, La Roche-aux-Fées, Allée couverte Four-ès-Feins, Château Bû (met een allée couverte, vier grote menhirs en een steenrij), Coffre de la Guette, La Croix Saint-Pierre, Graf van Merlijn en Huis van Viviane. De Tumuli de la Croix Saint-Pierre bevat stenen die van een allée couverte kunnen zijn.

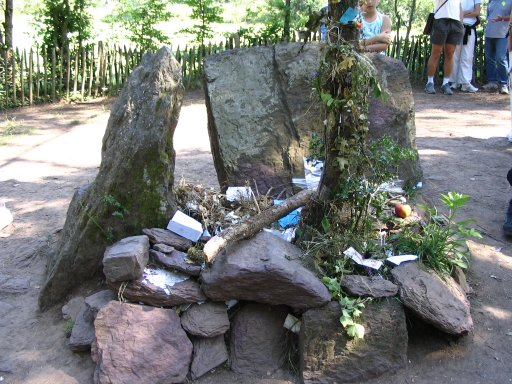
Offers bij Graf van Merlijn, bezoekers hopen hun wensen in vervulling te laten gaan.

Op een steen bij La Maison des Feins zijn twee paar borsten te zien, daaronder is een halsketting afgebeeld. Dit is een afbeelding van de Déesse des Morts ("godin van de dood", ook wel Déesse Mère "moedergodin" of "vruchtbaarheidsgodin"). Op een sluitsteen zijn ook borsten afgebeeld, deze zijn echter in 1960 aangebracht.
Feeën spelen een rol bij het bouwwerk La Roche-aux-Fées. Zij zouden de stenen getransporteerd hebben. Eén steen verloren ze op weg naar het bouwwerk, dit is de menhir van Runfort. Er is een bijgeloof rondom de stenen, het aantal hiervan zou continu variëren. Als een koppel afzonderlijk rond het bouwwerk loopt en ieder hetzelfde aantal stenen telt, zullen ze bij elkaar blijven. Degene die de dolmen zal vernietigen, zal binnen een jaar sterven.

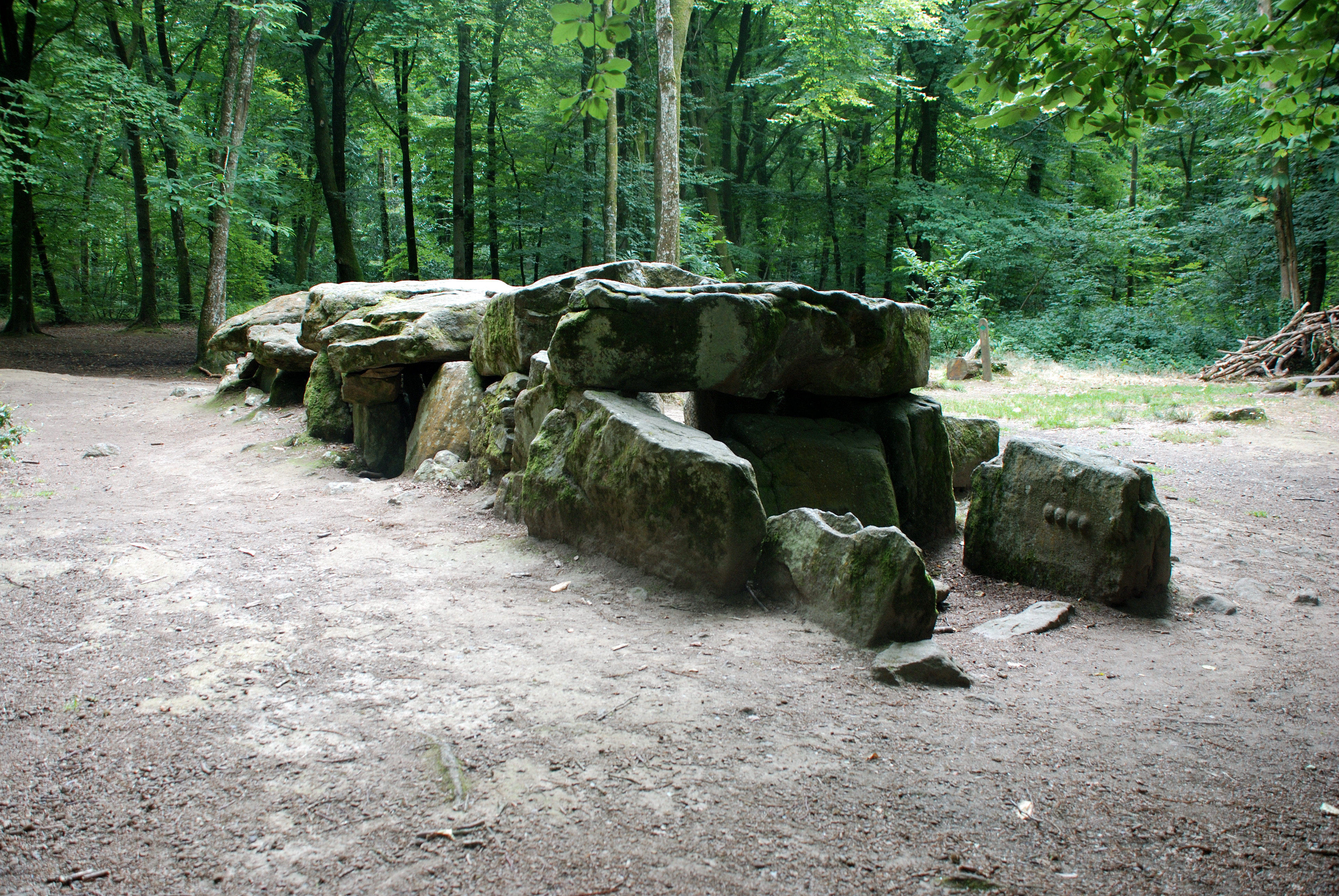
La Maison des Feins
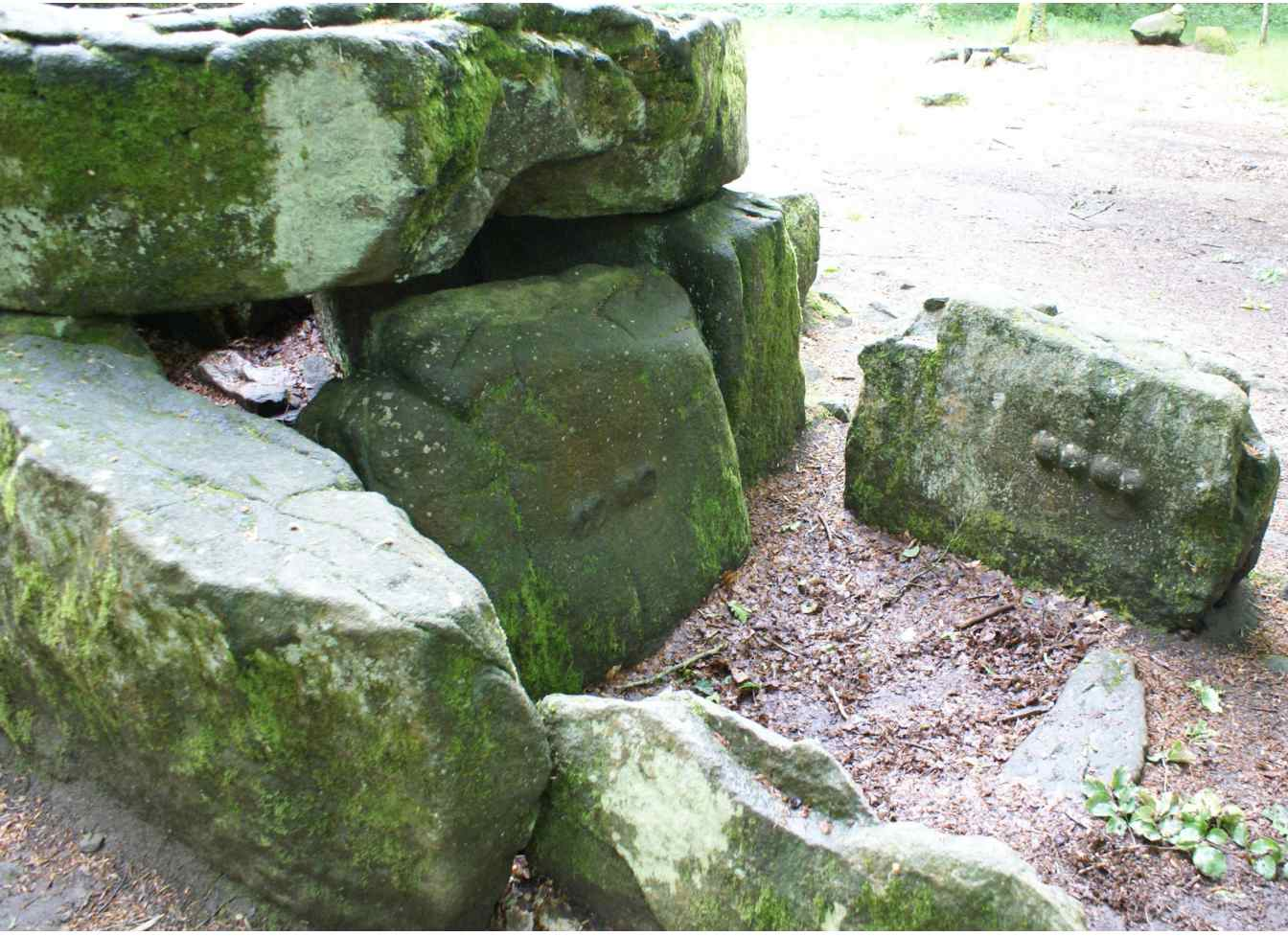
Detail van La Maison des Feins
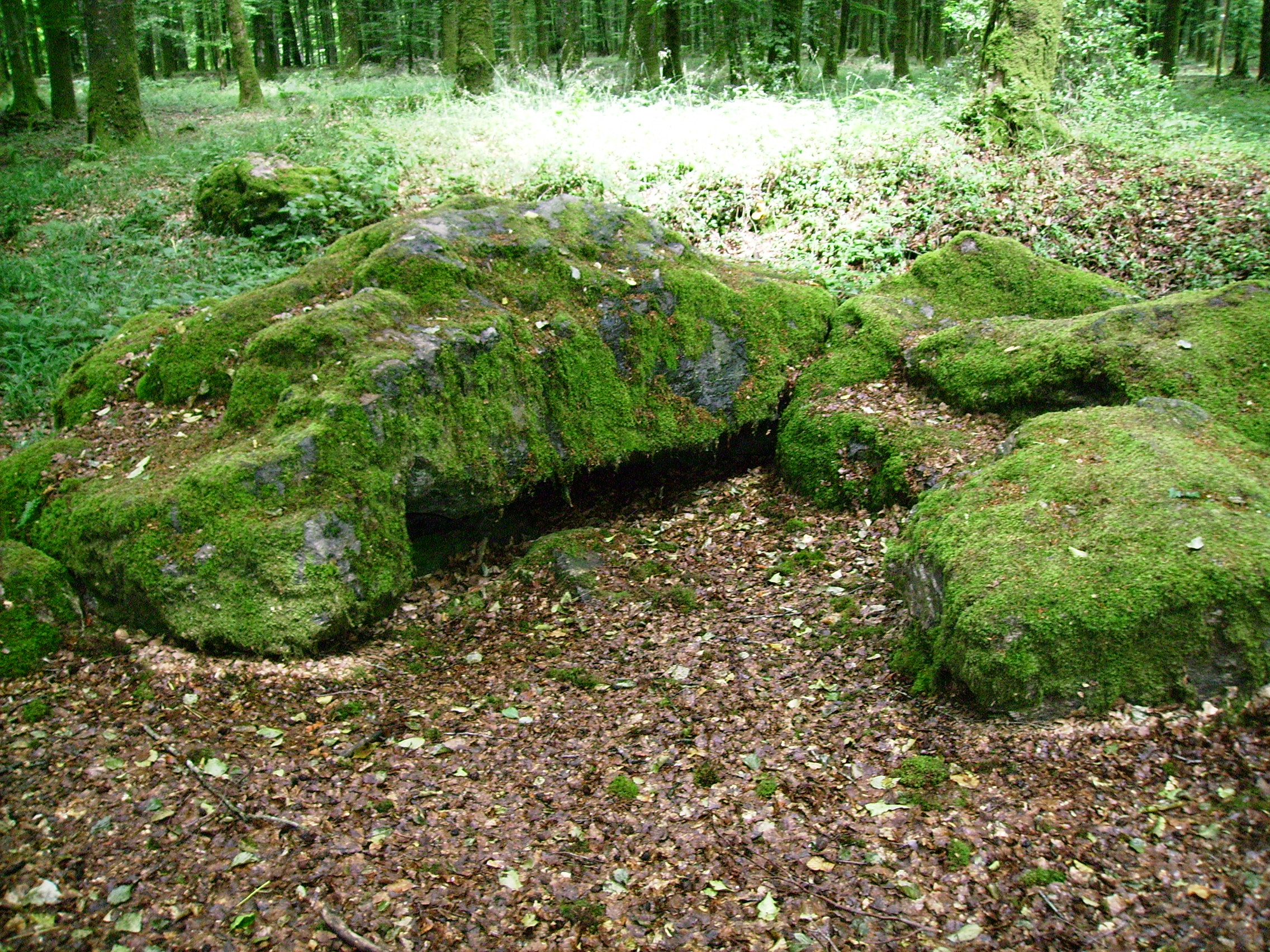
Dolmen de la Pierre du Trésor
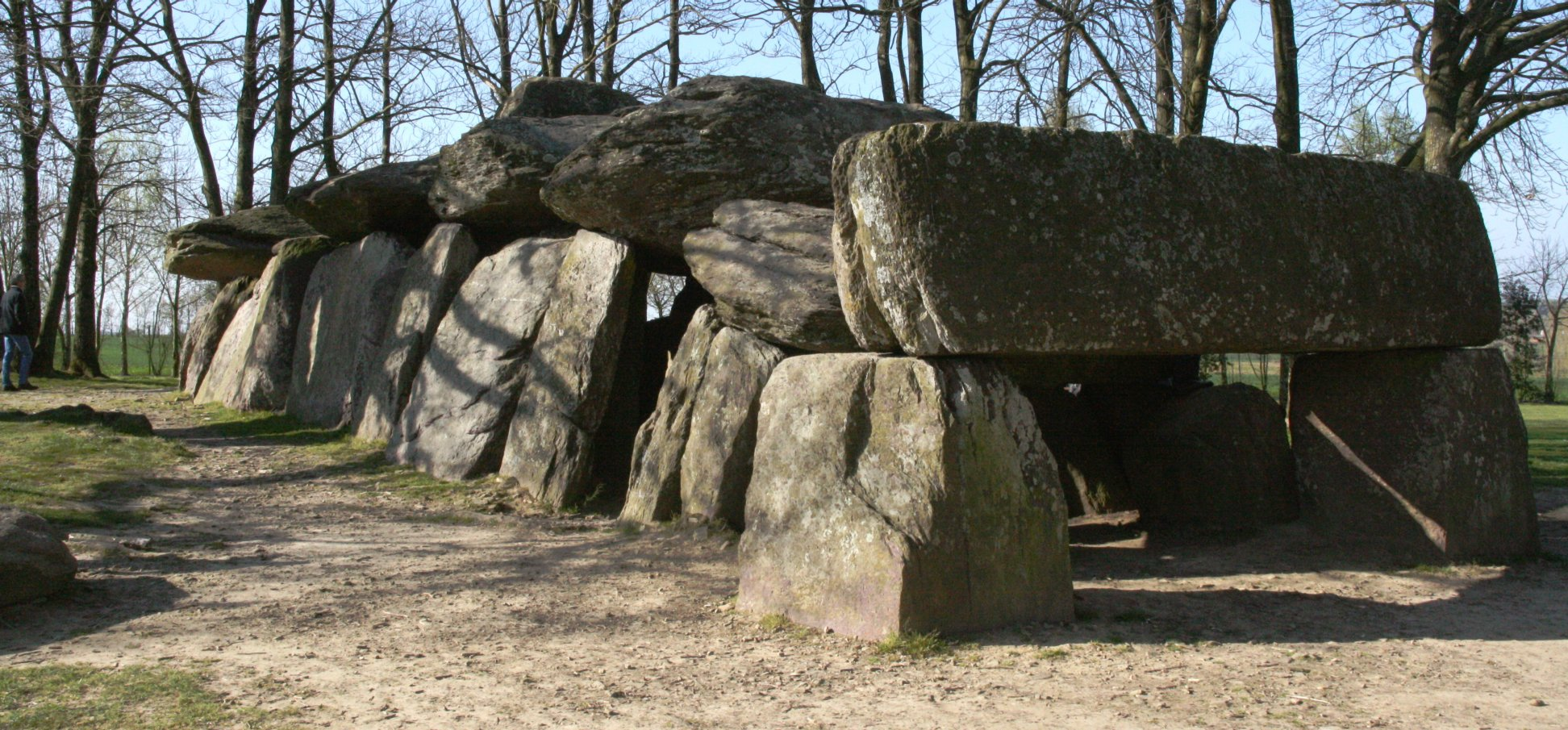
La Roche-aux-Fées

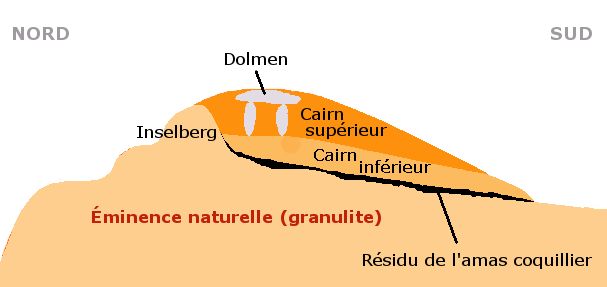
Doorsnede van Dolmen de la pointe de la Torche

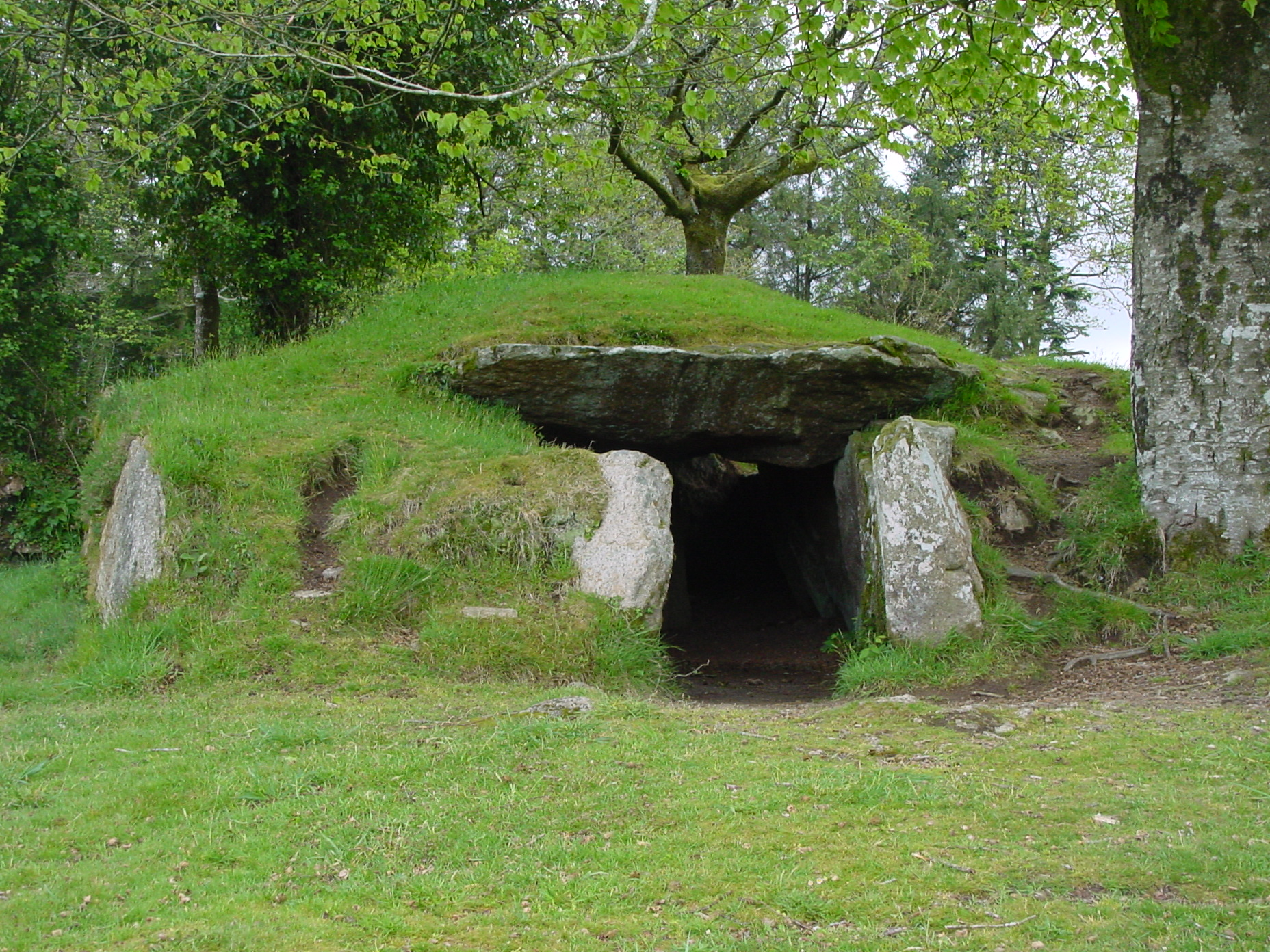
Ti ar Boudiged

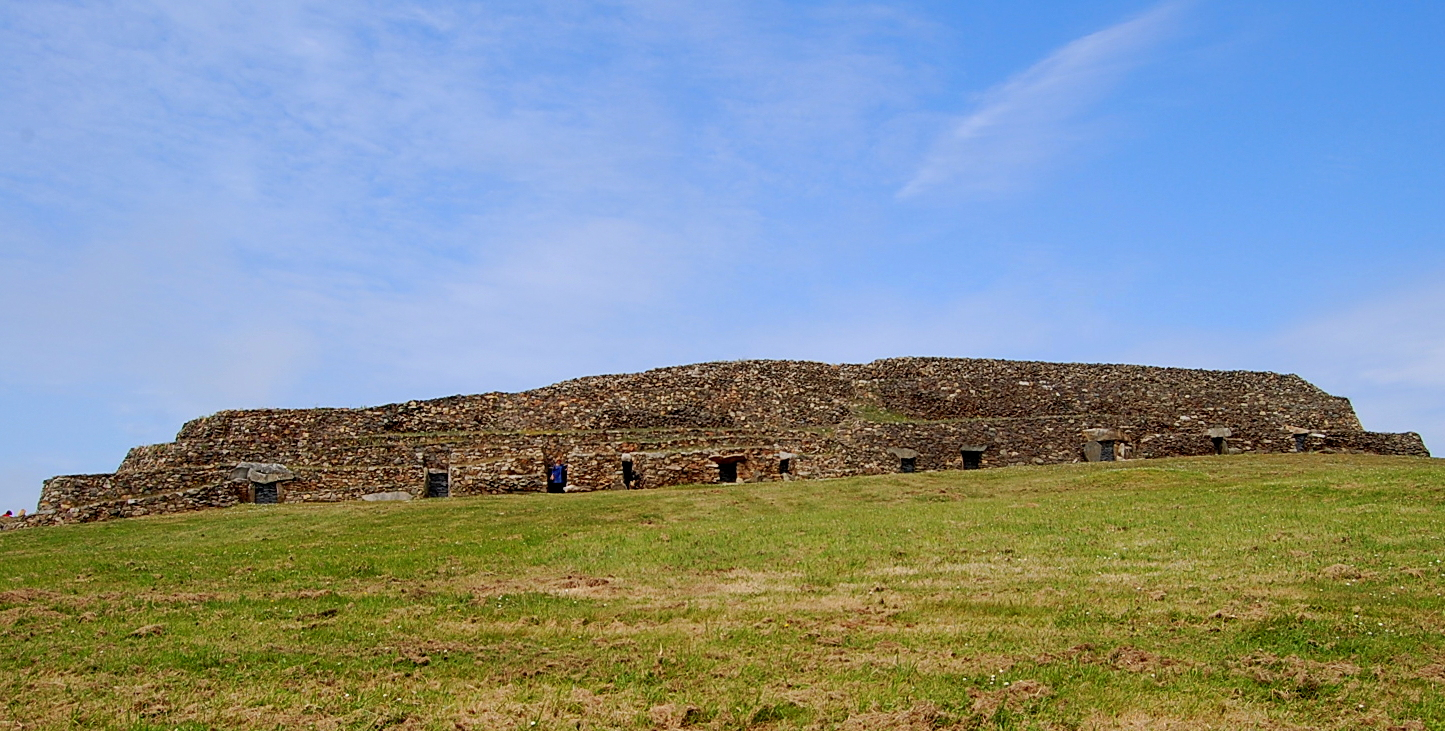
Cairn van Barnenez met meerdere dolmens.

In Finistère liggen Allée couverte de Castel-Ruffel, Dolmen de Boutouiller, Allée couverte de Kerantiec, Allée couverte de Kerbalannec, Allée couverte de Lesconil, Vestiges mégalithiques de Menez Goarem ar Feunteun, Menez Korriged, Allée couverte du Mougau-Bihan, Nécropole mégalithique de la Pointe du Souc'h (vijf dolmens en één megalitische tombe), Dolmen de la pointe de la Torche'(met een dolmen en een allée couverte), Dolmen de Quélarn, Dolmens de Kervadol, Dolmen de Tronval, Allée couverte de Kermeur Bihan, Dolmen d'Argenton, Dolmen de Brucou, Dolmen de Créac’h-ar-Vren, Gouele Sant Yann, Mégalithes du Guilliguy, Allée couverte de Kergoustance, Dolmen de Keristin, Dolmen de Kerivoret, Allée couverte de Kermaout, Dolmen de Kerscao, Allée couverte de Kerugon, Dolmens de Kervadol, Dolmen de Kervignon, Dolmen de Lestriguiou, Dolmens de Luzuen, Allée couverte de Loch-ar-Ronfl, Dolmen de Mezou Poulyot, Allée couverte de Loc'h ar Pont, Ty ar c'horriged, Dolmen de Tronval, allée couverte de Pont-ar-Bleiz, Dolmen de Tréguelc'hier, Allée couverte de Run-Aour, Ti ar Boudiged, Dolmen et menhir de Kercordonner, Dolmen de Penker ar Bloaz, Allée couverte de Plouescat en Vestiges du cairn de Quélarn.
Een legende over de Dolmen de Quélarn vertelt dat deze dolmen is bezocht door kabouters, vandaar de bijnaam Garenne des Korrigans (Gwarenn ar Korriganed of Goarem ar C'Horriged in het Bretons). Dit kan komen doordat men kruipend door de lage gang moet; kabouters zijn klein.
Ook Ti ar C’horriged verwijst naar de Korrigan, de naam is Bretons voor "huis van de Korrigan".

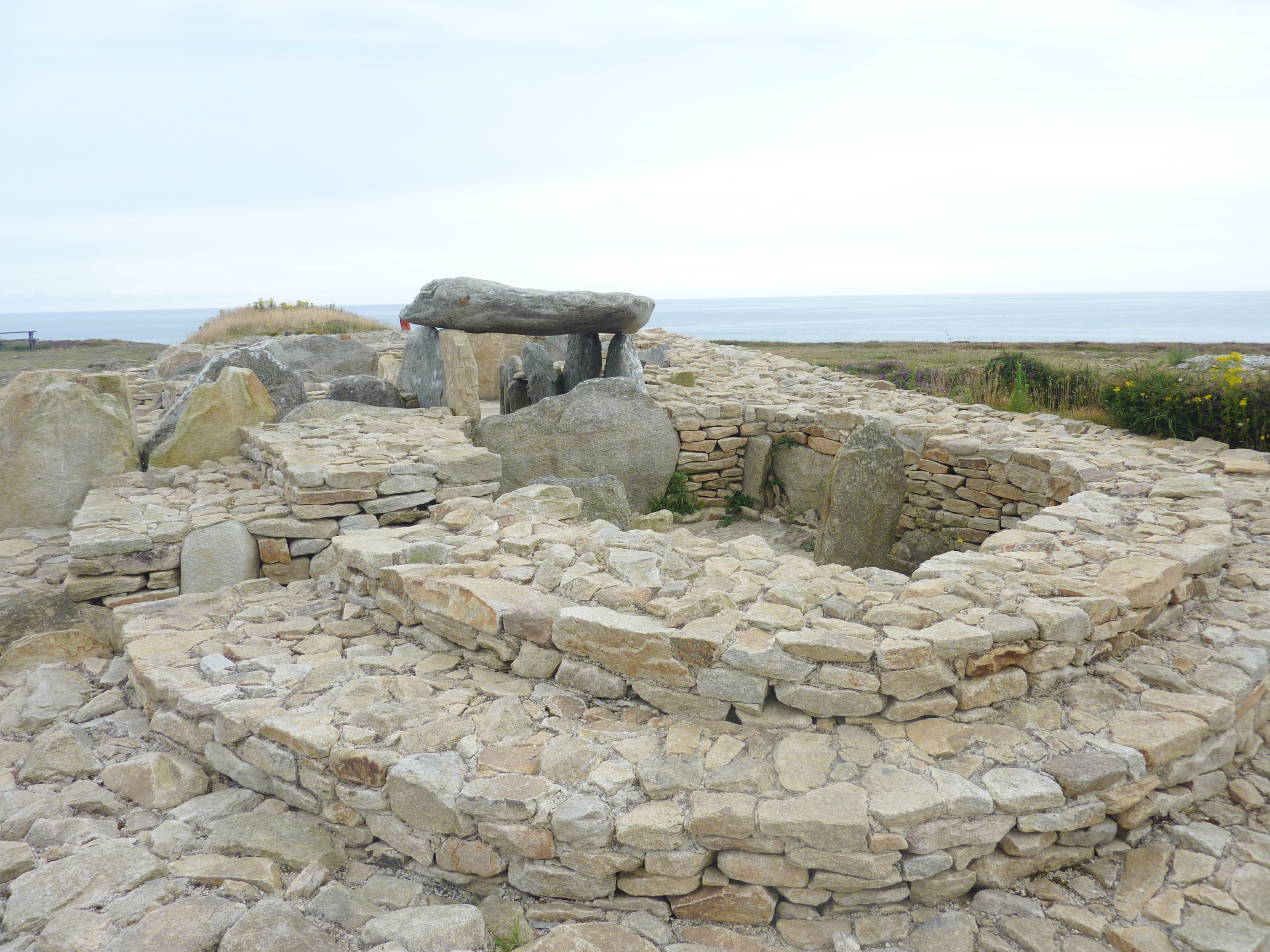
Nécropole mégalithique de la Pointe du Souc'h
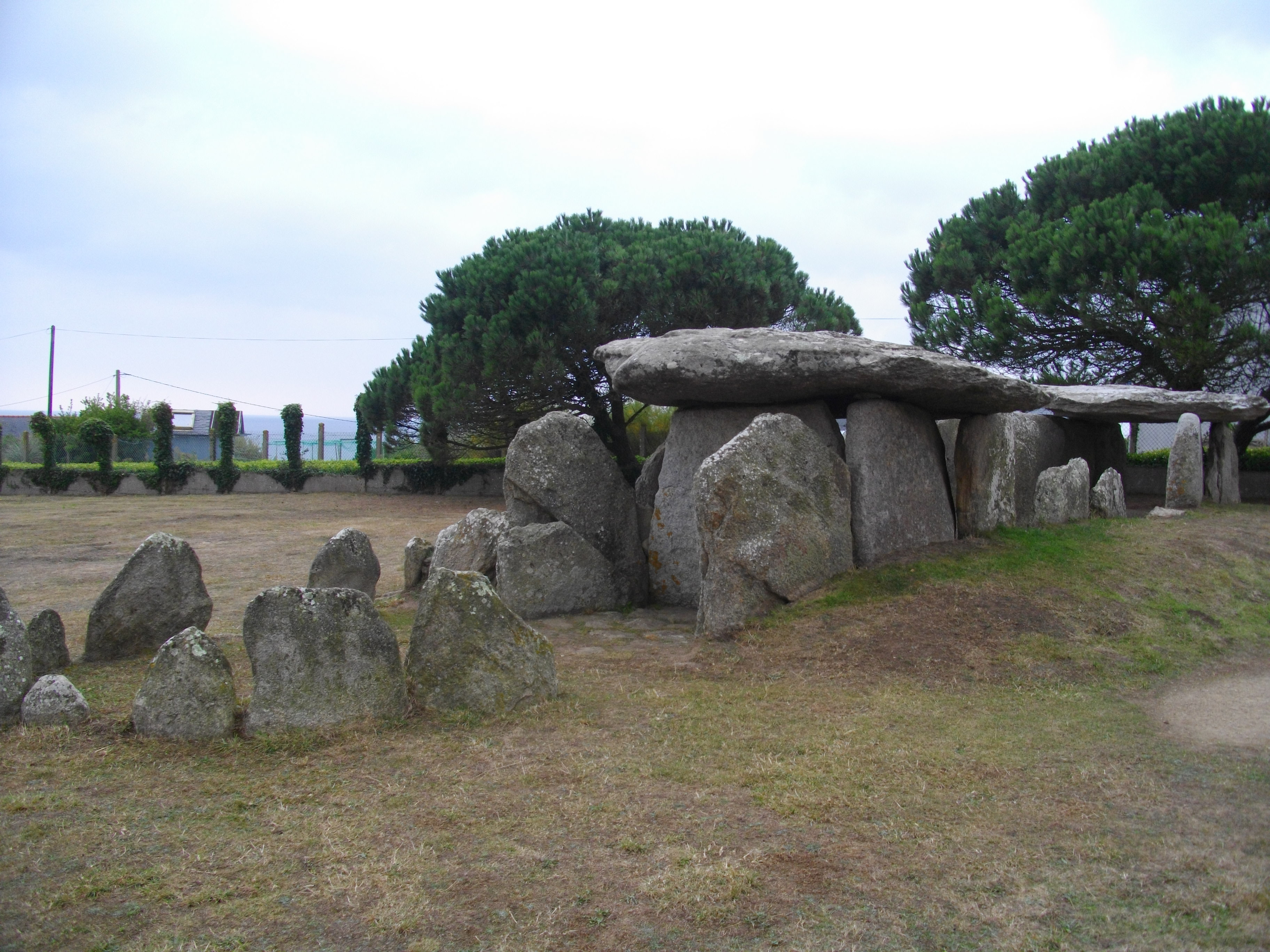
Menez Korriged
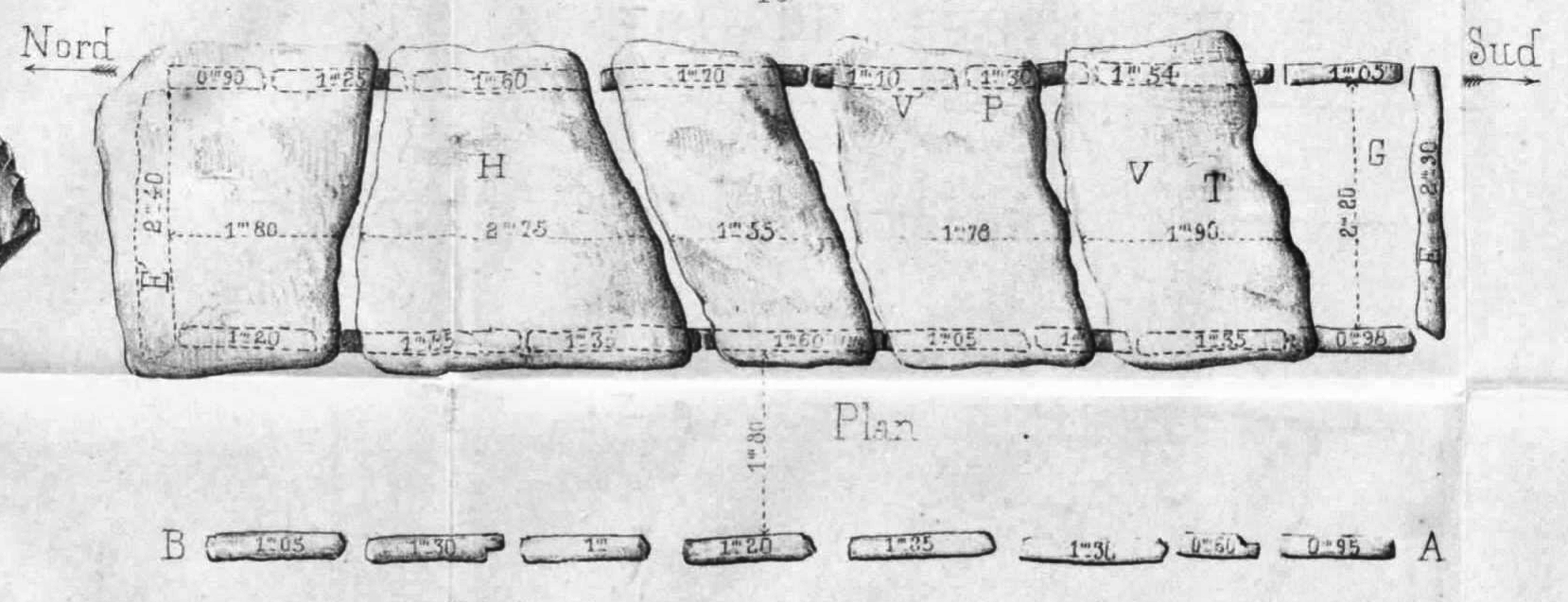
Plattegrond van Allée couverte de Kerbalannec, Paul du Chatellier, 1880
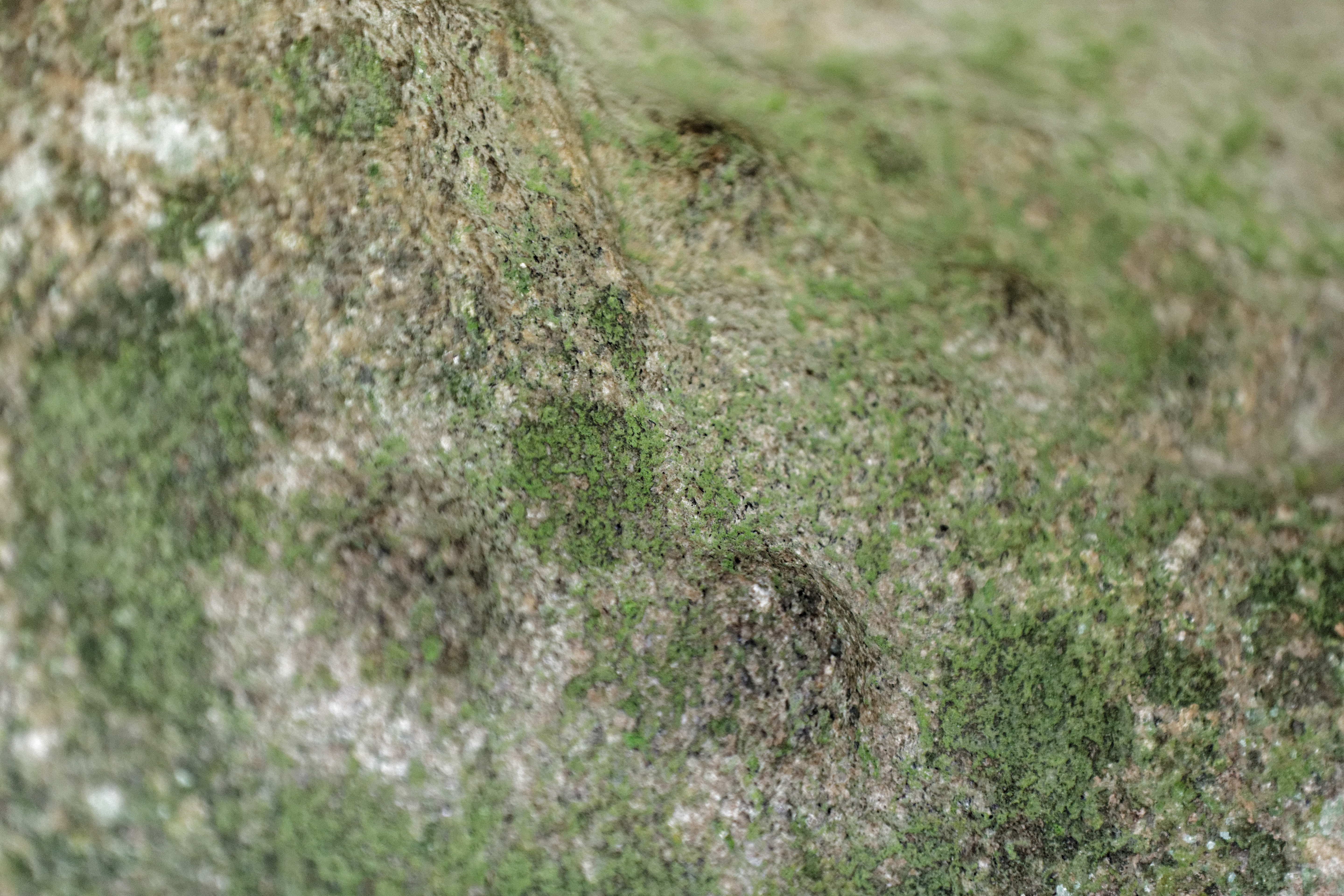
Detail van Allée couverte du Mougau-Bihan; twee paar borsten zijn symbool voor la Déesse Mère (vruchtbaarheidsgodin/godin van de dood)
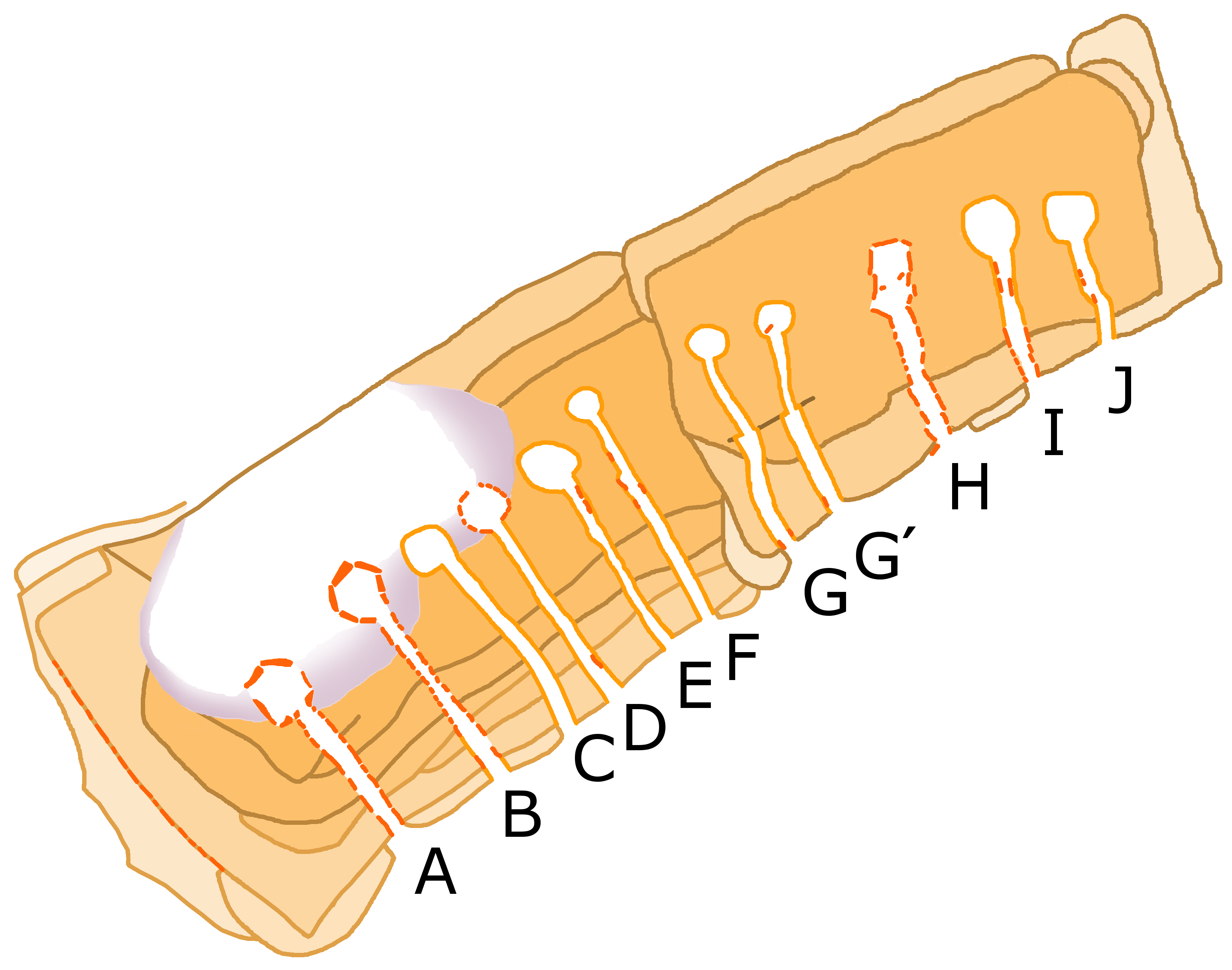
Cairn van Barnenez, een van de grootste in Bretagne, bevat meerdere dolmens

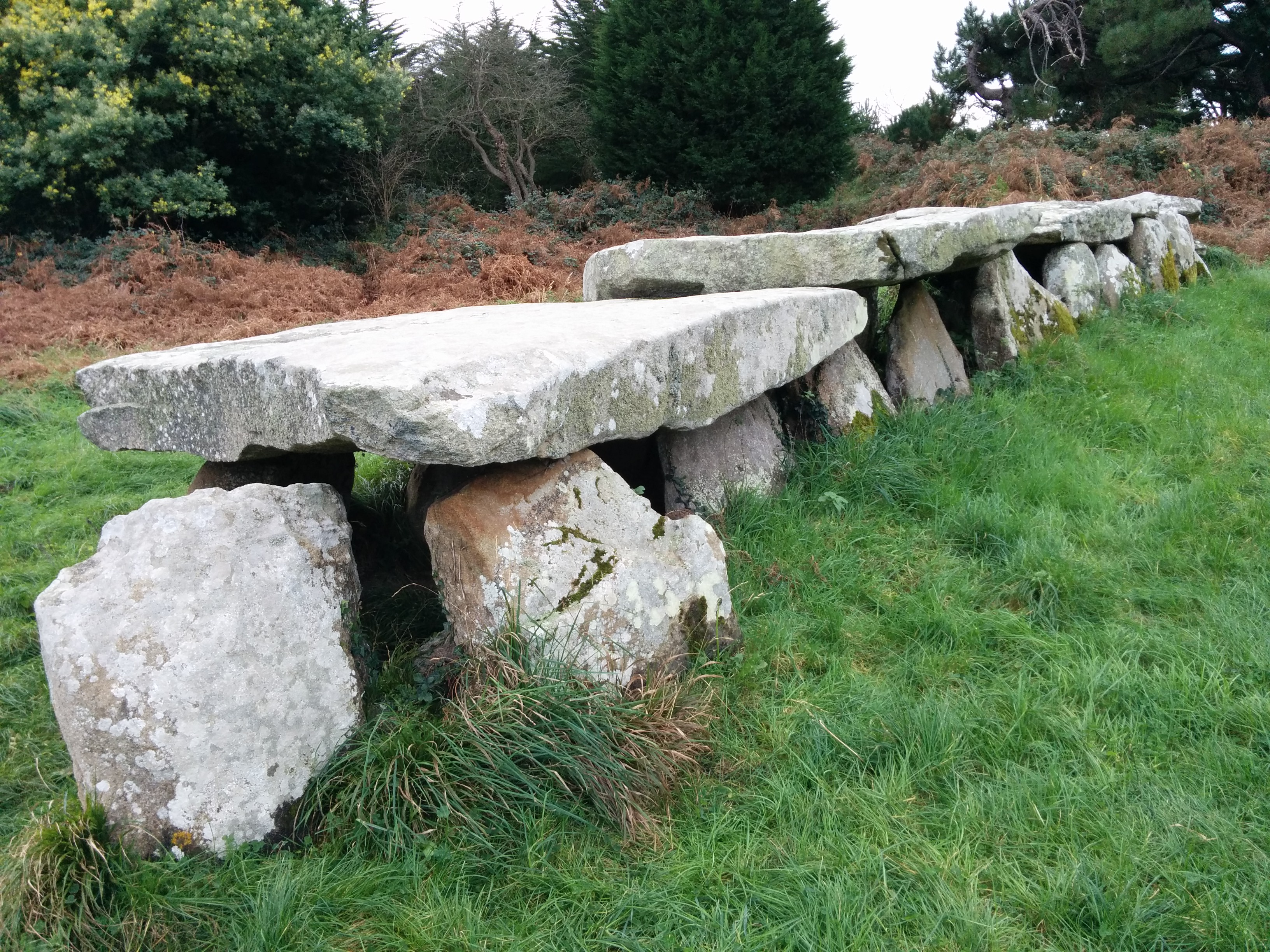
Allée couverte et menhir de Prajou-Menhir

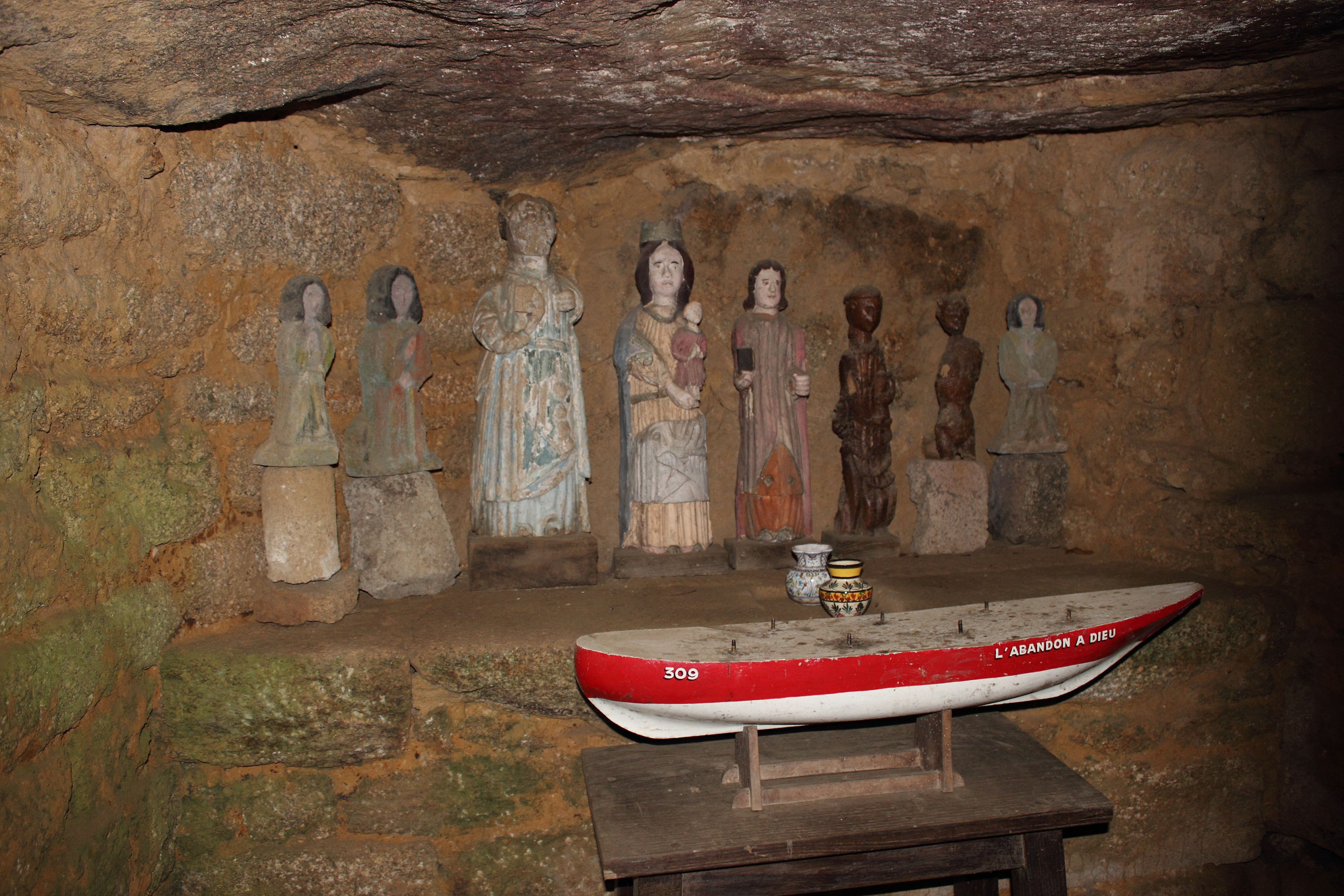
De Zevenslapers van Efeze in de Dolmen de la Chapelle des Sept-Saints, deze dolmen is gekerstend in de zesde eeuw.

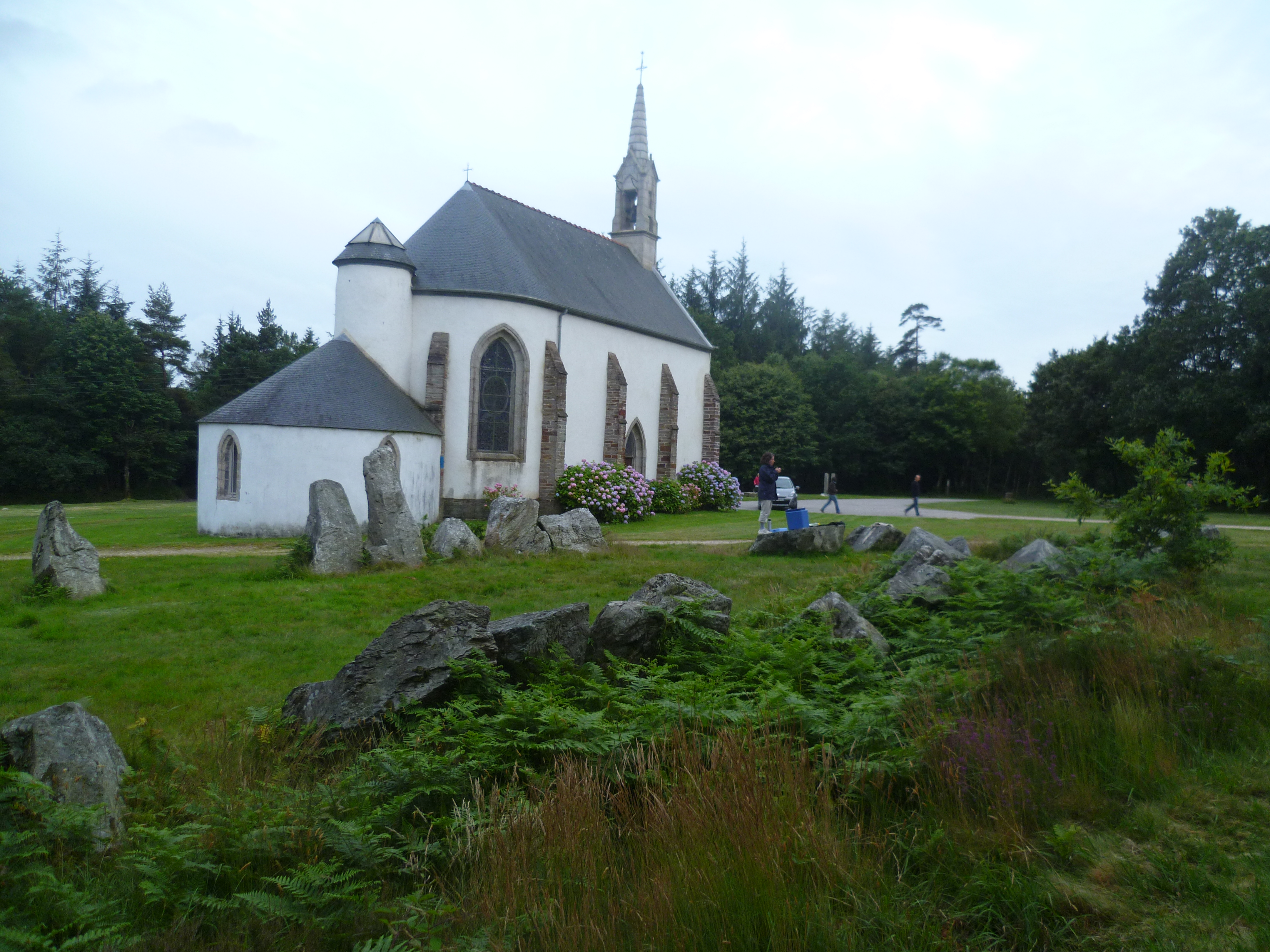
Tertre tumulaire de Lorette

In de Côtes-d'Armor Allée couverte de Kernescop, Allée couverte de Kerrivalan, Allée couverte de la Hautière, Allée couverte de la Ville Génouhan, Allée couverte de Ville Bellanger, Allée couverte de Ville-Menot, Allée couverte des Meurtiaux, Allée couverte du Bois du Rocher, Allée couverte du Bonnet-Rouge, Allée couverte du Chêne-Hut, Allée couverte du Grand Argantel, Allée couverte du Petit-Chêne, Allée couverte du Tertre de l'église, Allée couverte et menhir de Prajou-Menhir, Allées couvertes de Liscuis (I, II, III), Menhir et dolmen de Cailouan, Allée couverte du Champ-Grosset, Menhir et dolmen de Creac'h-an-Archant, Dolmen de Kerivole, Dolmen de la Ville-Hamon, Dolmen de la Ville-Tinguy, Dolmen de Pasquiou, Dolmen de Roc'h Du, Dolmen de l'île Bono, La Grosse Roche, La Roche Couverte, Site mégalithique de la Lande du Gras, Lit de Saint-Jean, Trou de l'Ours, Tumulus de Tossen-ar-Run, Dolmen de Guerzanguérit, Dolmen de Kervoaic, Allée couverte de Kercadiou, Dolmens de Rumain, Le Tombeau de Gargantua, Dolmen de la Ricollais, Allée couverte de Kerléau, Allée couverte du Bois, Allée couverte de la Motte-du-Cruchon, Allée couverte de Men-ar-Rumpet, Dolmen de Keranquéré, Allée couverte de Château-Mellet, Allée couverte de l'île Coalen, Dolmen de Crec'h Lia, Dolmen de Pontanio, Dolmen de la Ville-Méron, Dolmens de Lanvic, Allée couverte du Brohet, Allée couverte de Kervras, Dolmen de l'Isle Navard, Dolmen de Villeneuve, Dolmen de l'Île Saint-Gildas, Tombes de Roch-Las-en-Port-Blanc, Pen-ar-Pont, Dolmen de l'Île Bono, Allée couverte du Champ Blanc, Dolmen de la Cotentin, Allée couverte des Jeannetières, Allée couverte de Montbran, Allée couverte de la Ville Glé, Allée couverte du Tertre, Dolmen de Keransquer, Tumulus de Tanouédou, Allée couverte de Corn-er-Houët, Ros-Vras, Allée couverte de Coët Correc, Allée couverte et alignement de Saint-André, Allée couverte de La Roche Camio, Cairn de la Ville-Pichard, La Roche-aux-Fées (Plénée-Jugon), Dolmen de la Ville Drun, Allée couverte du Bois de la Tougeais, Allée couverte d'Evez-Bihan, Allée couverte de Keryvon, Allée couverte de Min Meur, Allée couverte de Port-Blanc, Dolmen de Rumbron, Dolmen de la Croix Tual, Dolmen et alignement Plouha, Allée couverte de la Morvonnais, Allée couverte du bois de la Rabasse, La Table des Martyres, Allée couverte de l'Île-Grande, Allée couverte de Mélus, Allée couverte de Bel Evan, Allée couverte de la Couette, Table du Nain, Lit de l'Ermite, Dolmen et allée couverte et menhir Pordic, Le Coffre à Margot, Allée couverte de la Ville-au-Bourg, Allée couverte de Boulbin, Allée couverte Saint-Alban, Dolmen du Parc-en-Neum, Dolmen de Kertanguy, Allée couverte du Rocher, Dolmen Saint-Julien, Allée couvertes de Folbras I & II, Allée couverte de Crampoisic, Chambre de Marie Martyre, Dolmen de Kerascouët, Allée couverte de la Croix Jaunay, Roche de l'Ermite, Dolmen de Langourla, Menhir et dolmen et cromlech Senven-Léhart. Allée couverte de l'Île Milliau, Dolmen de Kerellec, Dolmen de Saint-Maudez, Dolmen du Carouge, Allée couverte de l'Épine, Dolmen de Trédias, Dolmen de Roscouac'h, Gwele Sant Erwan, Allée couverte de Ty-Lia, Dolmen de Kergüntuil, Allée couverte de Beuzit Braz, Allée couverte de Bergu, Allée couverte de Coat Mez, Dolmen de Roscouët, Dolmen de la Chapelle des Sept-Saints, Allée couverte de Crec'h Quillié, Allée couverte de Kergüntuil, Tertre tumulaire de Lorette, Tertre tumulaire de Lorette, Allée couverte du Parc-Kerdic, La Pierre des Druides, Allée couverte de Île-Grande, Dolmen de Île Bono, Allée couverte de l’Île Milliau, Allée couverte de Keryvon, Allée couverte op  Île-Coalen, Allée couverte des Jeannetières, Dolmen de Roc’h Toul, Allée couverte de Ty-Lia, La Pierre des Druides en Grosse Roche.
In de folklore wordt Allée couverte du Chêne-Hut in verband gebracht met de Margot (een "klasse" van feeën), een andere benaming is Grotte-aux-Fées. Er zijn meerdere dolmens die in verband gebracht worden met Margot, zoals Le Coffre à Margot.

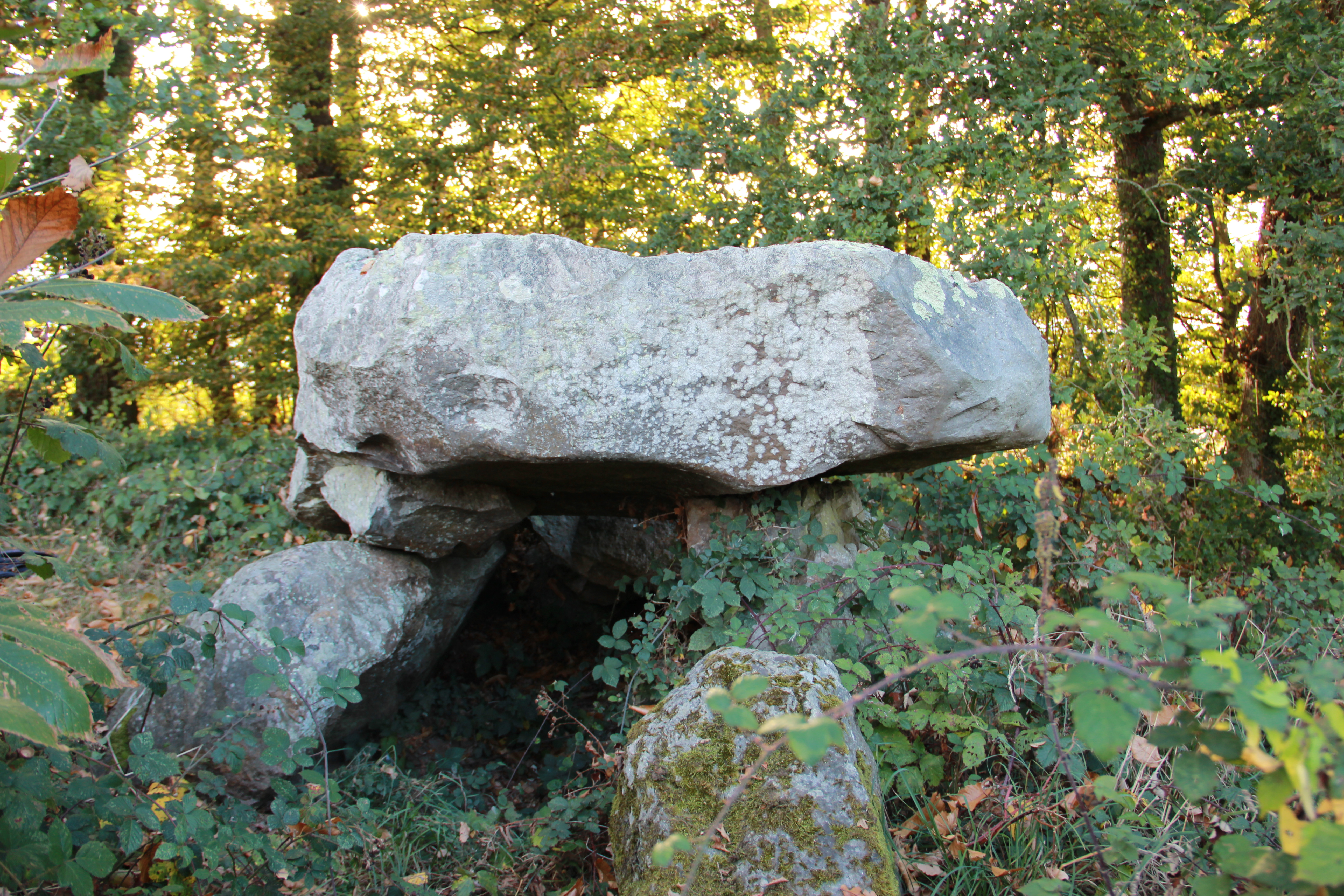
Allée couverte du Bois du Rocher
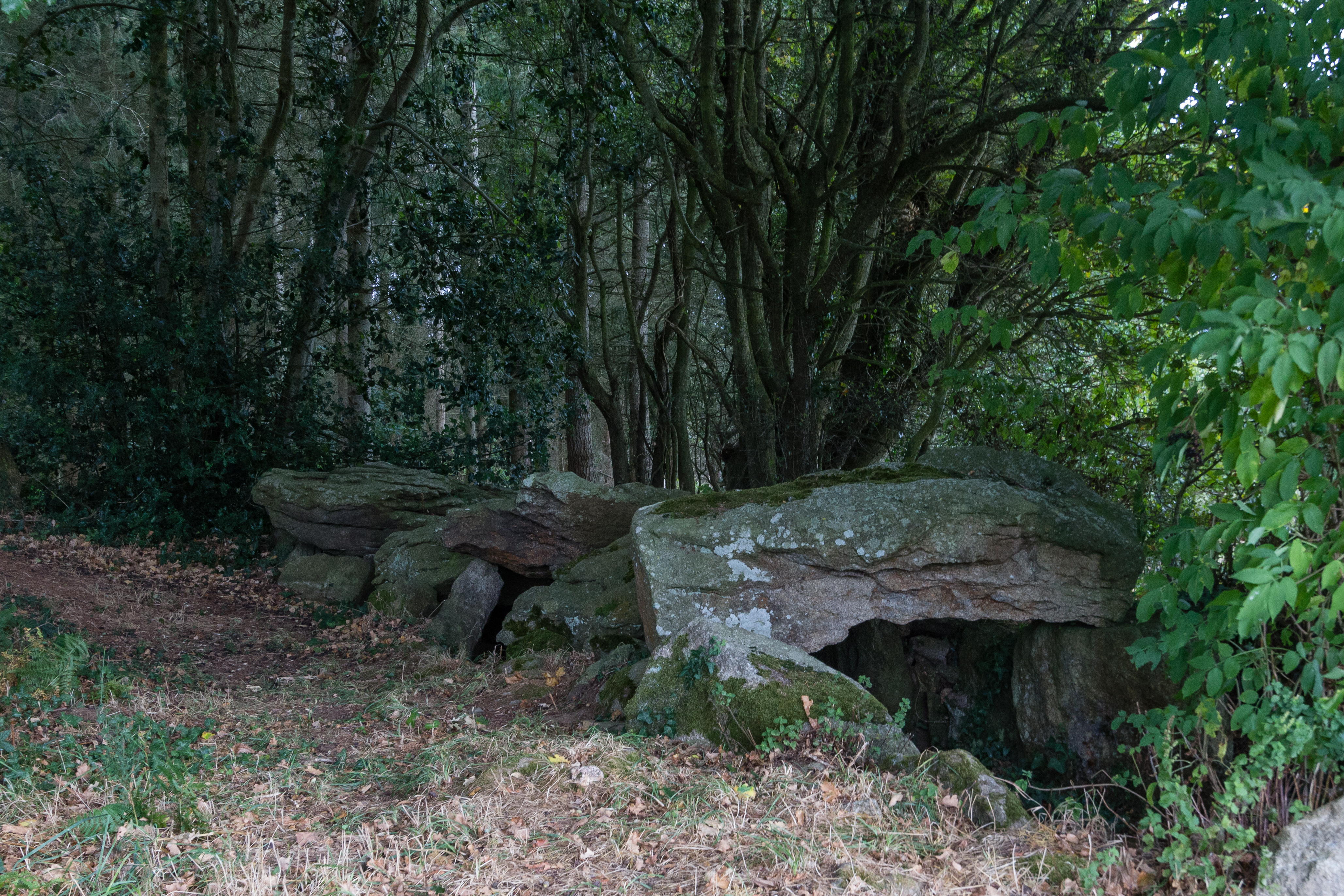
Allée couverte du Champ Grosset
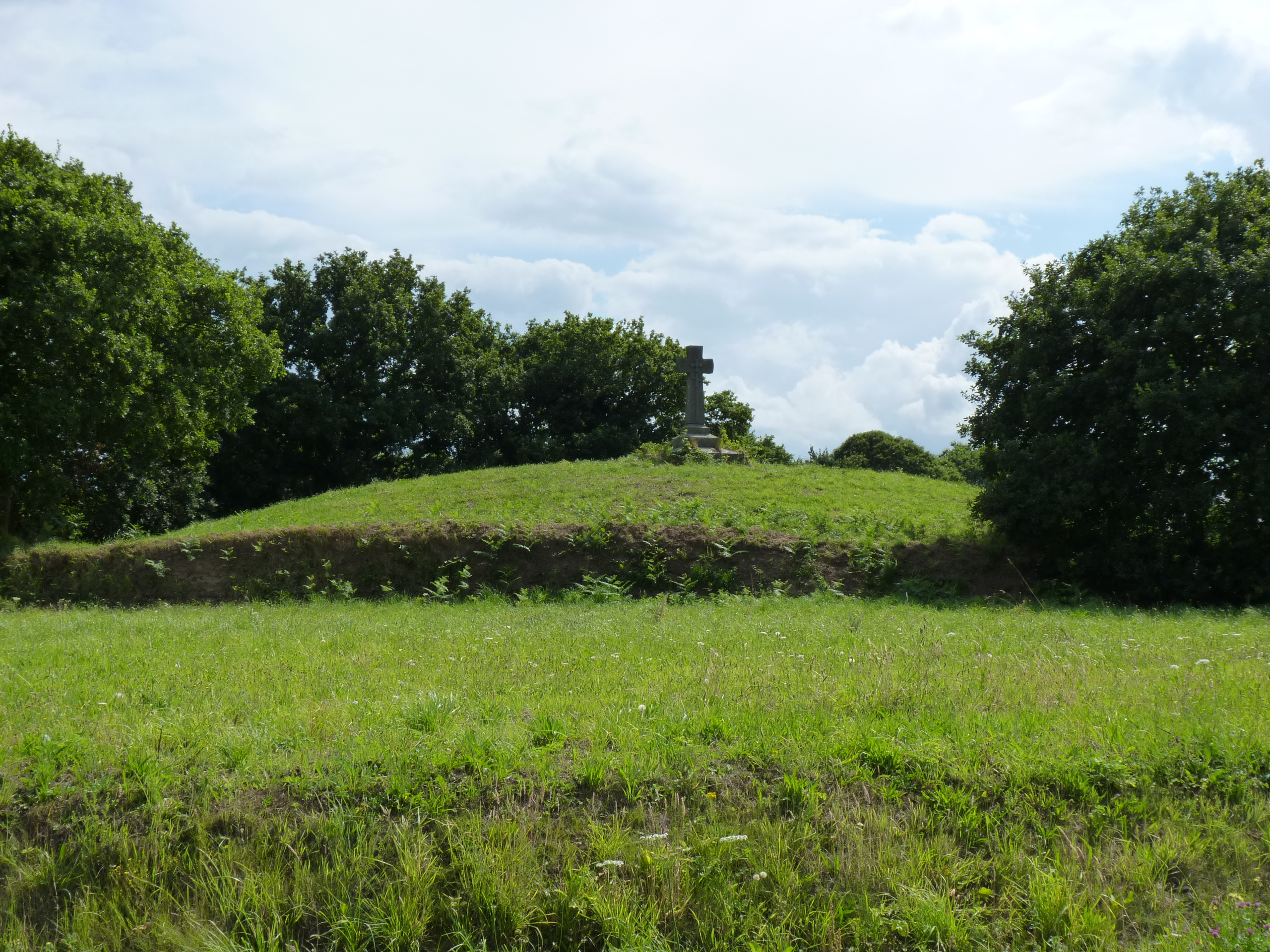
De gekerstende Tumulus de Tossen-ar-Run, de dolmen bevatte het skelet van een tiener
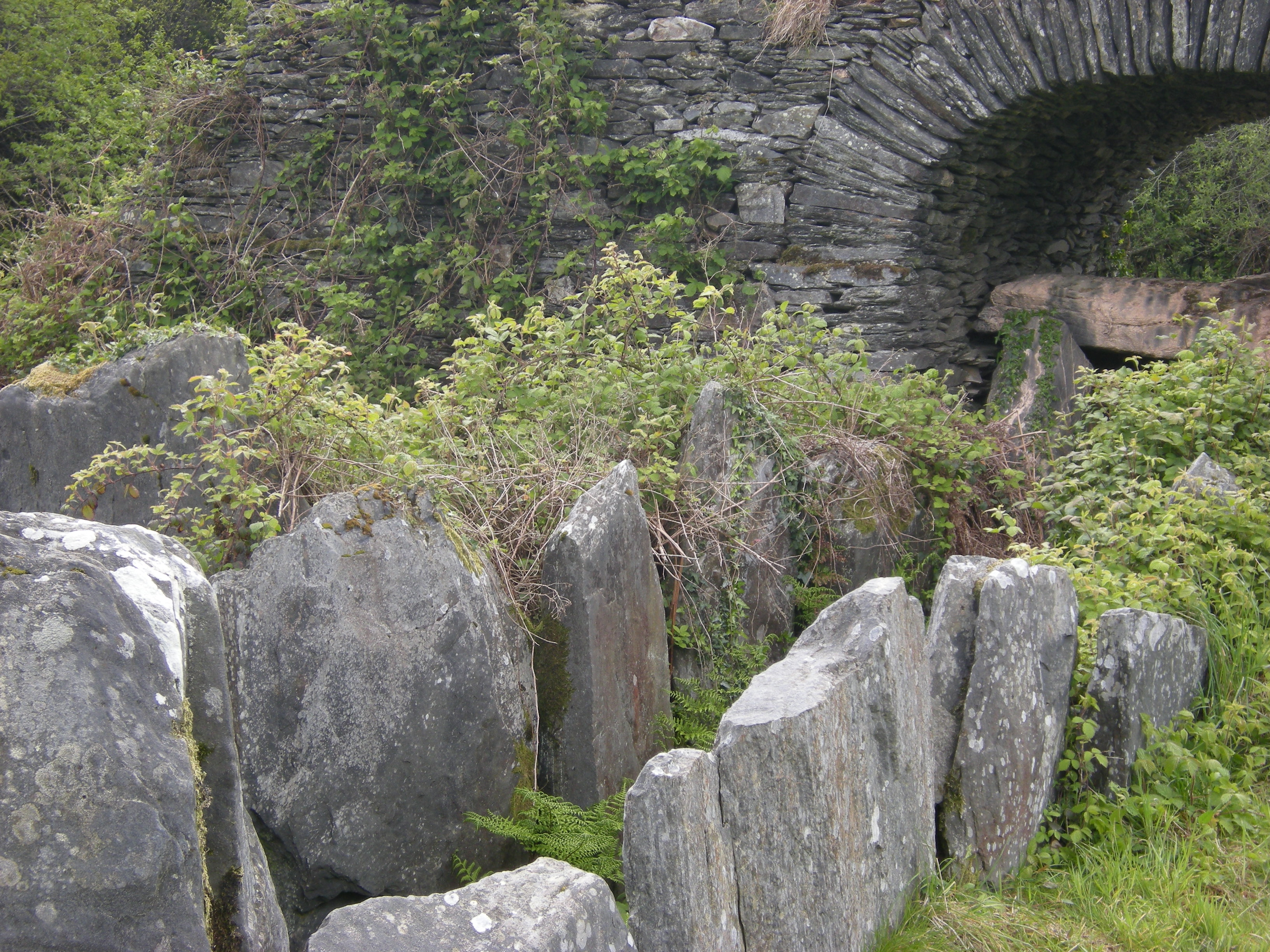
Allée couverte de Coët Correc

### Normandië

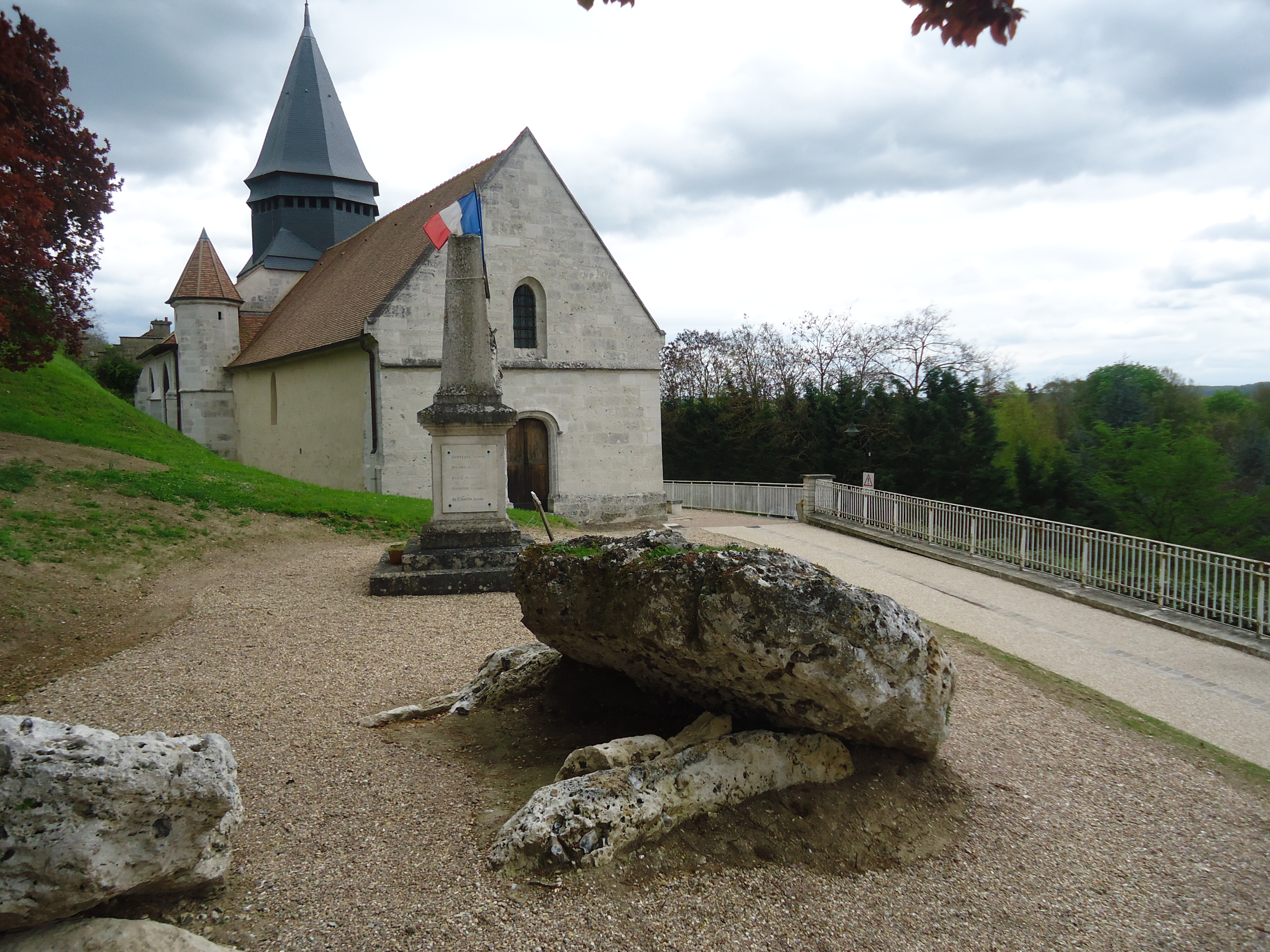
Overblijfsel van de dolmen de la Pierre de Sainte Radegonde in Giverny, Eure

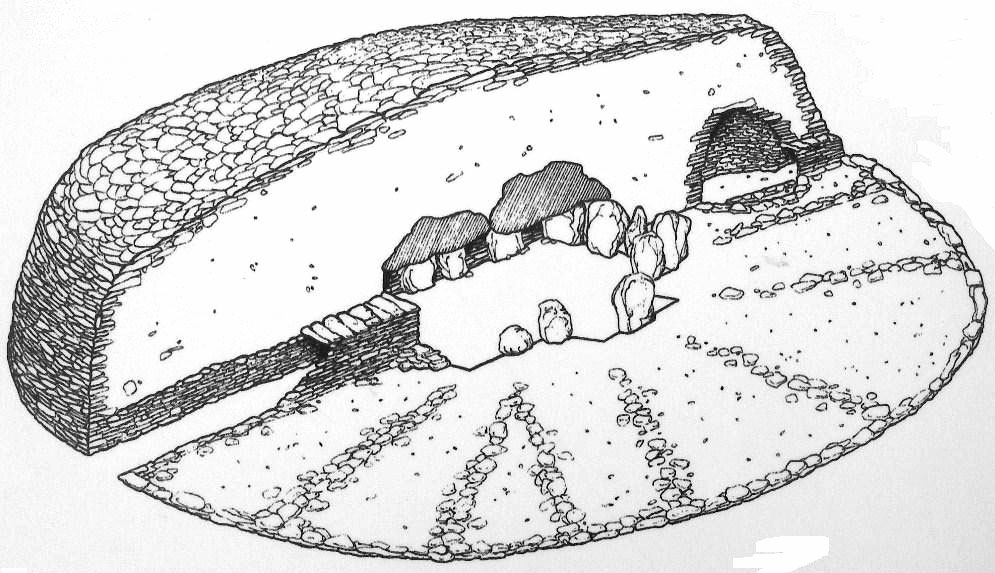
Doorsnede van de dolmen de la Pierre Tourneresse bij Cairon, Calvados

In Normandië liggen in het departement Calvados (onder andere) de volgende dolmens: Dolmen de la Loge aux Sarrazins, Pierre Dialan, Pierres Branlantes en Pierre Tourneresse.
De Pierres Branlantes heeft meer dan 60 cupmarks. Volgens een legende schudden de stenen als de klok van de parochiekerk luidt om middernacht of twaalf uur 's middags. Zoals met veel andere opmerkelijke stenen werd verteld dat er schatten begraven lagen en de grond werd er tevergeefs verplaatst. Er wordt ook gezegd dat de dolmen een kleine grot zou bevatten; de kamer van de feeën.
In Orne liggen (onder andere) de volgende dolmens: Pierre des Bignes, Dolmen du Bois de la Mousse, Dolmen de la Grandière, Dolmen de la Grosse-Pierre, Dolmen de la Pierre Couplée, Pierre Levée (Fontaine-les-Bassets), Pierre aux Loups en Pierre Procureuse. De Chapelle de Saint-Céneri is rondom een dolmen gebouwd.
In Eure liggen (onder andere) de volgende dolmens: Allée couverte d'Aizier, Allée couverte de Dampsmesnil, Allée couverte de Pinterville, Dolmen d'Aubevoye, Dolmen de l'Hôtel-Dieu, Dolmen de La Croix Blanche, Dolmen de la Croix de Saint Mauxe et Saint Vénéran, Dolmen de la Grosse Pierre, Gravier de Gargantua, Nécropole dolménique des Prés d'Acon, Pierre courcoulée, Pierre de Sainte-Radegonde, Pierre Lormée, Pierre Tournante en Dolmen de Rugles. De Tombeau de Saint-Ethbin is gebouwd op de plek van een oude dolmen.
Eeuwenlang kwamen mensen ter bedevaart bij de dolmen de la Pierre de Sainte Radegonde. Mensen wilden genezen worden van huidziekten bij de patroonheilige van Giverny. Personen wilden hier zo dicht mogelijk bij begraven worden en in 1860 probeerde men een persoon onder de dolmen te begraven, waardoor deze instortte.

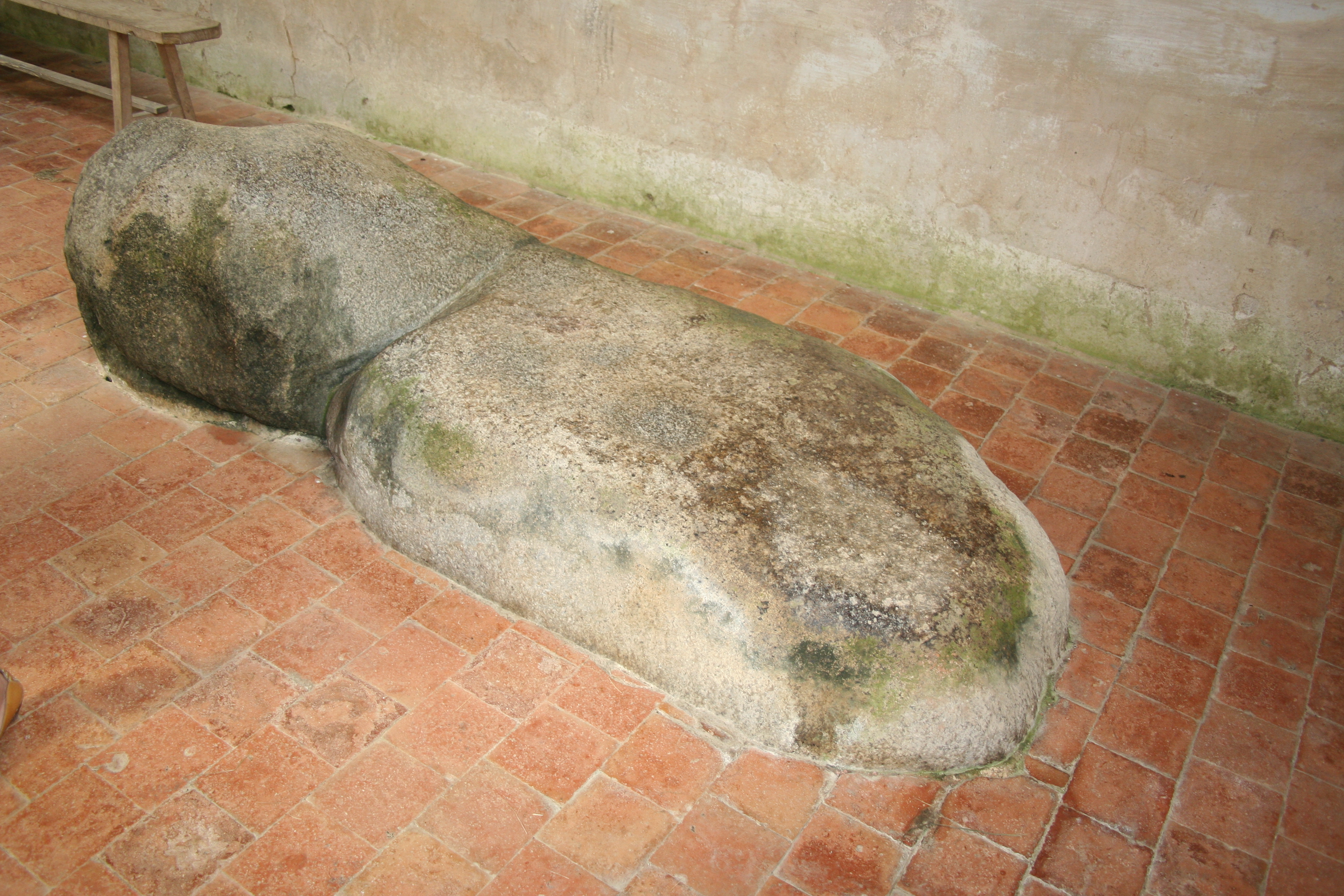
De dolmen in de Chapelle de Saint-Céneri
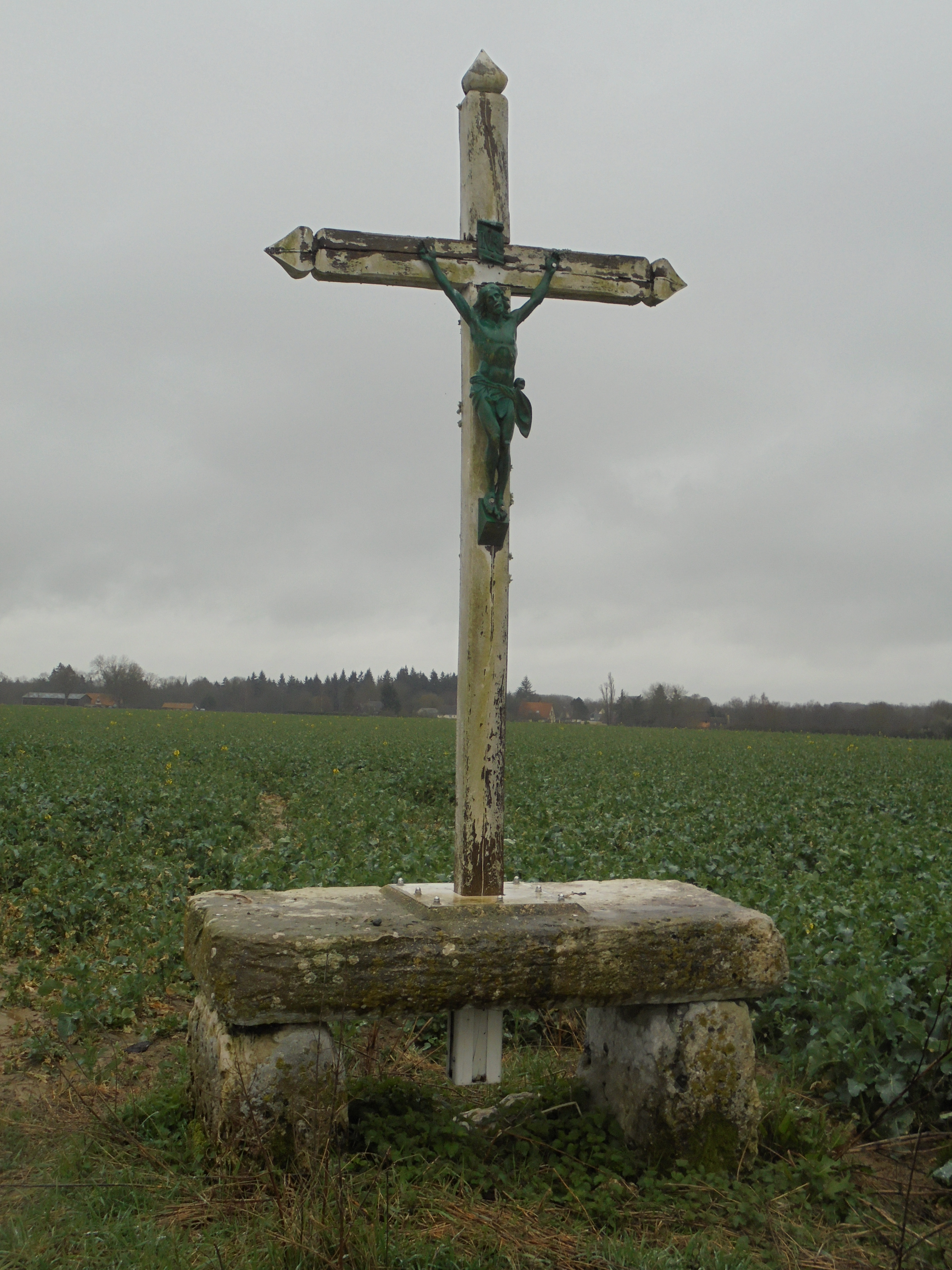
Dolmen de La Croix Blanche, Eure
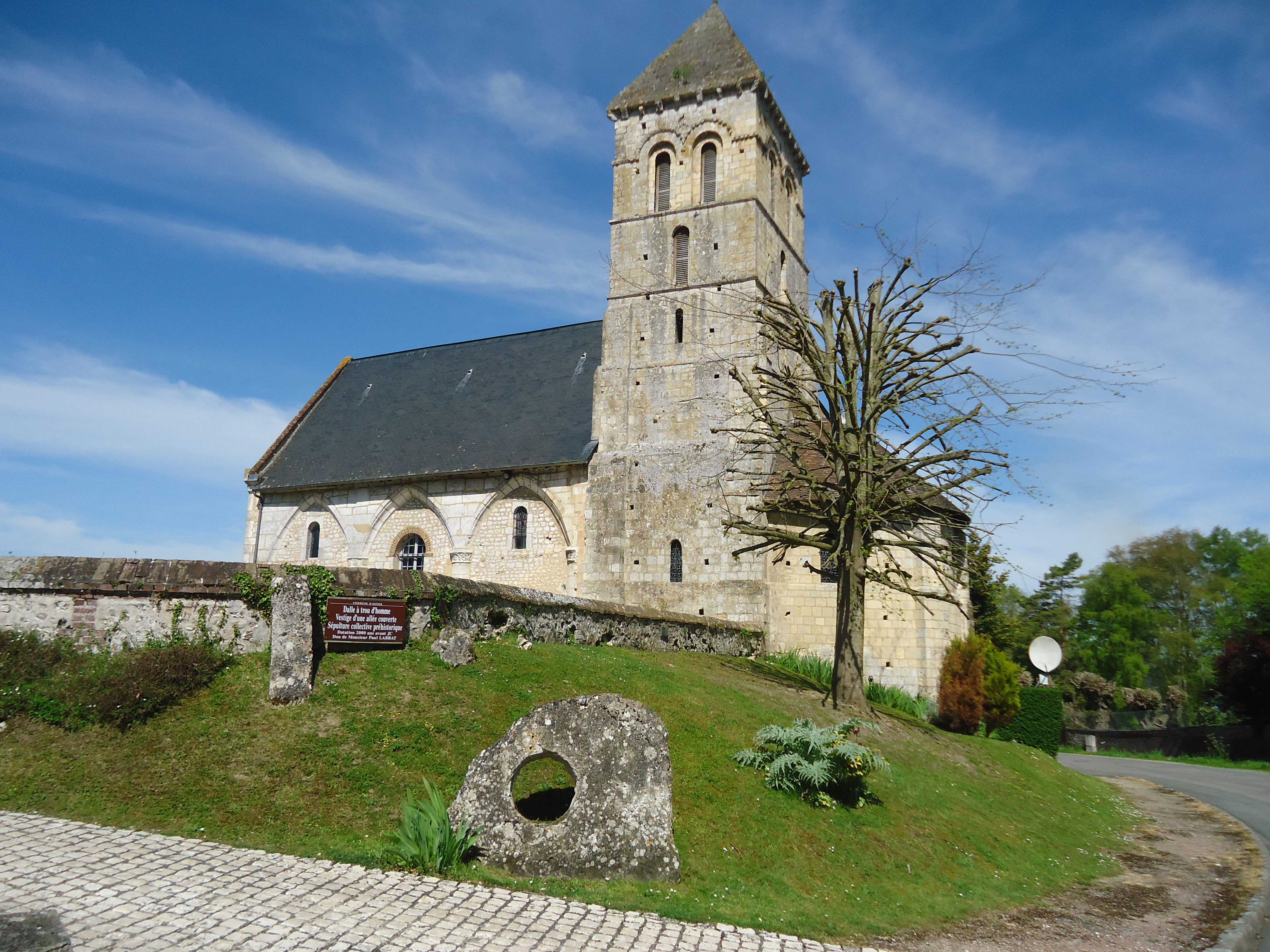
De toegangsteen met Seelenloch (47 cm) is het enige overblijfsel van de allée couverte d'Aizier, deze dolmen werd vernietigd in de 19e eeuw bij de aanleg van een straat.
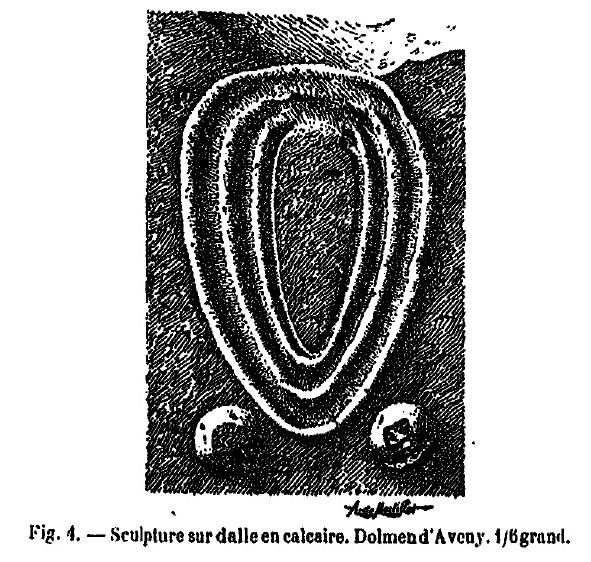
Petroglief in de allée couverte de Dampsmesnil symboliseert volgens archeologen de "godin van de dood"; deze figuur komt ook voor in andere dolmens.

### Île-de-France

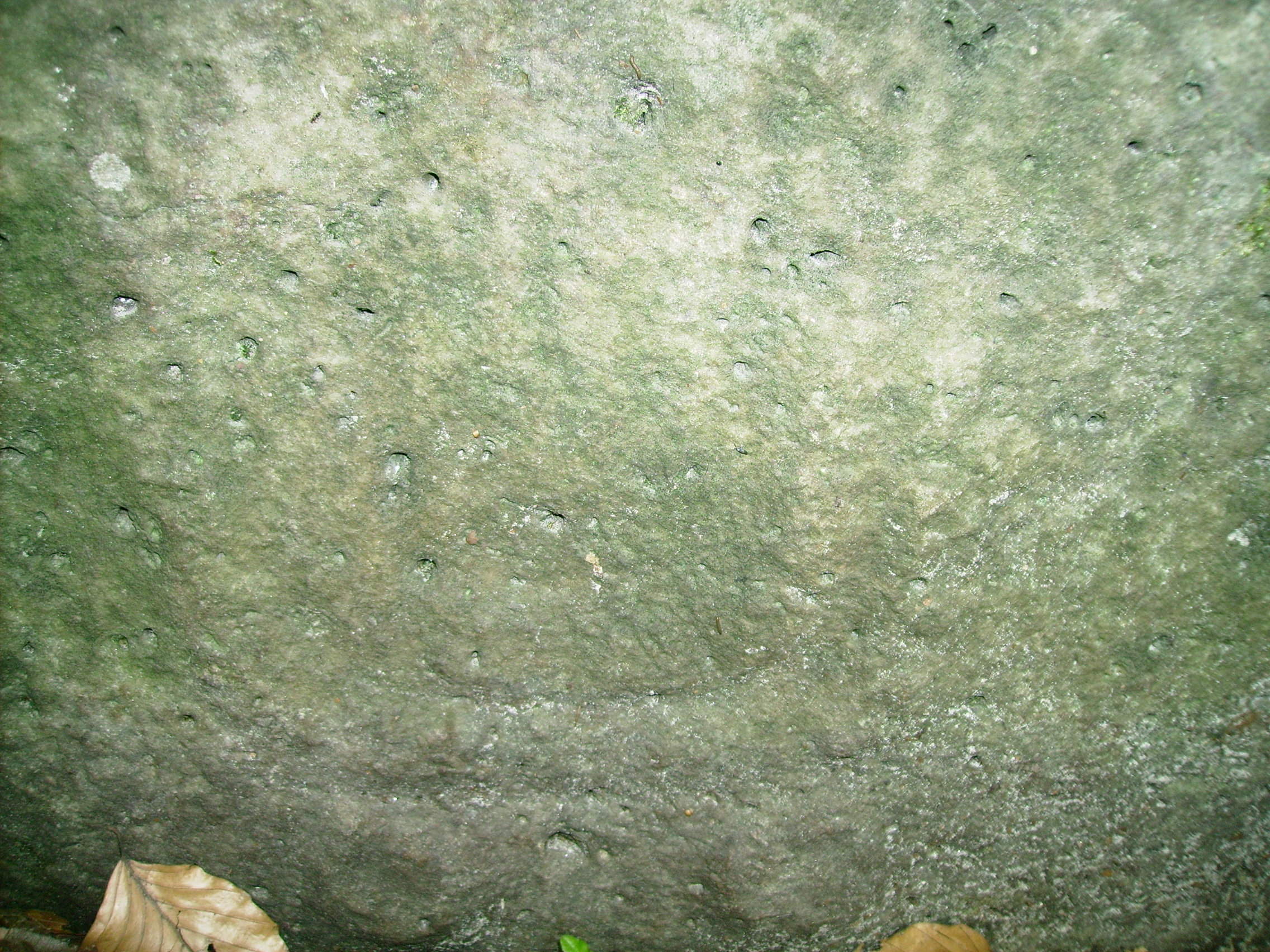
Petroglief op een steen van de Pierre Turquaise wordt gezien als de "godin van de dood" met borsten.

In Île-de-France liggen (onder andere) de volgende dolmens: Dolmen le Grès de Linas, Dolmen de la Pierre-Levée, Allée couverte de la Pierre de Rabelais,  Dolmen de la Roche aux Loups, Allée couverte de la côte du Libéra, Allée couverte du Blanc Val, Allée couverte du cimetière aux Anglais, Coffre de Bellevue, Dolmen de Copierre, Allée couverte des Déserts (ook wel La Butte Vachon of Argenteuil 1 genoemd), Allée couverte de la Pierre Plate, Pierre Turquaise, Dolmen Vauéal, Dolmen à l'Étang-la-Ville, Allée couverte du Trou aux Anglais, Allée couverte de Conflans, Dolmen dit la Pierre l'Armoire, Allée sépulcrale de la Cave aux Fées, Allée de la Justice, Dolmen des Mureaux en Pierre Ardoue.
De beide stenen van de trilithon die de ingang vormt bij Pierre Turquaise zijn voorzien van een petroglief. De best bewaarde bevindt zich op de noordelijke steen en vormt een dubbele u en twee bolletjes. Dit wordt gezien als de godin van de dood met borsten. De dolmen zou worden gesloopt en de stenen zouden dienen voor de bestrating in Parijs, maar werd in 1842 van de sloop gered. In de nacht van 14 op 15 september 1985 werd deze dolmen getroffen door een bomaanslag, de trilithon werd daarbij zwaar beschadigd.

### Grand Est
In Grand Est liggen Dolmen de Bercenay-le-Hayer, Dolmens de la Pierre Couverte (de Dolmen des Blancs Fossés en de Dolmen des Blancs Fossés), Le Dolmen de Vamprin, Dolmen des Grèves de Fraicul en Dolmen du Pavois in Aube.
In Haute-Marne liggen Dolmen de la Pierre-Alot, Dolmen La Pierre Tournante en dolmen I et II de la Vergentièr.

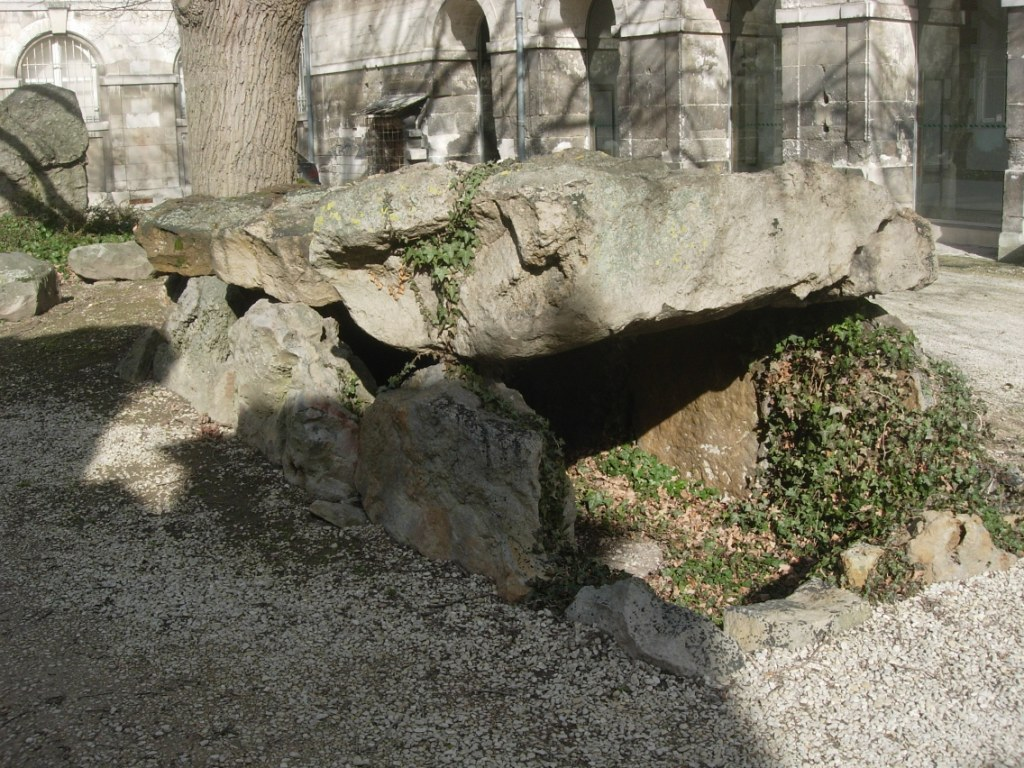
Dolmen des Grèves de Fraicul is verplaatst naar het Musée des beaux-arts de Troyes in Troyes.
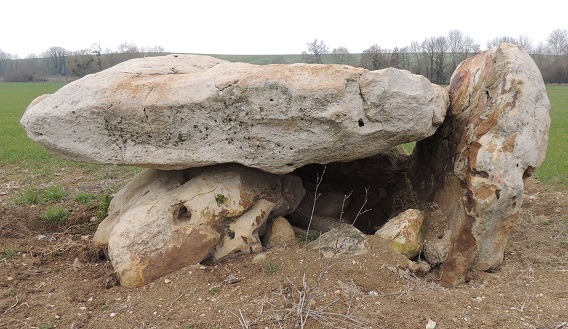
Overblijfsel van Dolmen de Bercenay-le-Hayer
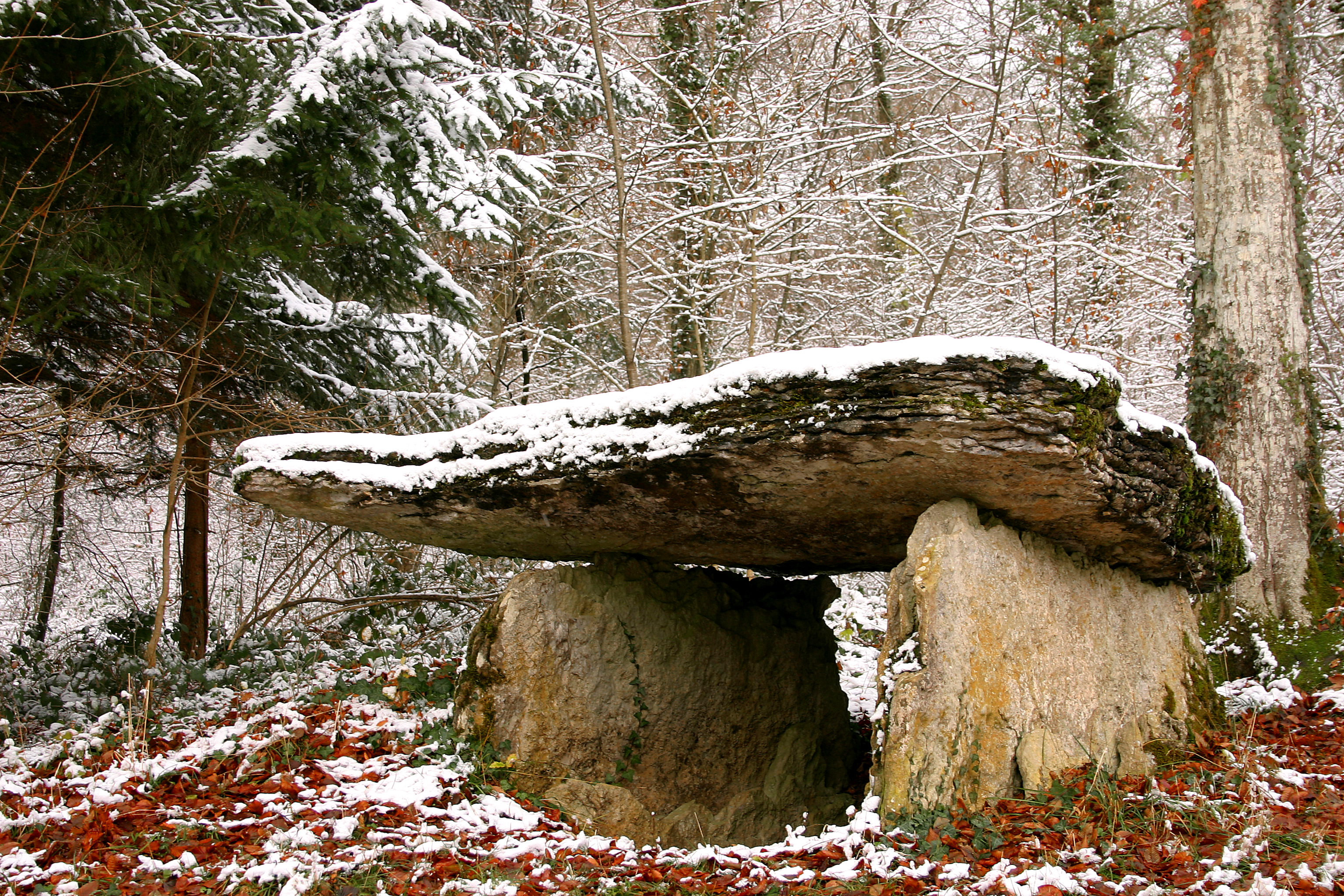
Dolmen de la Pierre-Alot

### Hauts-de-France

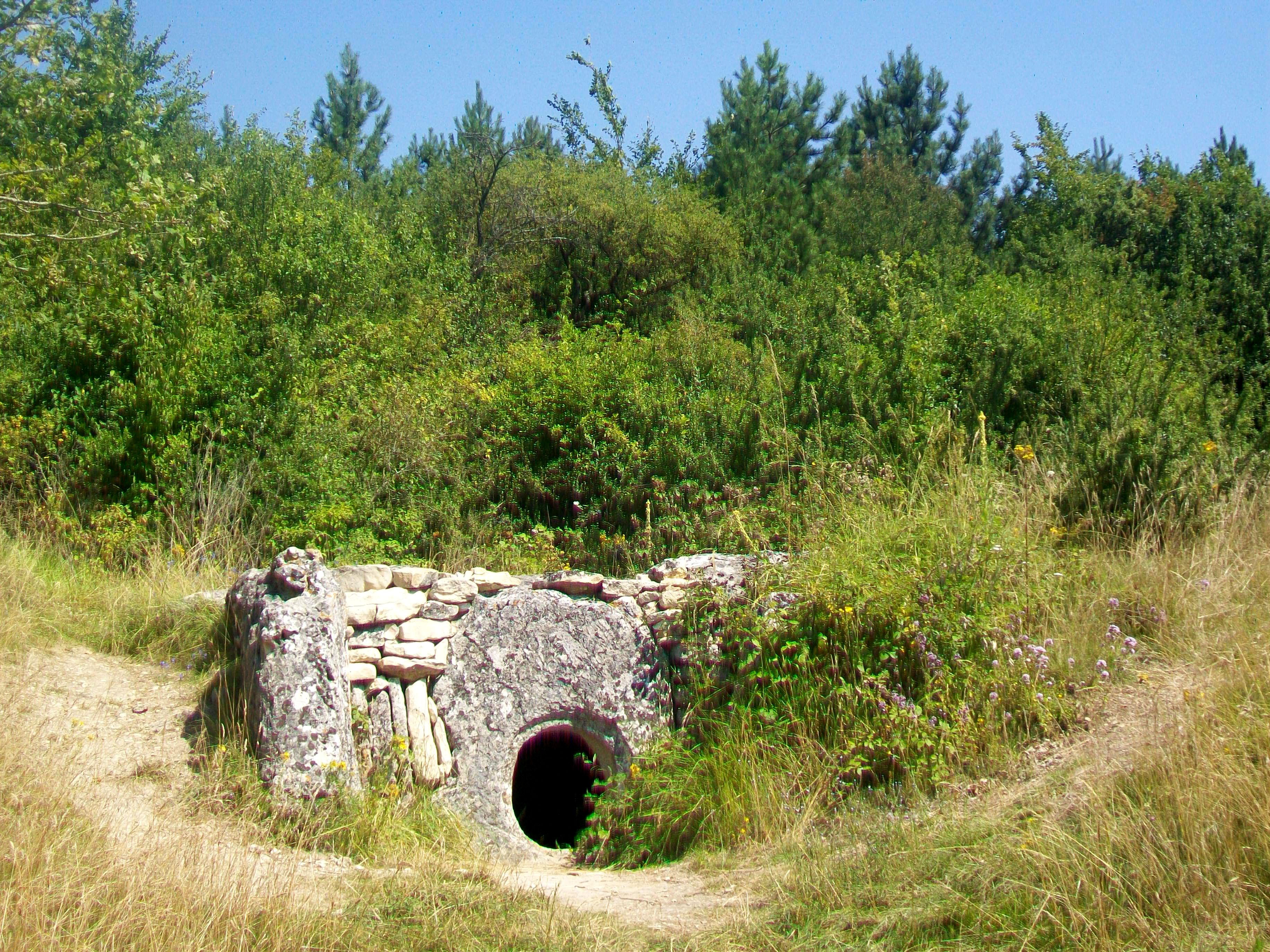
Allée couverte de la Bellée

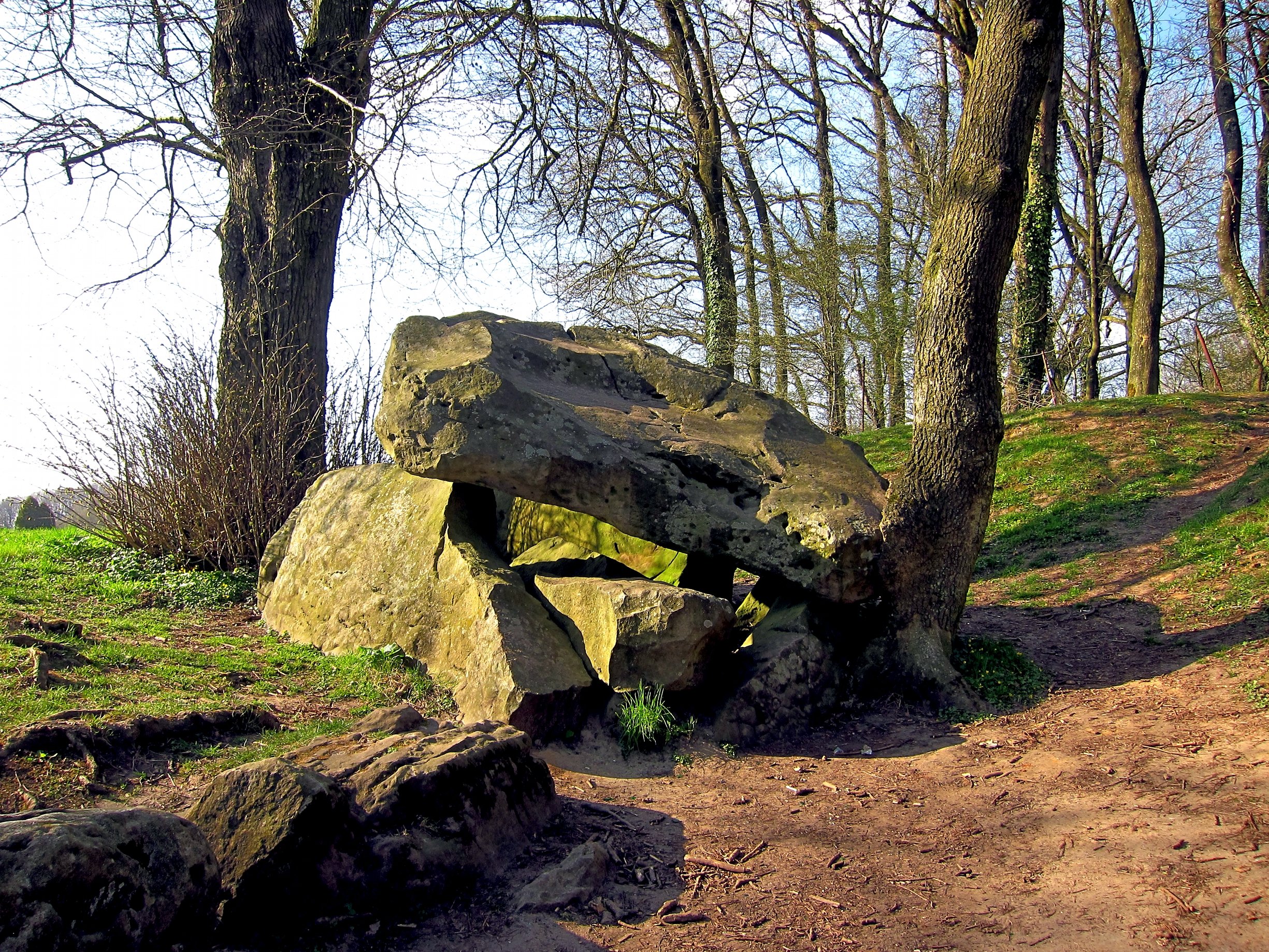
Table des Fées in Fresnicourt-le-Dolmen

In Hauts-de-France liggen in het departement Oise Dolmen des Trois Pierres (ook wel Pierre Percée of Pierre Trouée genoemd), Allée couverte du Bois de Champignolle en Pierre aux Fées. Het zijn allée couvertes en ze worden toegeschreven aan de Seine-Oise-Marnecultuur. Ook is er Allée couverte de la Bellée, bekend om de Déesse des Morts ("godin der dood") of Déesse Mère ("moedergodin") op de rechterkant van de steen met het Seelenloch. Verder is er Dolmen de la Chartre, Pierre Monicart, Allée couverte du Bois de Champignolle, Allée couverte de Saint-Etienne-Roilaye, Dolmen de Séry-Magneval en Allée couverte de Vaudancourt.
In Aisne liggen Dolmen de Caranda en Dolmen La Pierre Laye.
In Pas-de-Calais ligt Table des Fées (in Fresnicourt-le-Dolmen).

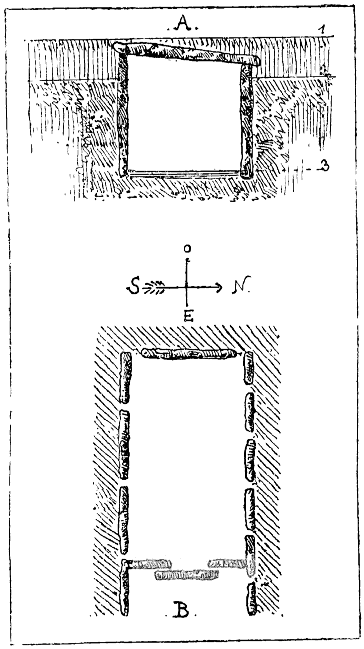
Dolmen de Caranda
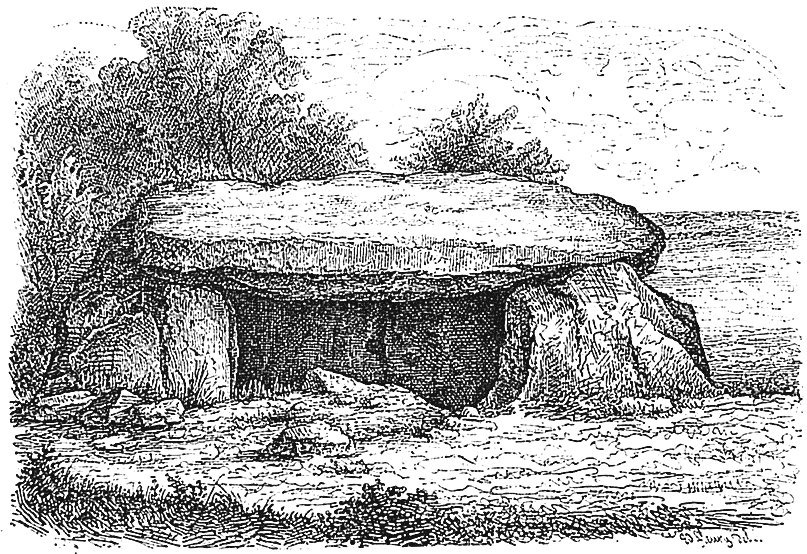
"La Pierre-Laye, dolmen de Vaurezis", 1877

### Centre-Val de Loire

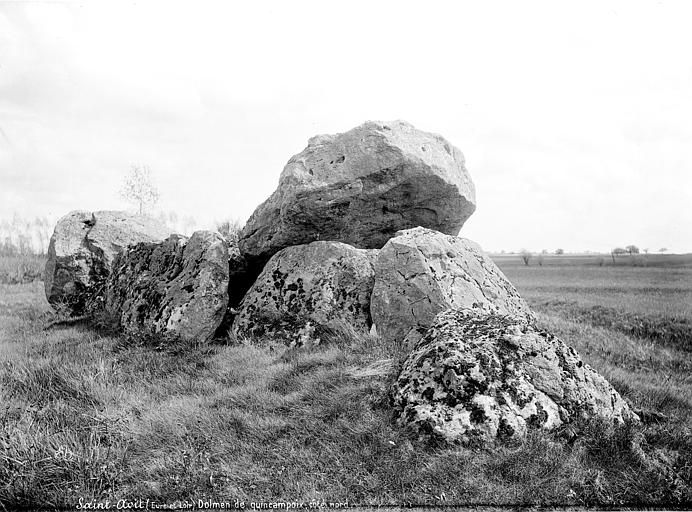
Allée couverte de Quincampoix, 1893

In Centre-Val de Loire liggen in Eure-et-Loir Mégalithes de Changé (Dolmen de la Grenouille, Dolmen du Berceau en Menhir du But de Gargantua), Dolmens de Baignon, Palet de Gargantua, La Grosse Pierre, Pierre Nochat, Dolmen près du polissoir, Pierre de Badinville, Dolmen de la Puce, La Pierre Coquelée, Dolmen de Margon, Dolmen de Cocherelle, Dolmen de la Côte du Tartre, La Couvre-Clair, La Pierre qui Tourne, Palet de Gargantua, Pierre Saint-Marc, Grosse Pierre d'Ymorville, Mégalithes de Bouche d'Aigre (dolmen en menhir), Allée couverte de Quincampoix, Dolmen et polissoir de la Ferme Brûlée, La Pierre Complissée (drie dolmens), Pierre Godon, Tumulus mégalithique de Ménainville, Pierre de Villebon (ook wel Pierre de Beaumont genoemd), Pierre Couverte, Dolmens de la Garenne de Granvilliers (drie dolmens), Pierre du Champtier du Buisson, Pierre au Grès, Puits aux Ladres, Pierre Levée, La Pierre Frite en Pierre Levée.
In Indre liggen Pierre couverte de Bu, Pierre à la Marte, Dolmen de la Pierre-là à Saint-Plantaire, Dolmen de la Pierre Là, Pierre couverte de Bué, Dolmen de Passebonneau, Dolmen de Sennevault en Dolmen de la Pierre Levée. Anderhalve kilometer van Dolmen de la Pierre Levée ligt tumulus elliptique, het is onbekend of er een dolmen onder deze tumulus ligt.
In Loir-et-Cher liggen Dolmen de la Pierre Levée (La Chapelle-Vendômoise), Pierre Levée (Yzeures-sur-Creuse), Dolmen des Grosses-Pierres, Dolmen de la Mouise-Martin, Dolmen de Cornevache, Dolmens de la Nivardière en Dolmen de la Couture

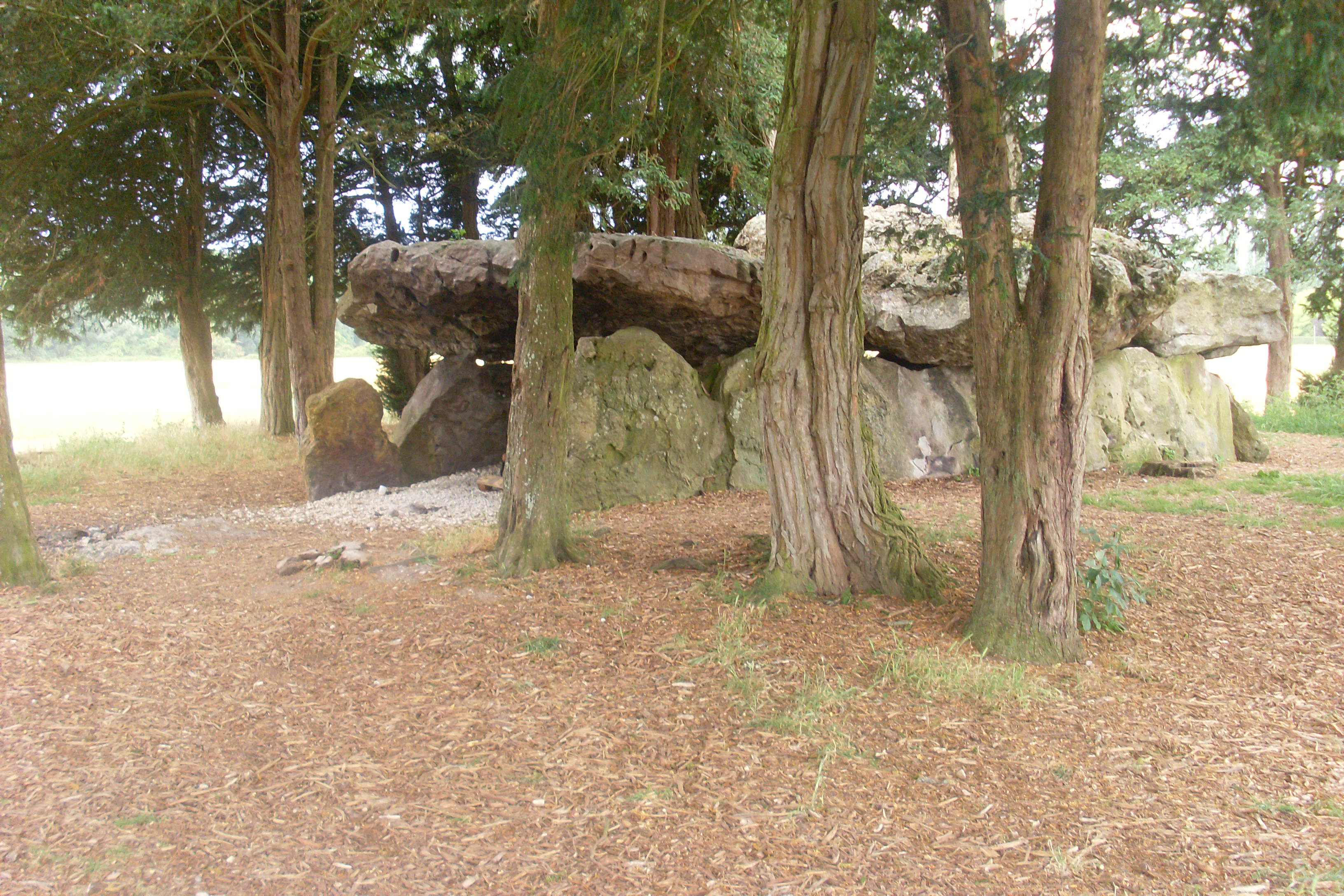
Dolmen de la Grotte aux Fées

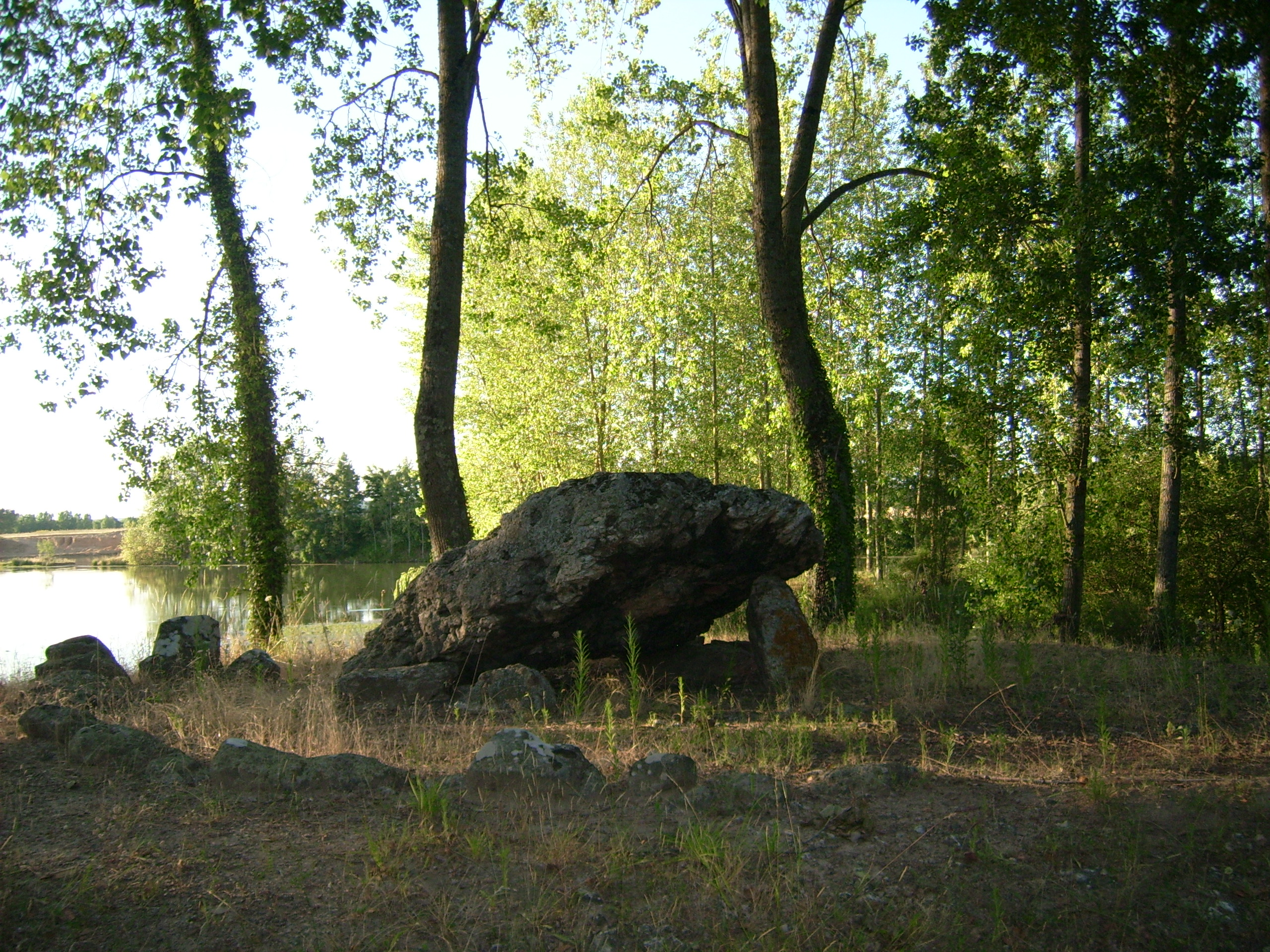
Dolmen de la Pierre Levée, (Yzeures-sur-Creuse)

In Indre-et-Loire liggen Pierre Levée de Confluent en Dolmen de la Grotte aux Fées (ook wel Dolmen de Mettray genoemd).
Over de Dolmen de la Grotte aux Fées wordt in de folklore vertelt dat het bouwwerk in één nacht is gebouwd door drie vrouwelijke wezens. Als men durft om de stenen te verplaatsen, gaan ze 's nachts weer terug naar hun oorspronkelijke plek. Een andere traditie wil dat feeën intrek in hebben genomen in de dolmen.
In Loiret liggen Pierre du Vert-Galant, Pierre tournante, La Pierre Clouée, Dolmen de la Mouïse, Dolmen de Coulmiers, Dolmen de Mailleton, Dolmen de Montabon, Dolmen de la Pierre Luteau en Dolmen du Ver. In Loir-et-Cher ligt Dolmen de la Couture en Polissoir du Val d'Avril.

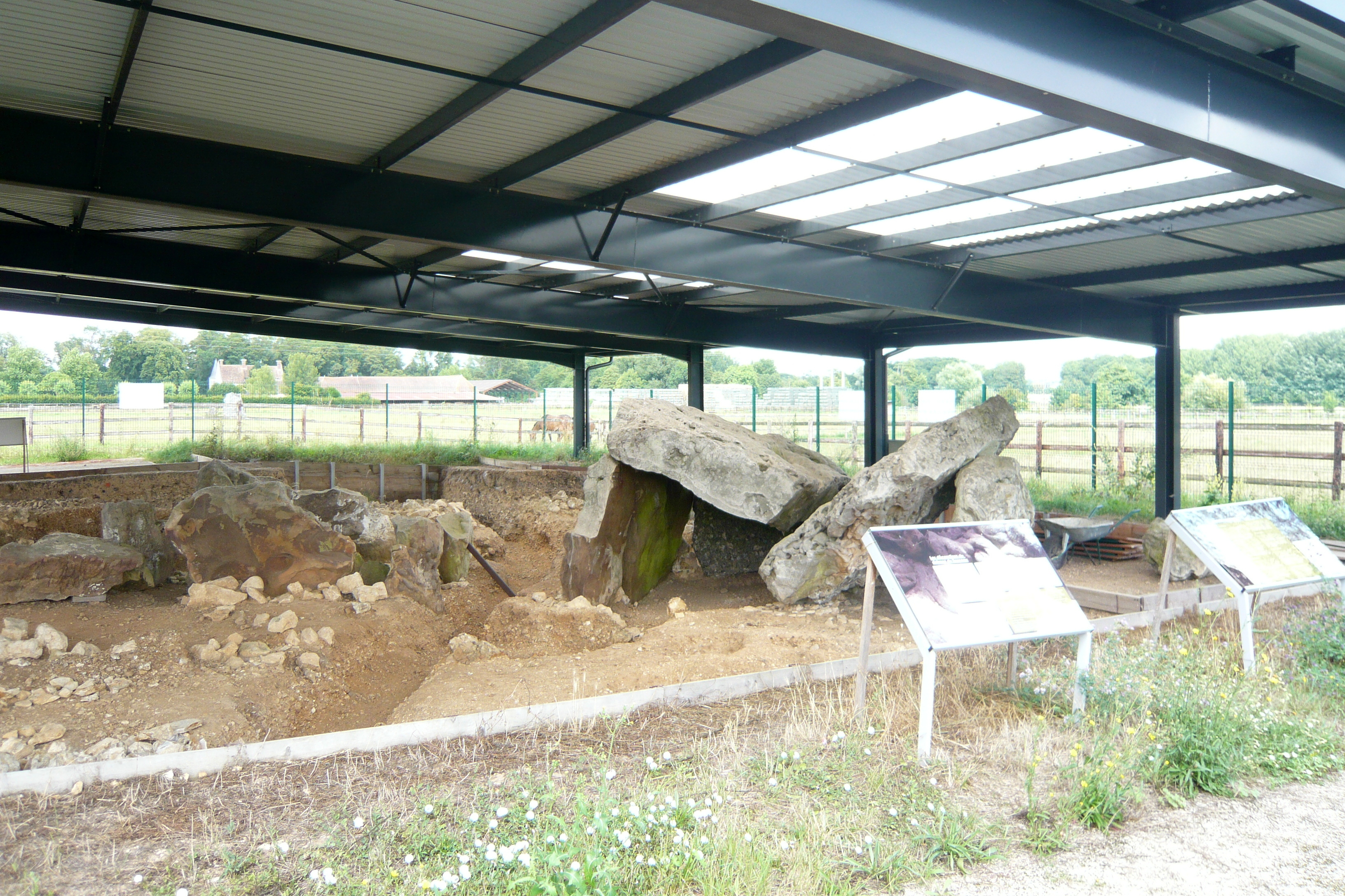
Dolmens du Berceau et Léon Petit, Mégalithes de Changé
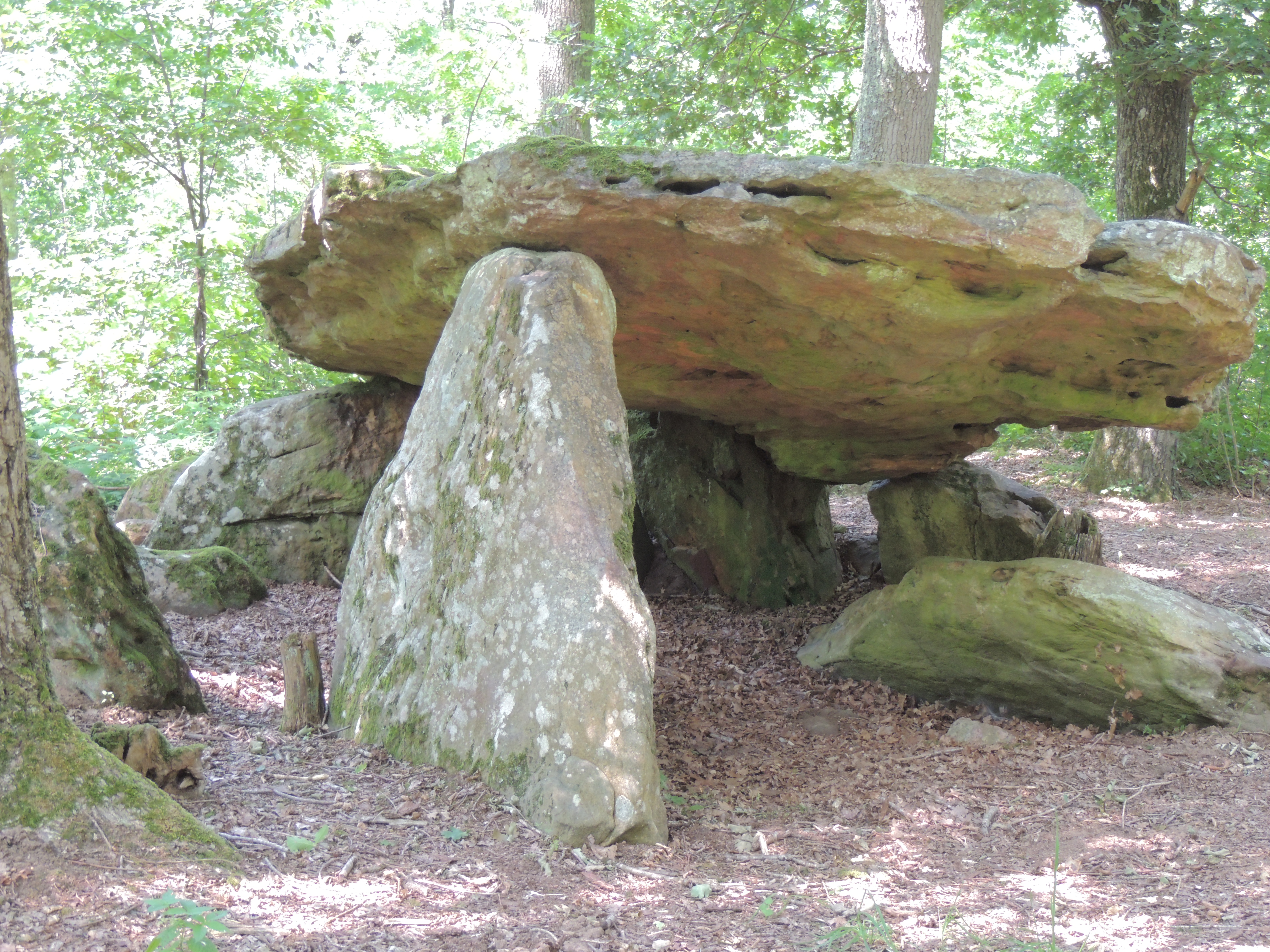
Pierre couverte de Bué
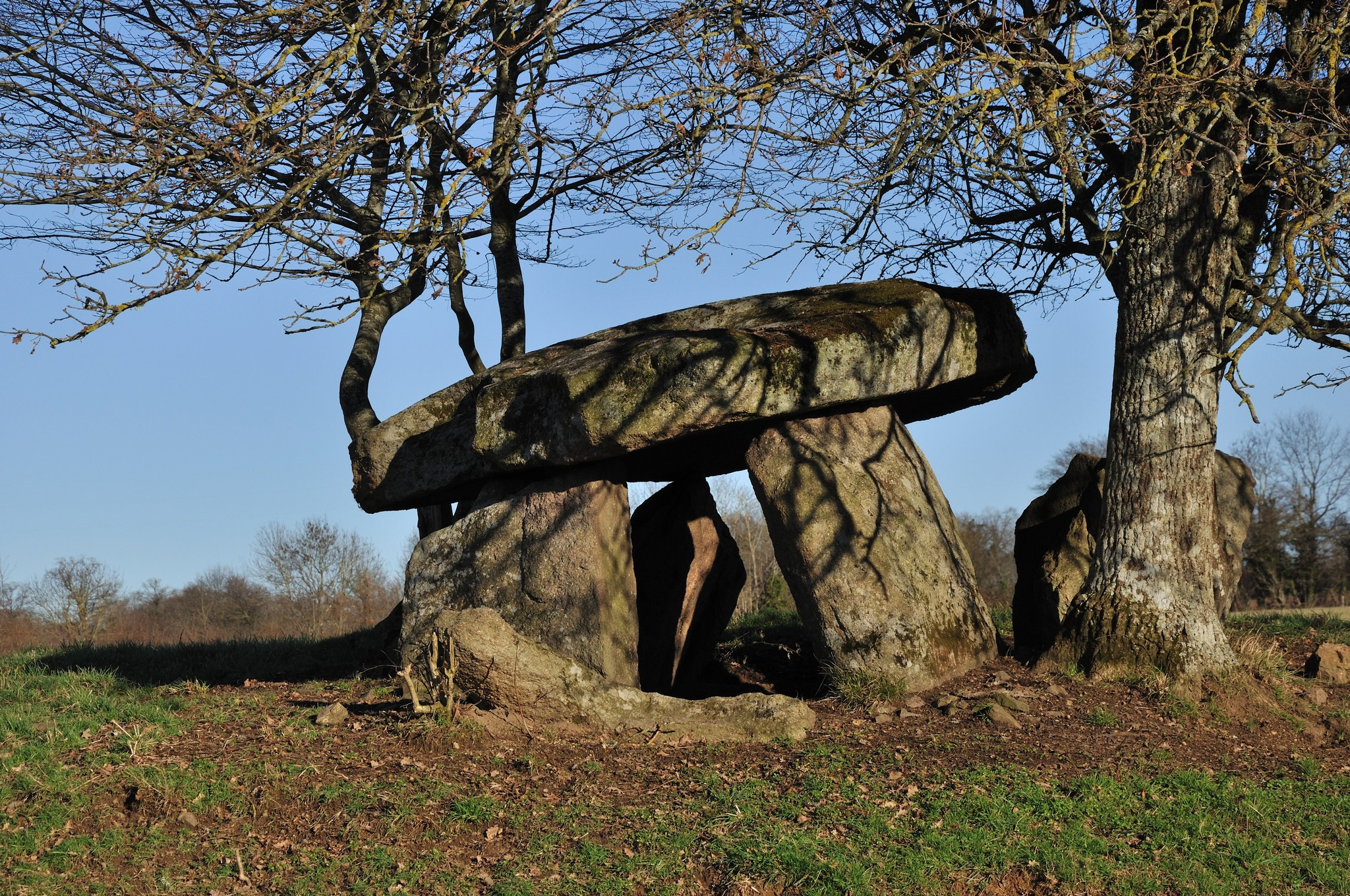
Pierre à la Marte
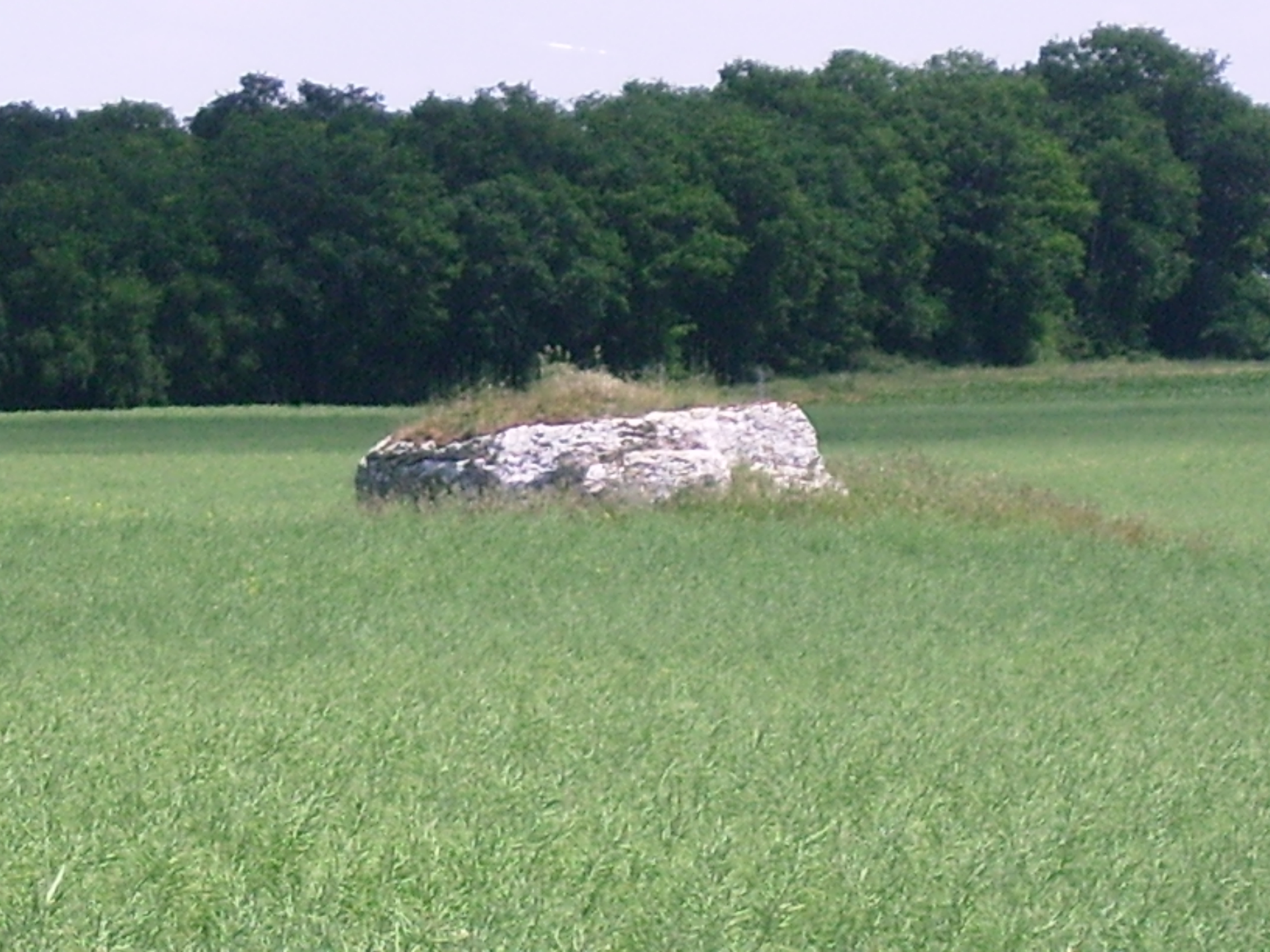
Dolmen de la Mouise-Martin
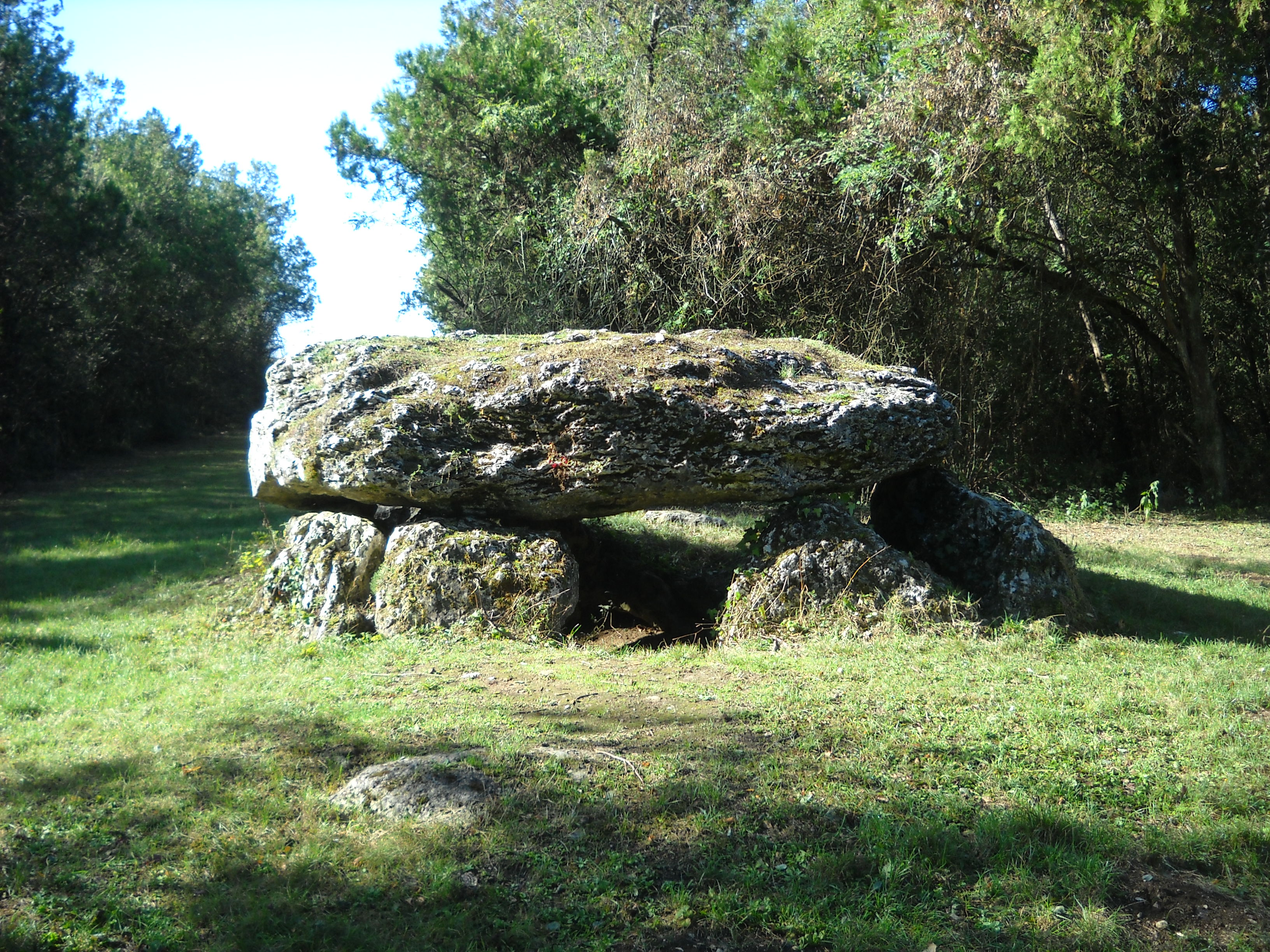
Pierre tournante.

### Bourgogne-Franche-Comté

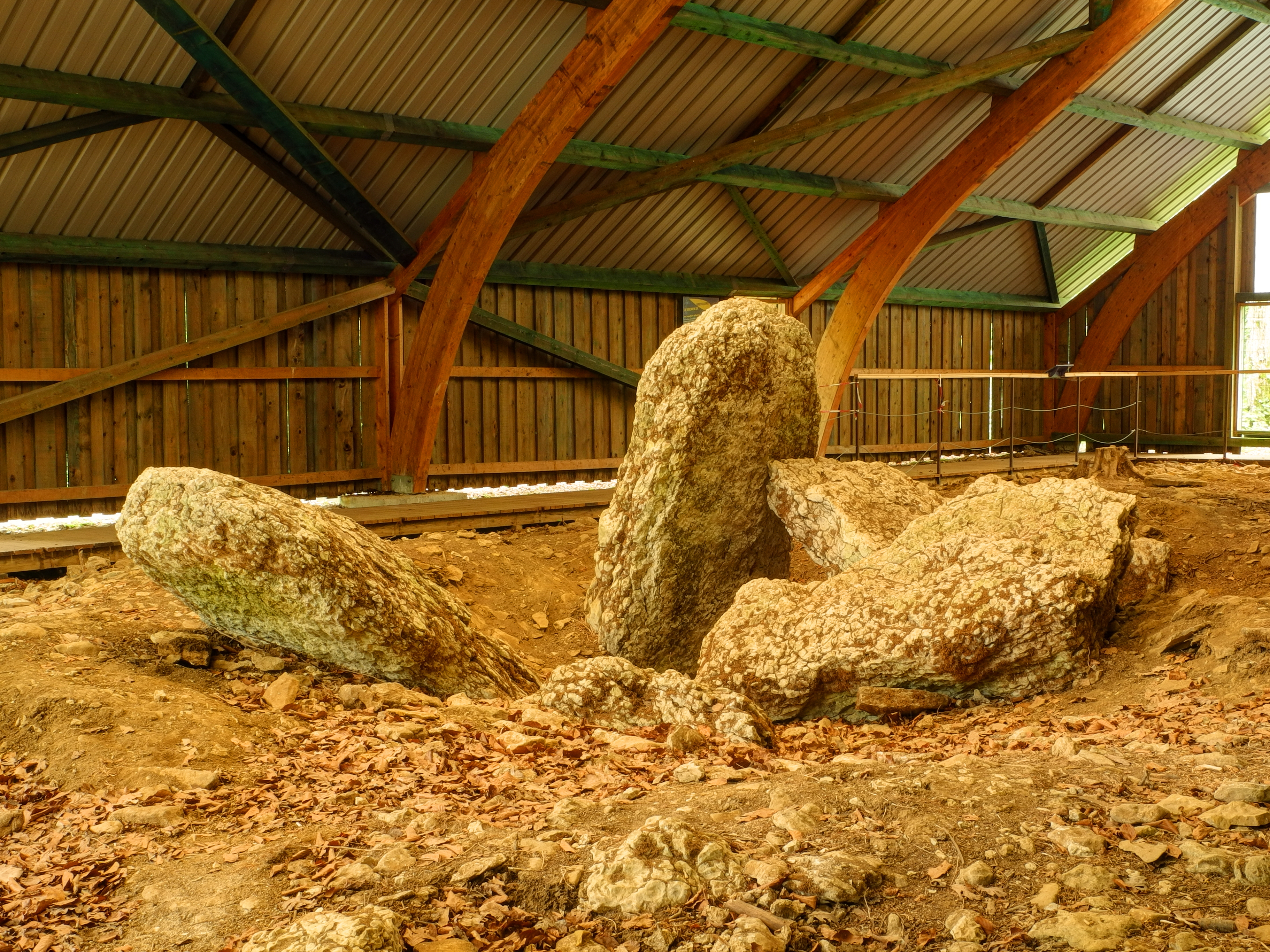
Dolmen de Brevilliers

In Bourgogne-Franche-Comté ligt Dolmens du Bois de Blusseret, Dolmen des Issières, Dolmen d'Aillevans, Grosse Pierre en Pierre-qui-Vire in Haute-Saône. Ook liggen hier als enige overblijfsel van een dolmen nog enkele sluitstenen met een Seelenloch, zoals Pierre percée in Traves en Pierre percée in Aroz.
Volgens de folklore zou een hoeksteen van Pierre-qui-Vire zichzelf omdraaien elke honderd jaar.
In Yonne liggen Dolmen de Bleigny-le-Carreau, Dolmens de Trainel en Dolmen de Lancy. In Doubs ligt Dolmen de Santoche. In Nièvre ligt Dolmen de Chevresse. In Saône-et-Loire liggen Dolmens du Cul Blanc (I, II).

### Auvergne-Rhône-Alpes

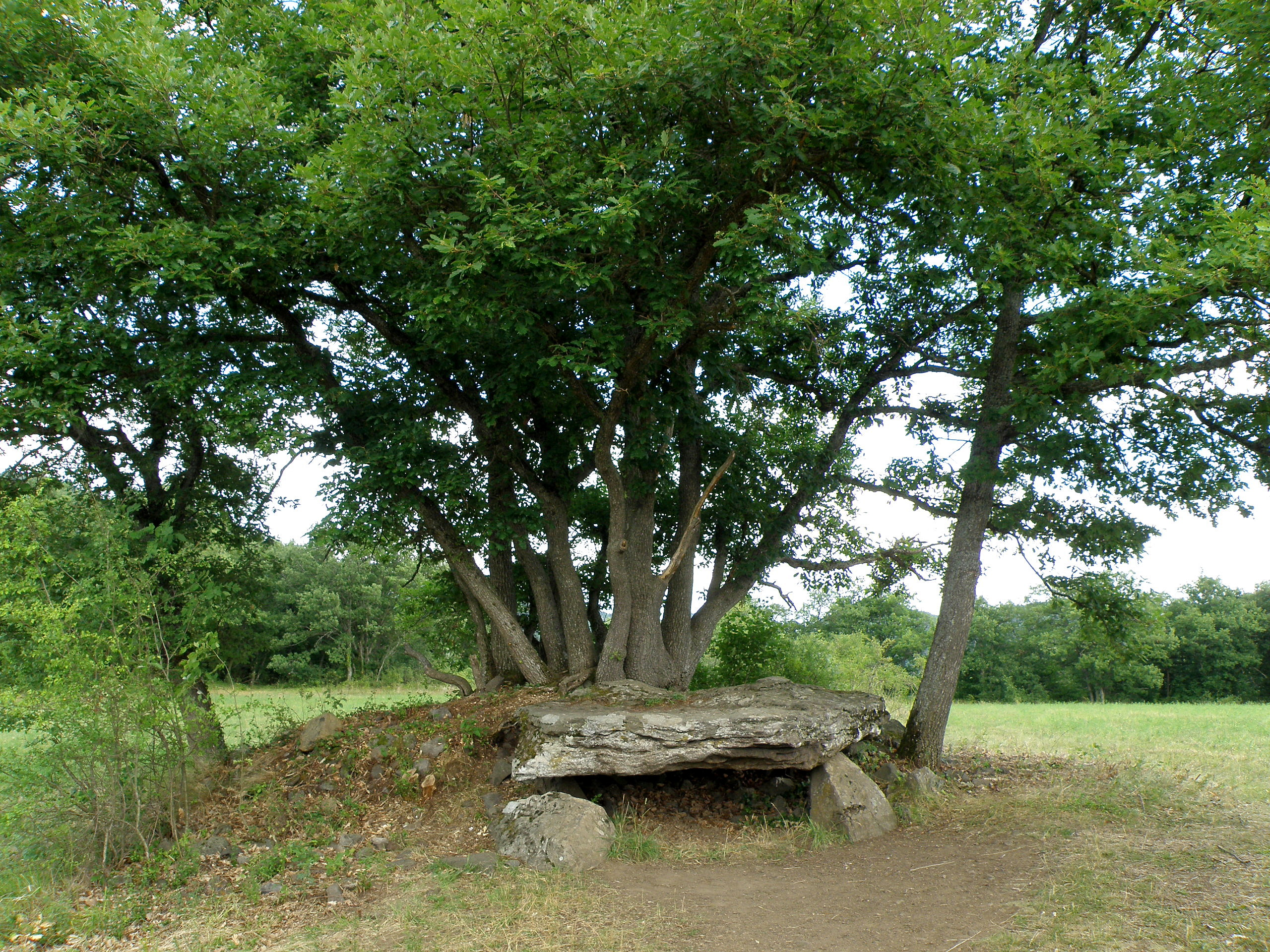
Dolmen de Saillant

In Auvergne-Rhône-Alpes zijn ook dolmen, in Haute-Savoie liggen Cave aux Fées (ook wel Chambre aux Fées) en Pierre-aux-Fées.
Er is een legende verbonden met Pierre-aux-Fees. De chevalier Raymond de Bellecombe was arm, maar dapper. Hij werd verliefd op Alice, de dochter van de baron du Châtelet. Hij vroeg haar de hand, maar de baron stelde een voorwaarde, gezien het feit dat hij niet van adel was en hoopte hem hiermee weg te sturen. Hij moest, voor zonsopgang, vier grote stenen uit de vlakte dragen en een huwelijkse maaltijd serveren. De feeën kwamen te hulp; een van hen nam een grote steen op het hoofd, twee andere namen stenen onder de armen en een laatste nam een steen in haar schort. De volgende ochtend was de tafel gemaakt en de baron was in verlegenheid gebracht en vloekte.
In Puy-de-Dôme zijn de Dolmen de Pierre-Fade, Dolmen de Saillant, Dolmen du Parc, Dolmen de Boisseyre, Dolmen du Lac, Dolmen de Pierre-Fade, Dolmen de la Pineyre, L’Usteau du Loup, Dolmen de St. Nectaire en Dolmen de la Grotte gelegen.

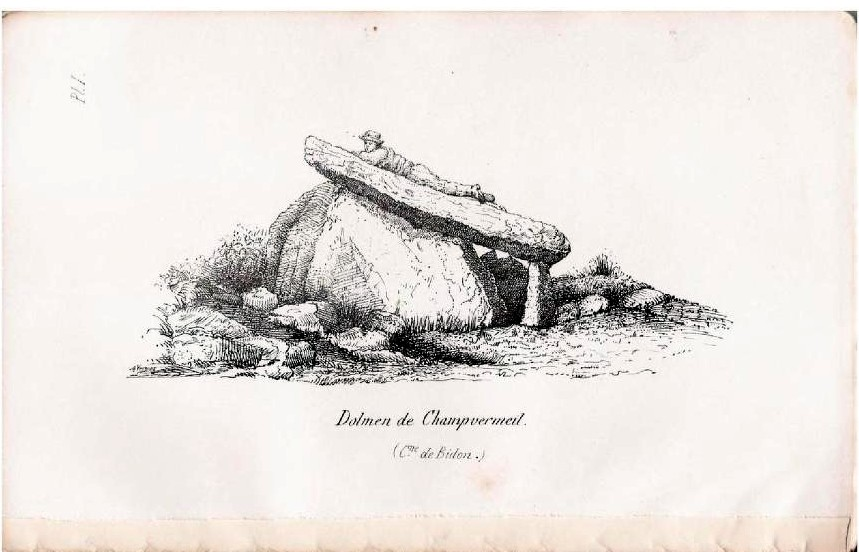
Een man ligt op de Dolmen de Champ-Vermeil, afbeelding uit Monuments Mégalithiques de l'Ardèche.

In de Ardeche liggen de Nekropole im Bois des Géantes, Dolmen du Bois des Roches, Dolmen du Calvaire, Dolmen de Champ-Vermeil, Dolmen du Chanet, Dolmen de Grosse Pierre, Dolmen du Colombier, Dolmen du Pradinas, Dolmen de Saint-Alban, Dolmens de la forêt de Malbosc, Dolmen de la Lauze en Dolmen du Calvaire. De necropolis van Bourbouillet bevat twintig dolmens.
In een sage wordt de dolmen du Calvaire feeënhoed genoemd. Hier leefde een jonge mooie fee met een grote hoed. Ze sprong van steen tot steen, tot ze op een dag merkte dat ze door een beest werd gevolgd. Om zichzelf te redden, gooide ze haar hoed over het beest. Dit is de plek waar de dolmen nu staat.
In Cantal liggen Dolmen du Bardon, Tombe du Capitaine, Dolmen de Mons, Dolmen de Recoules, Dolmen de la Table au Loup en Dolmen de Touls en in Loire ligt Dolmen de Luriecq.

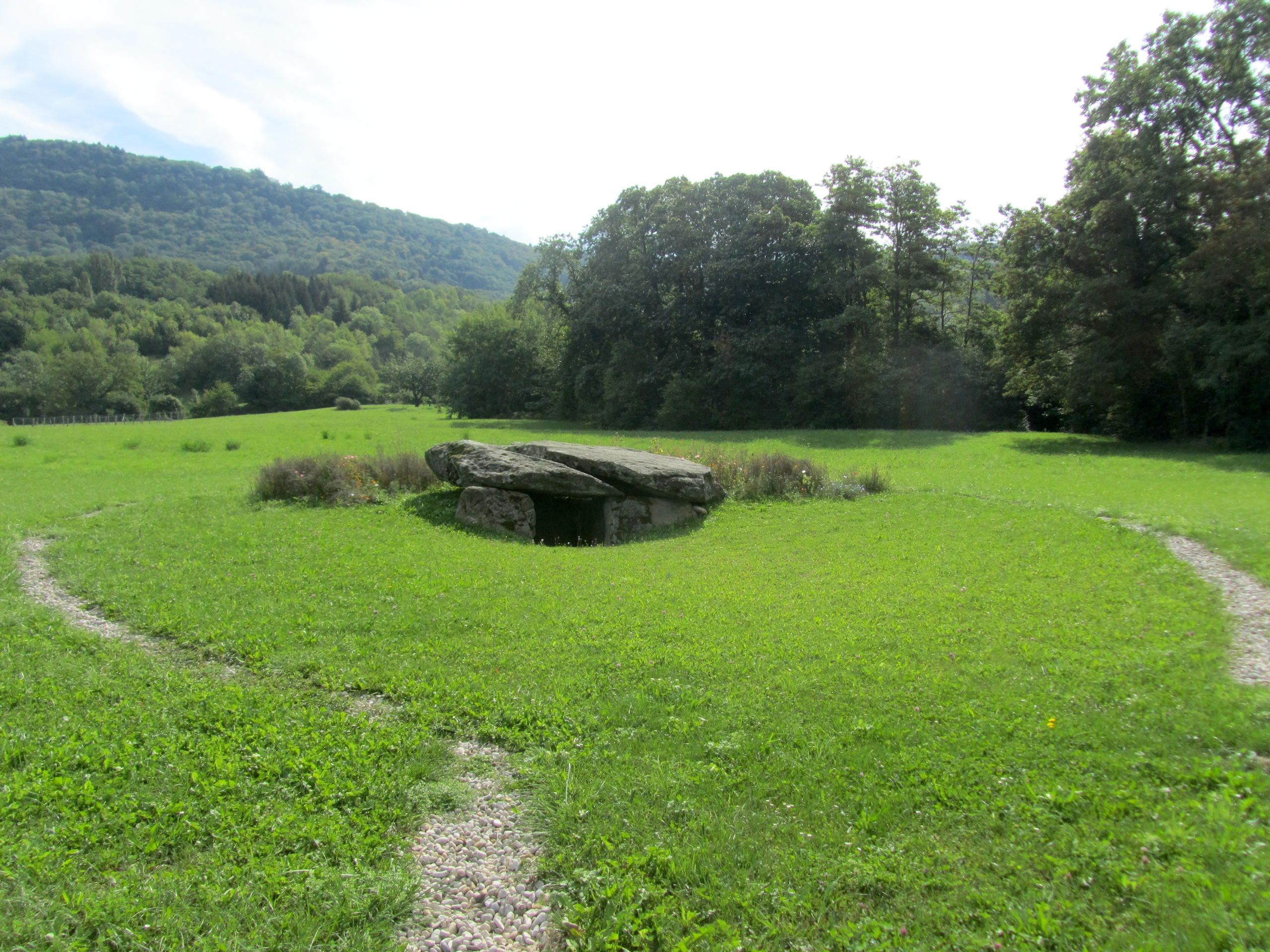
Cave aux Fées
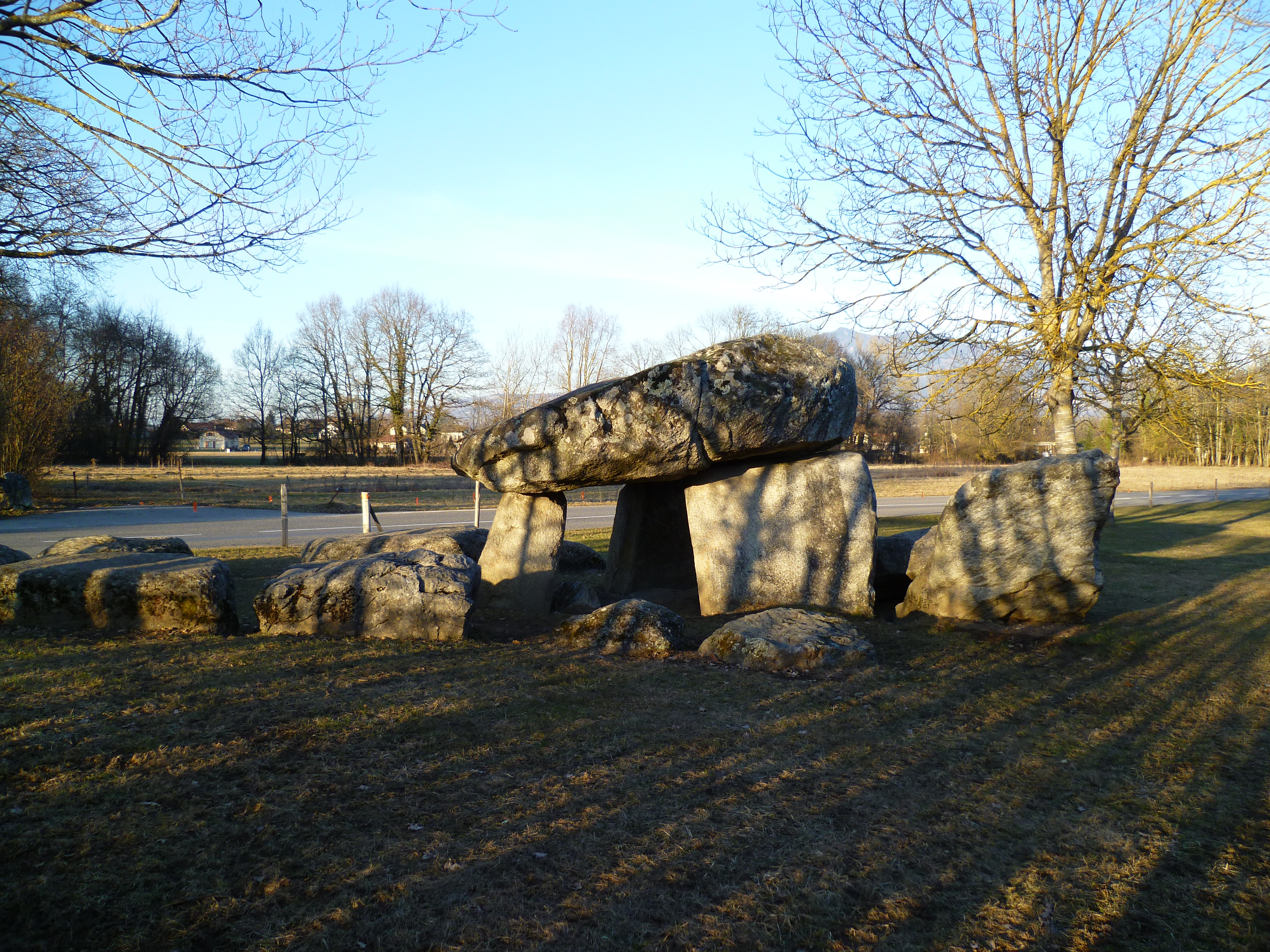
Pierre-aux-Fees
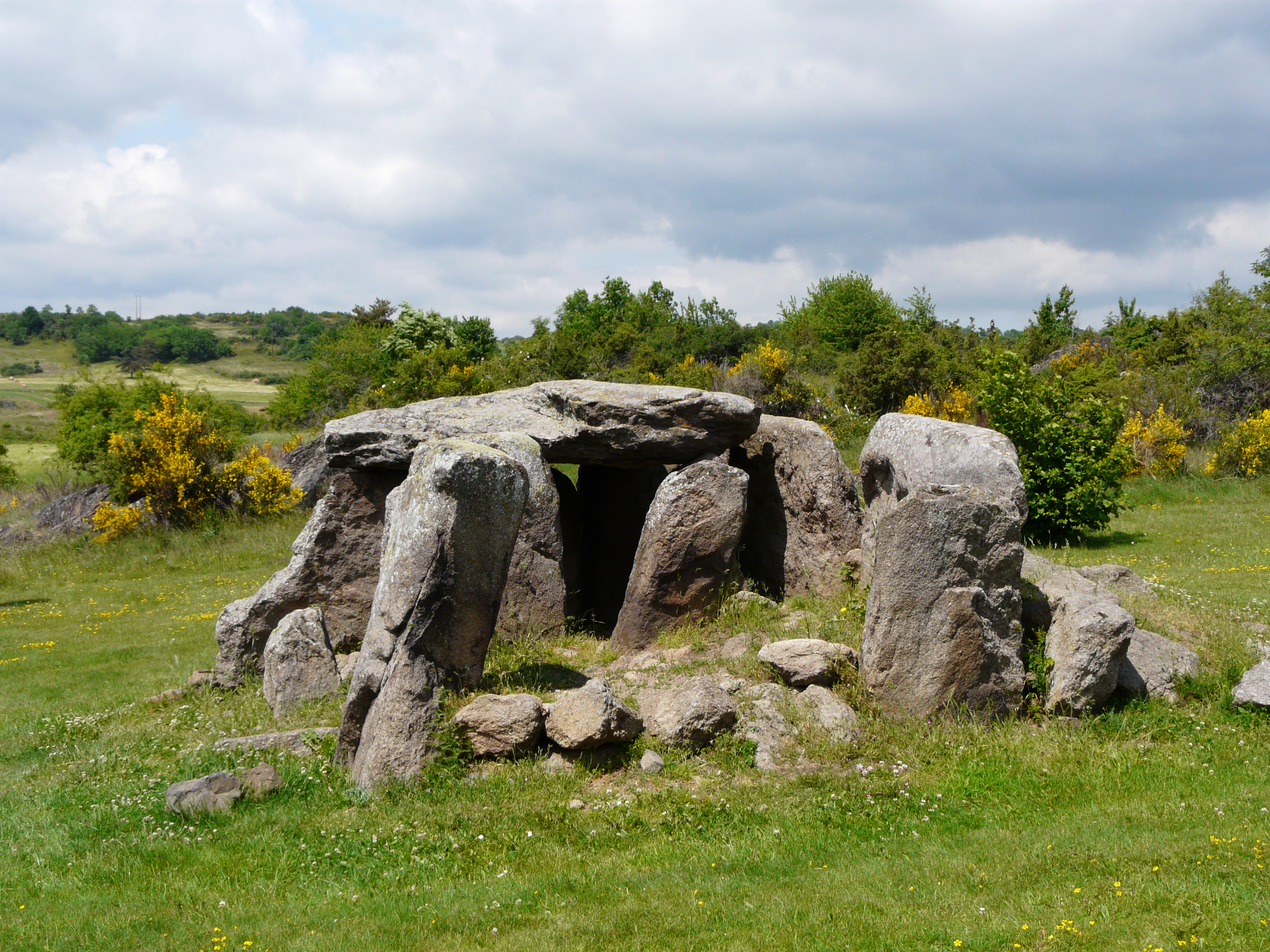
Dolmen de la Grotte
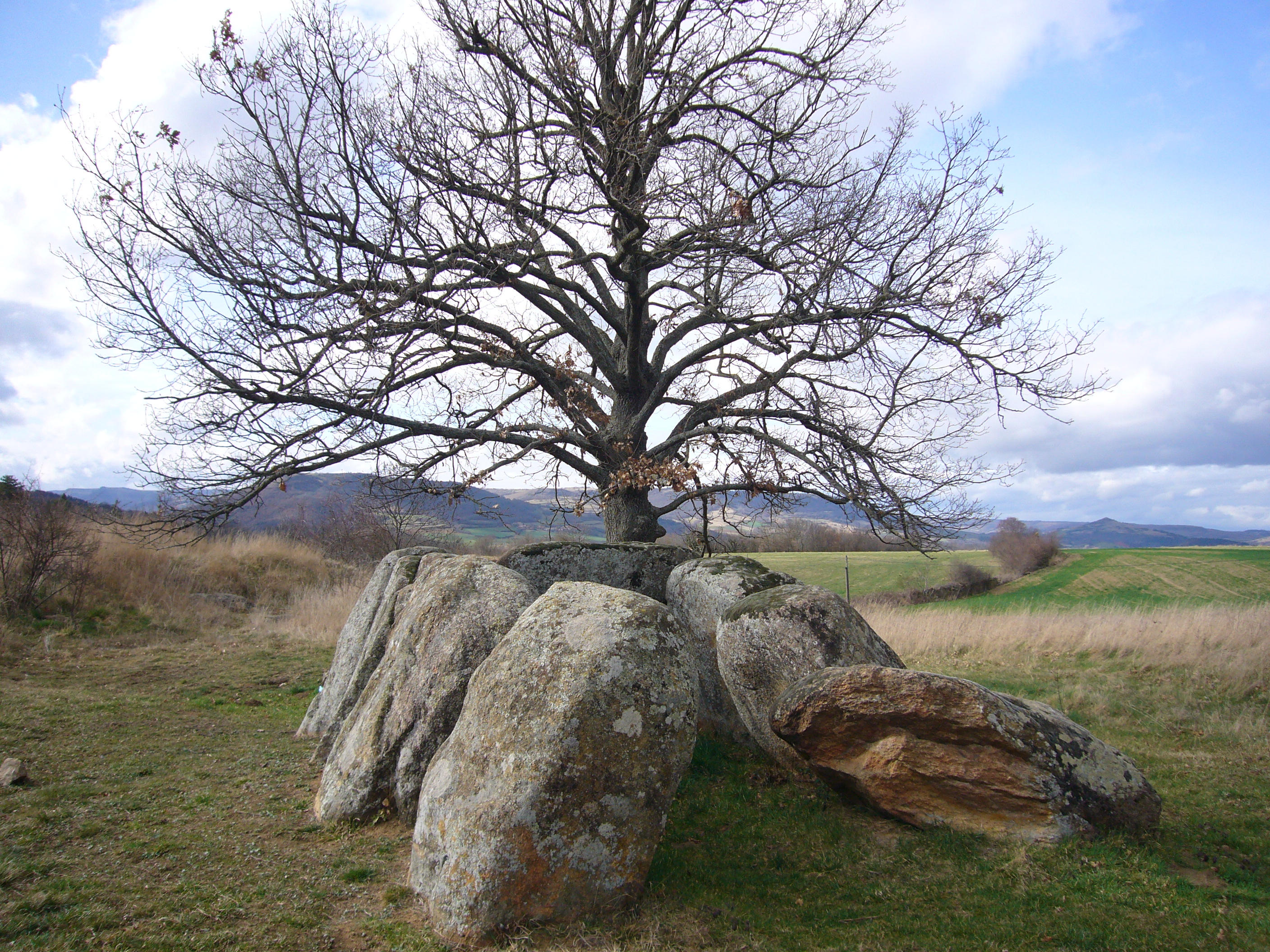
L’Usteau du Loup
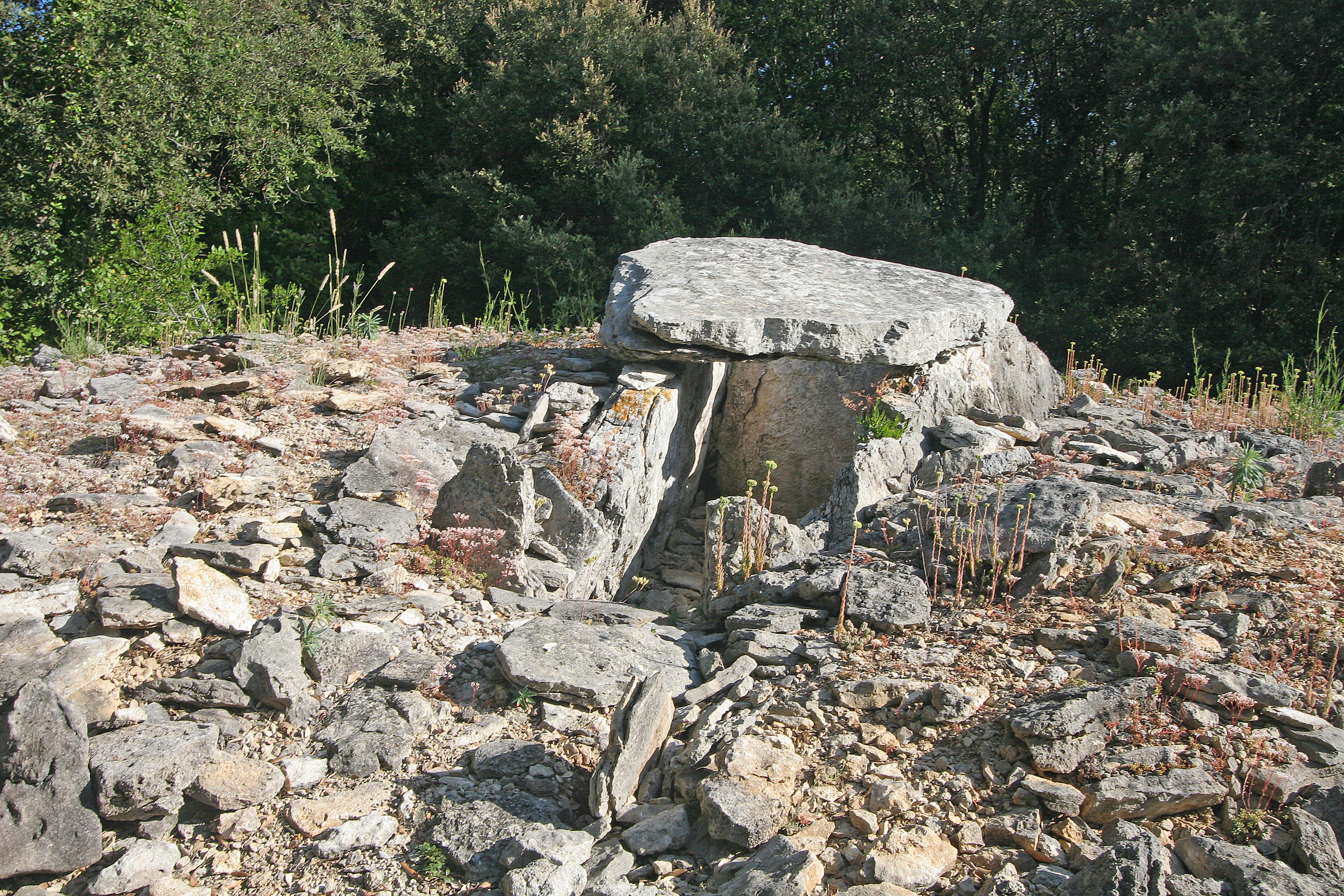
Dolmen 1 in de Nekropole im Bois des Géantes

### Nouvelle-Aquitaine

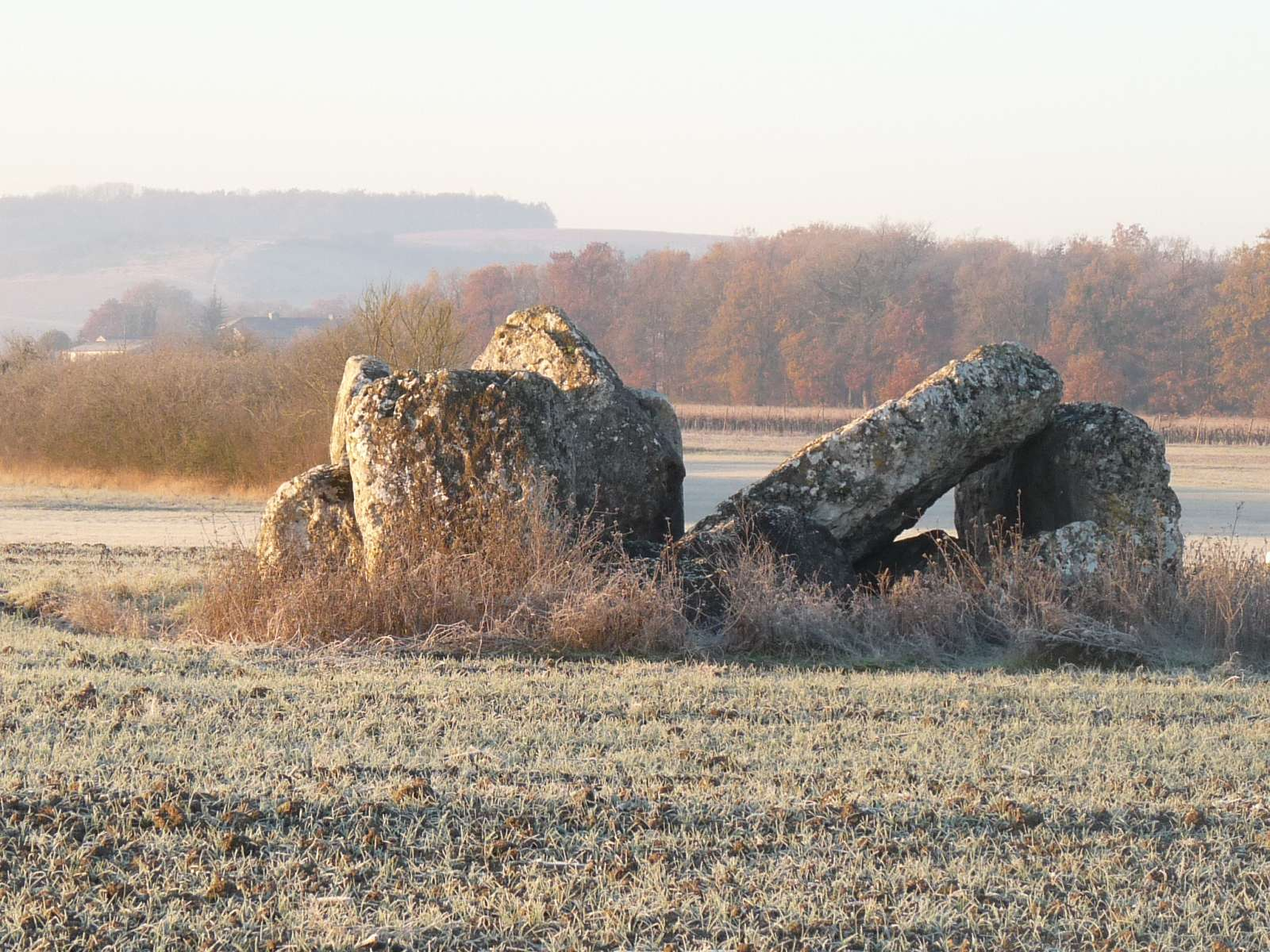
Overblijfsel van Dolmen des Courades

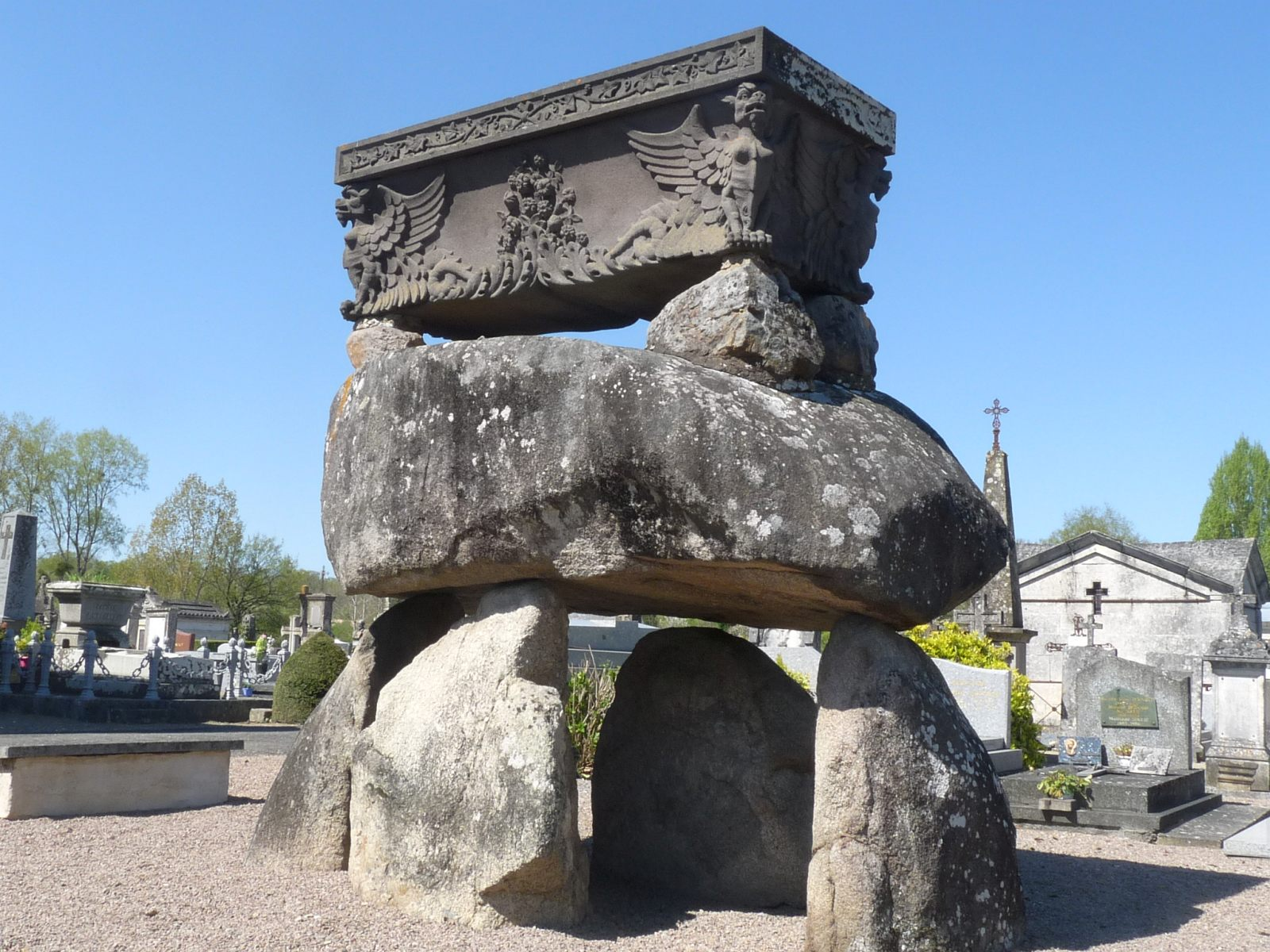
De sarcofaag van Jeanne-Marie Crévelier op Dolmen de Périssac

In Nouvelle-Aquitaine liggen in het departement Charente de volgende dolmens: Nécropole de la Boixe, Dolmen de la Boucharderie, Dolmen des Courades, Nécropole d'Édon, Dolmen de la Folatière, Motte de la Garde, Dolmen de Garde-Épée, Motte de la Jacquille, Dolmen de la Madeleine, Dolmens de Magnez, Dolmen de la Maison de la Vieille, Dolmen de Chez Vinaigre, Dolmen de la Pierre Folle, Dolmen de la Gélie, Pierre du sacrifice, Dolmens des Pérottes (Grande, Petite), Dolmen de Thauzac, Dolmen de la Pierre Blanche, Dolmen de Pierre Rouge, Dolmen de Saint-Ciers-sur-Bonnieure, Dolmen de Saint-Fort-sur-le-Né, Dolmen de Séchebec, Dolmen de Tauzat, Dolmen Rocher de la Vache, Tumulus de Chateaurenaud en Dolmen de la Combe des Dames (de dolmen van het dal van de dames/feeën). De Dolmen de Périssac is verplaatst naar een kerkhof en de sarcofaag van Jeanne-Marie Crévelier is erop geplaatst.
De Dolmen de la Madeleine werd in de middeleeuwen omgevormd tot een kapel. Andere benamingen voor deze dolmen zijn Tombeau de la Dame, Pierre-Madeleine, Pierre Couvreau en meer recent Chapelle-dolmen du petit Lessac. Een legende zegt dat Maria Magdalena een voetafdruk heeft achtergelaten op deze dolmen.

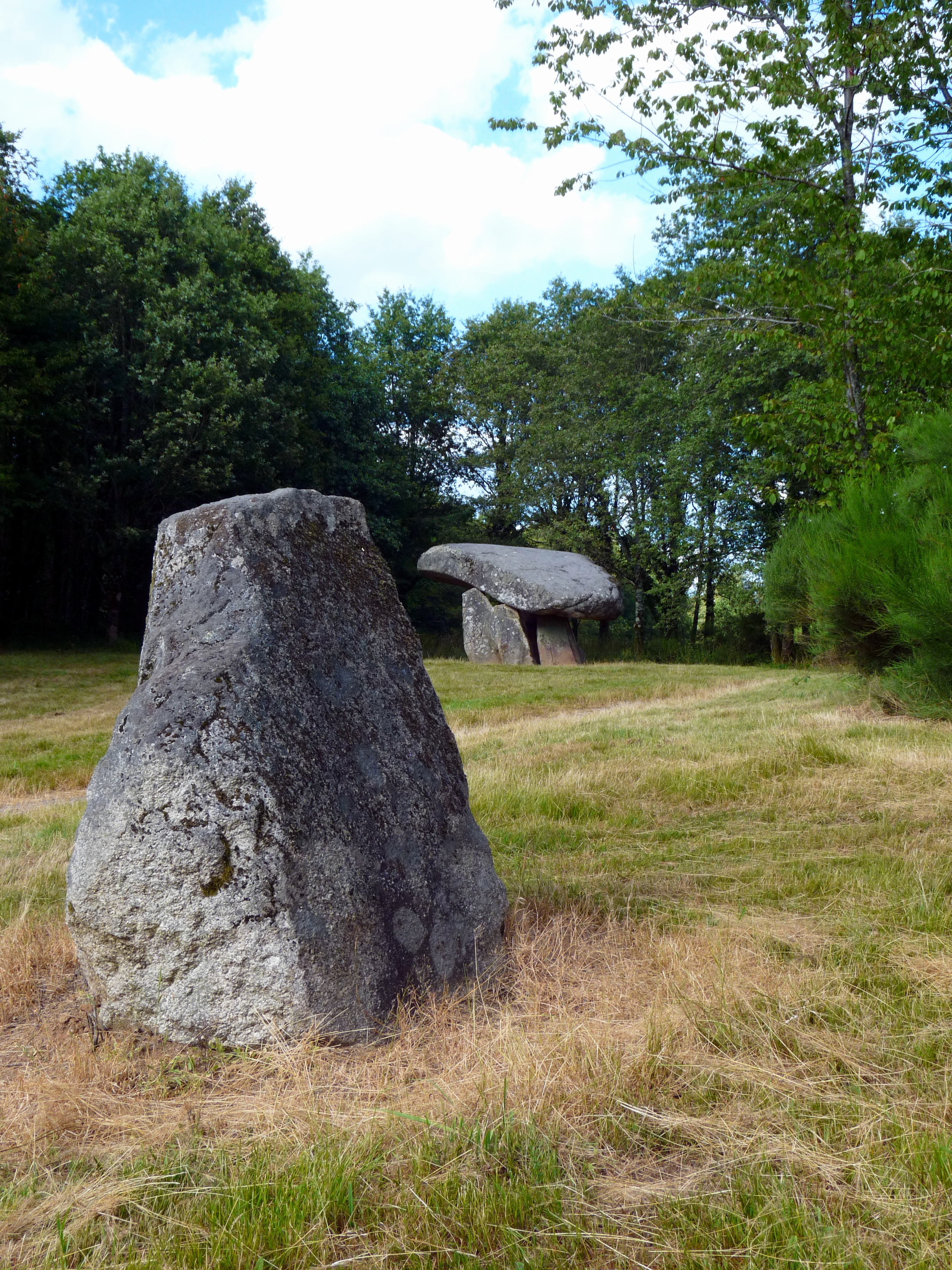
Menhir de Chez Moutaud met op de achtergrond Dolmen de Chez Moutaud

In Haute-Vienne liggen Dolmen de Bagnol, Dolmen de la Côte, Dolmens de la Betoulle, Dolmen du Bois de la Lieue, Dolmen de La Borderie, Dolmen de Bouéry, Dolmen des Bras, Dolmen de Chez Moutaud, Dolmen de La Croix-du-Breuil, Dolmen de l'Héritière, Dolmen de La Lue, Dolmen du Montheil, Pierre levée, Pierre levée de La Roche-l'Abeille, Dolmen du Pouyol, Dolmen de Rouffignac, Dolmen de Sainte-Marie, Dolmen de la Tamanie, Dolmen des Termisseaux, Dolmen de Rouffignac en Dolmen de Taminage.
In Charente-Maritime liggen (onder andere) Dolmen d'Ors, Pierre Fouquerée, Pierre Levée (La Jarne), La Grosse Pierre, Dolmen de Beauregard, Dolmen de Montendre, Dolmen du Bois de la Grosse Pierre, Pierre Levée de Berthegille, Dolmens de la Pierre Levée, Dolmens de la Sauzaie (hier zijn nog twee van de oorspronkelijk drie dolmens overgebleven), Pierre Folle, Dolmen de Pierre Folle, Pierre levée de Beauregard, Dolmen d'Ors, Pierre à Cerclet, Pierre Levée (Ardillières), Dolmen de la pierre levée (La Vallée) en Pierres Closes de Charras.
In de Dordogne liggen (onder andere) Dolmen de Campguilhem, Dolmen de Peyrelevade  (Limeyrat), Dolmen d'Eylias, Dolmen de Peyrelevade (Condat-sur-Trincou), Dolmen de Giverzac, Dolmen de Laprougès, Dolmen de Larocal, Dolmen de Peyre Nègre, Peyre-Brune, Dolmen de Peyrelevade (Paussac-et-Saint-Vivien), Dolmen de Peyrelevade (Brantôme), Pierre Levée  (Saint-Jory-de-Chalais) en de Dolmen de Cantegrel.

Volgens de plaatselijke traditie zou een monsterlijk dier met enge ogen (en vuurspuwend) 's nachts rondzwerven rond Dolmen Larocal. Het monument werd vaak genoemd en geïllustreerd in gravures. Volgens de overlevering zou Peyre-Brune het graf zijn van een militaire leider die met een fee was getrouwd en werd gedood in de strijd. De fee richtte op de plaats van de strijd deze dolmen op en vervloekte elke persoon die het graf durfde aan te raken.

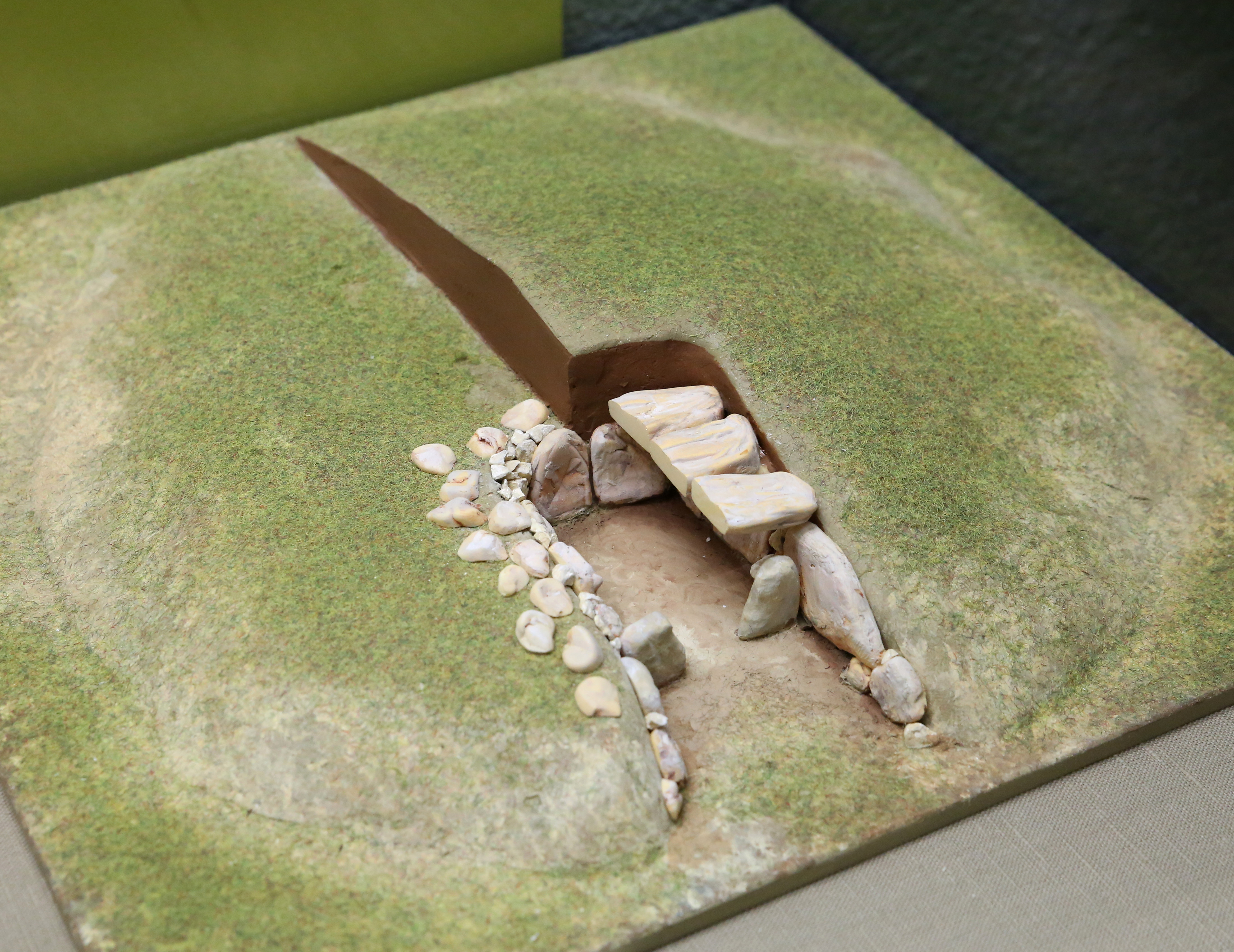
Doorsnede van Allée couverte Barbehère

In Gironde ligt Dolmen de Curton, Dolmen de Barbehère, Dolmens de Bellefond en Dolmen de Curton, in Landes ligt Peyre de Pithié, in Corrèze liggen Dolmen de Rochesseux, Dolmen dit La Cabane de la Fée, Dolmen de La Palein en Dolmen de la Chassagne en in Deux-Sèvres liggen de Tumuli de Bougon, Dolmen Le Pin, Dolmen de la Croisonnière, Dolmens de Taizé (I, II, III, IV) en Dolmen des Sept Chemins.
In Vienne liggen Dolmen de la Bie, Dolmens de la Fontaine de Son, Pierre levée de Poitiers, Dolmen de Laverré, Dolmen de Loubressac, Dolmen de Chiroux, Dolmen de Fontenaille, Pierre Soupèze, Dolmen de Briande, La Pierre-Levée (Neuville-de-Poitou), Pierre Levée de Massigny, La Pierre-Levée (Poitiers), Dolmen de Loubressac en Dolmen de Vaon.
In Creuse liggen Dolmen d'Urbe, Pierre de la Fade, Dolmen de Saint-Priest-la-Feuille, La Chadrolle, Dolmen du Chezeau, Menhir et dolmen de Ménardeix, Dolmen de la Pierre Euberte en Dolmen de Ponsat.
In Pyrénées-Atlantiques liggen Dolmen de Buzy,  dolmen d'Escout en Le dolmen de Barzun.

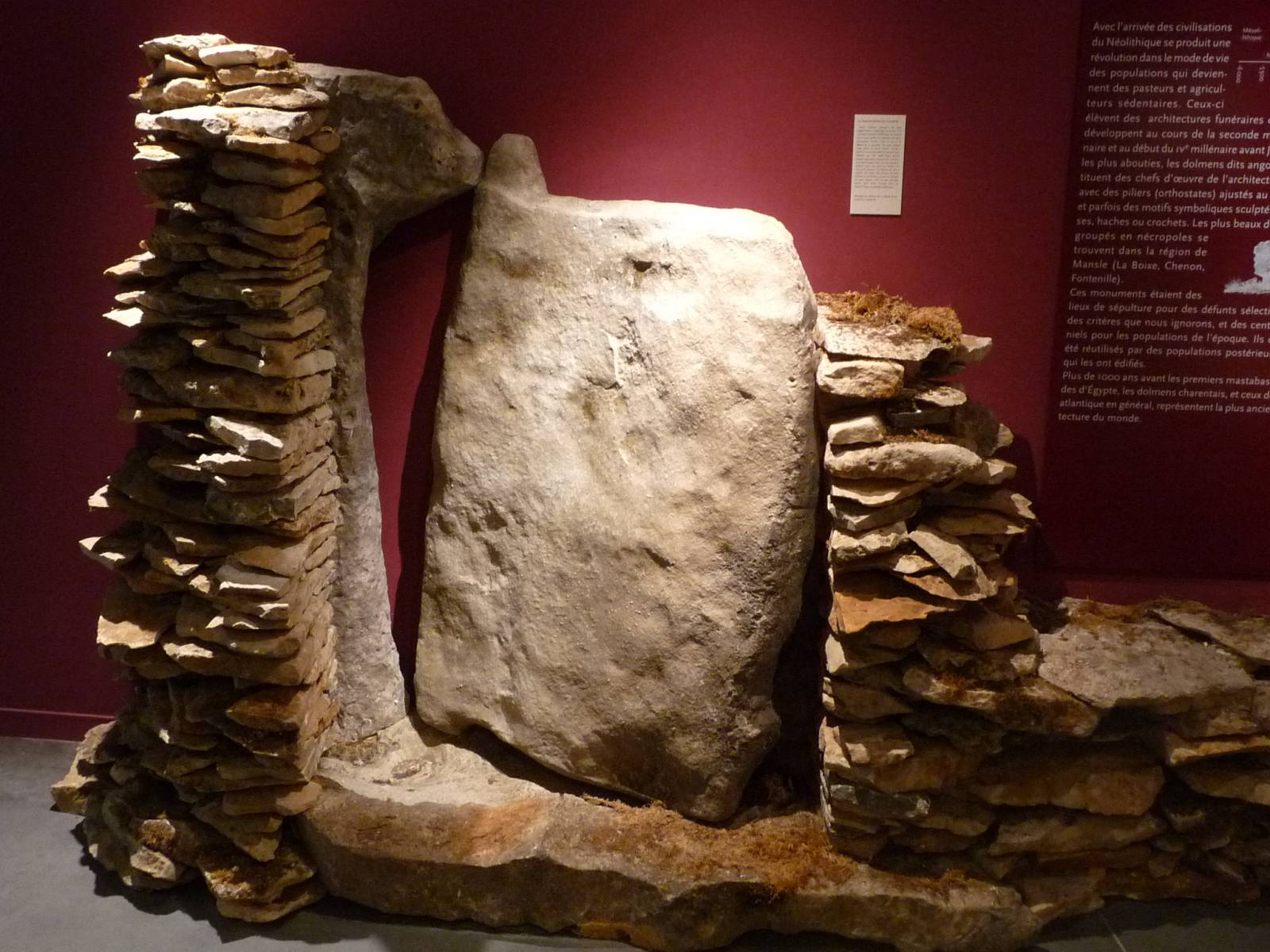
Deursteen van Dolmen de La Jacquille in het Musée des Beaux-Arts d'Angoulême
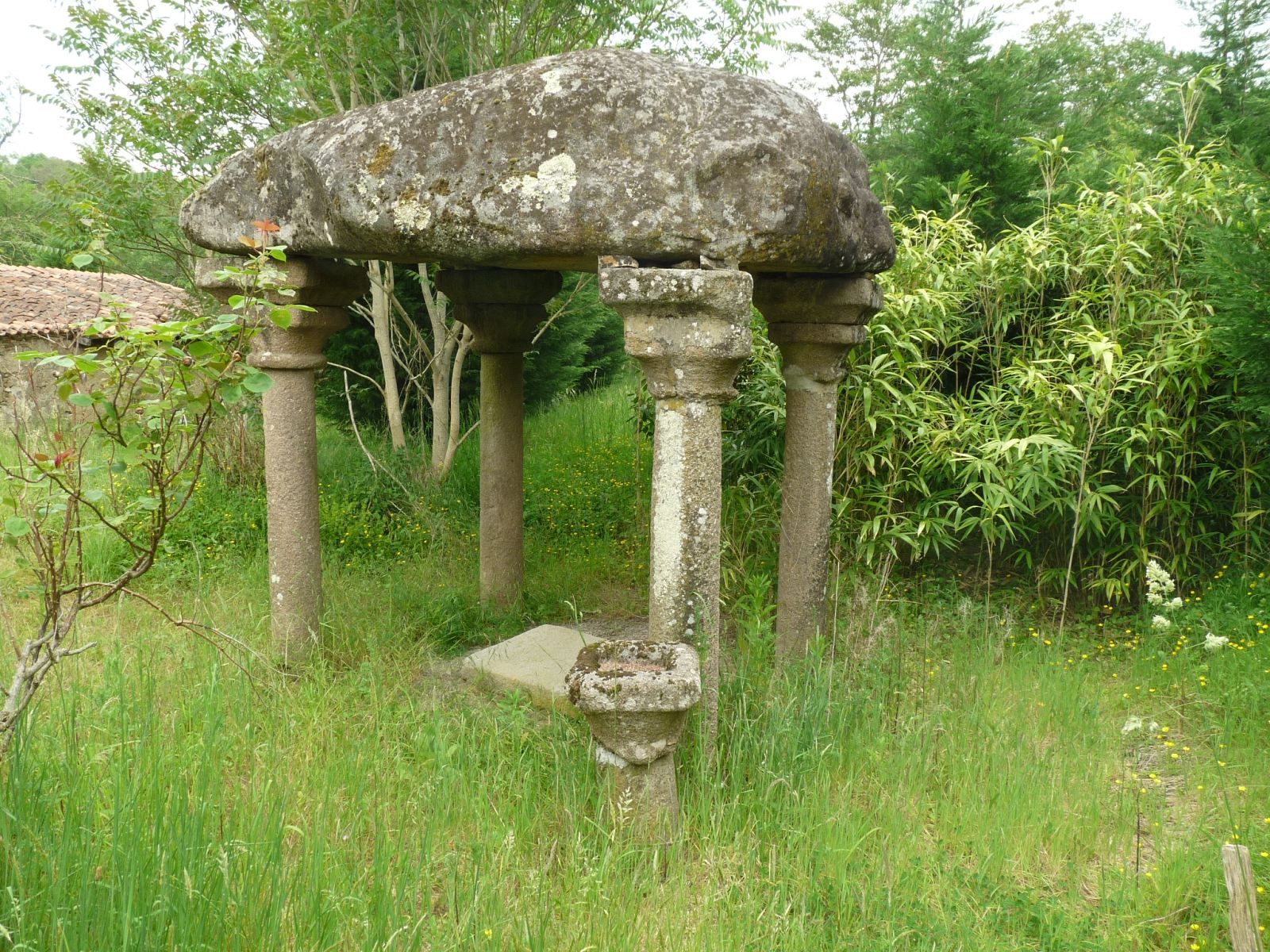
De Dolmen de la Madeleine werd in de middeleeuwen omgevormd tot een kapel.
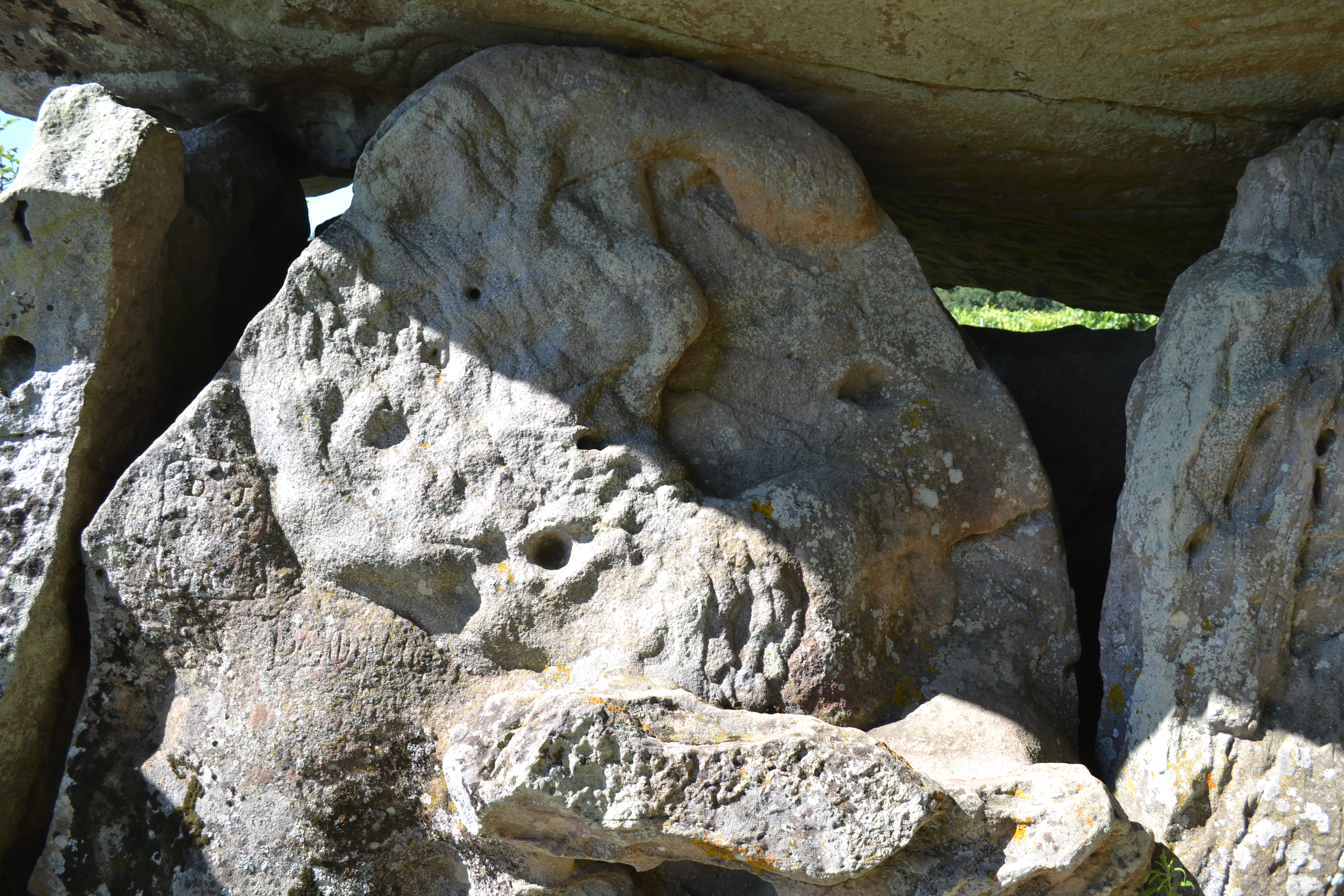
Petrogliefen op een steen van Pierre Folle in Montguyon
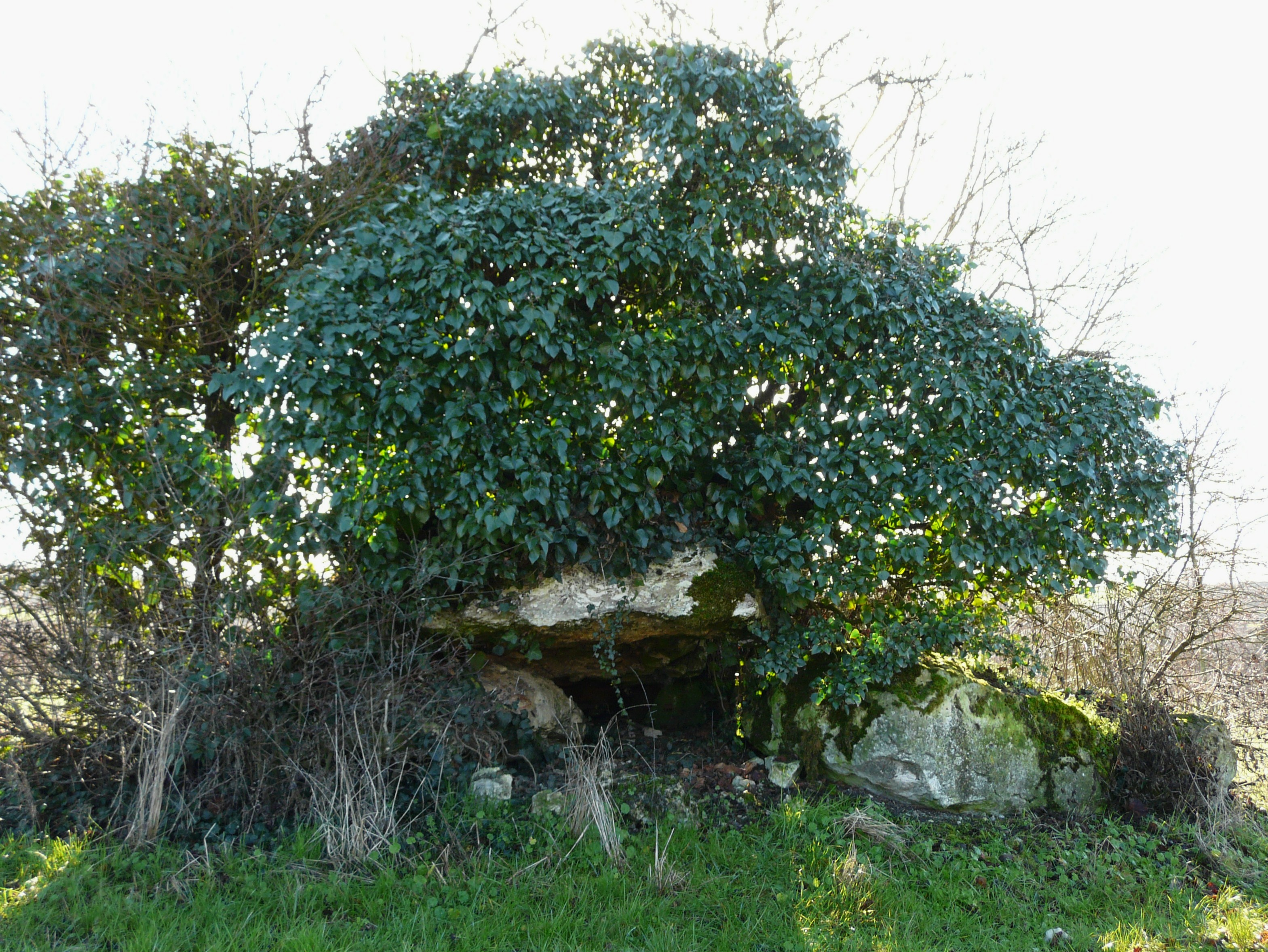
Dolmen d'Eylias
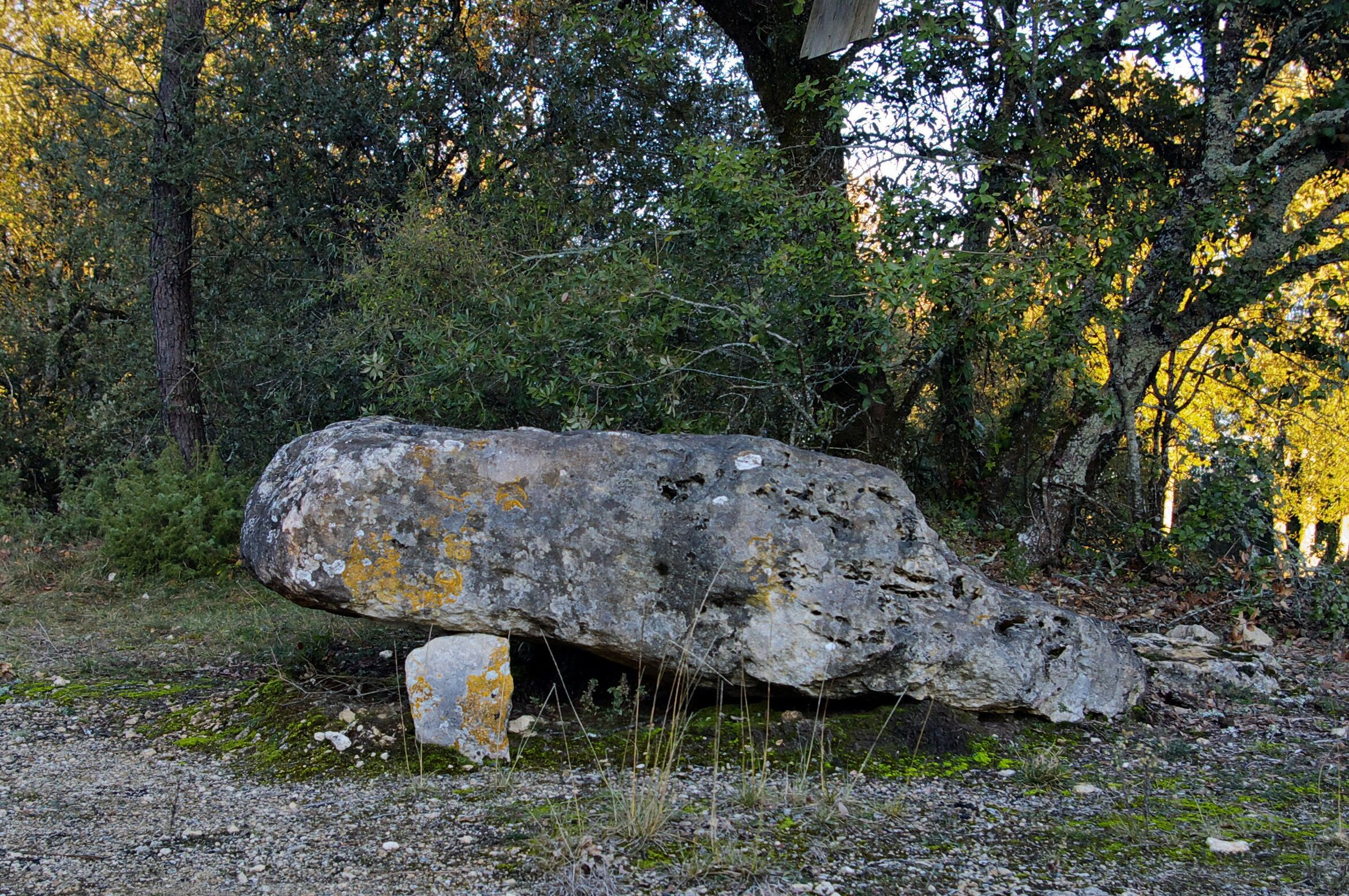
De Pierre du Diable of ook wel dolmen de Peyrelevade bij Vitrac heeft napjes op de steen, zie napjessteen.

### Occitanië

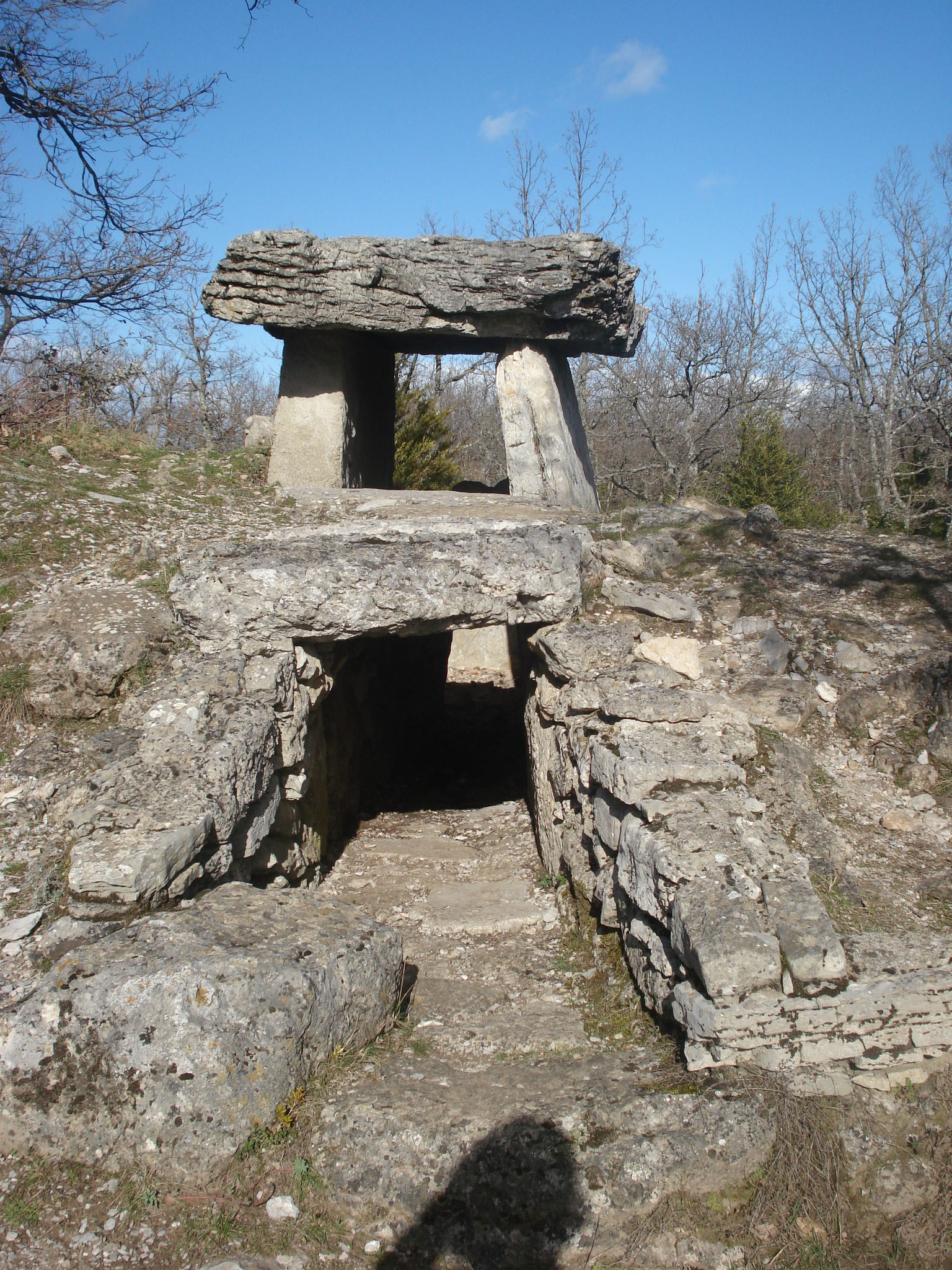
Dolmen de Ferrussac

In Occitanië liggen in het departement Aude Dolmen Lo Morrel dos Fados, Dolmen de la Jagantière, Allée couverte de Jappeloup, Dolmen des Peirières, Allée couverte de Saint-Eugène, Table des Morts, Dolmen de Roque Traoucadou, Dolmen de Trillol en Dolmen du Vieil Homme.
In Hérault liggen Dolmens de Costa-Caouda, Dolmen de Coste-Rouge, Dolmen de la Draille, Dolmen de Ferrières, Dolmens de Ferrussac, Dolmen de Gallardet, Dolmen des Feuilles (I, II en III), Dolmen de la Prunarède, Dolmen de Cazarils (I, II en III), Dolmen du Capucin en Dolmen du Lamalou.

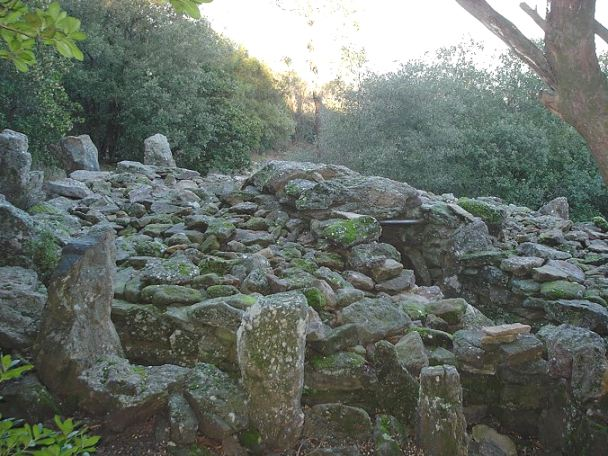
Dolmen de la Bergerie de Panissière

In Gard liggen de Mégalithes du causse de Blandas, deze bevatten diverse bouwwerken (zoals Dolmens d'Aurières en Dolmens d'Airoles). Ook zijn er onder andere de volgende dolmens: Dolmen du Planas, Dolmen de Moncalm (1 t/m 7), Dolmen de Rascassols, Dolmen du Ronc Traoucat, Dolmens de Barjac (I, II, III), Dolmen de Ronc Traoucat (1 t/m 6), Dolmen de la Bergerie de Panissière, Table des Turcs.
In Hautes-Pyrénées liggen Dolmen du Peyre-Dusets, Dolmen de Pouey-Mayou.

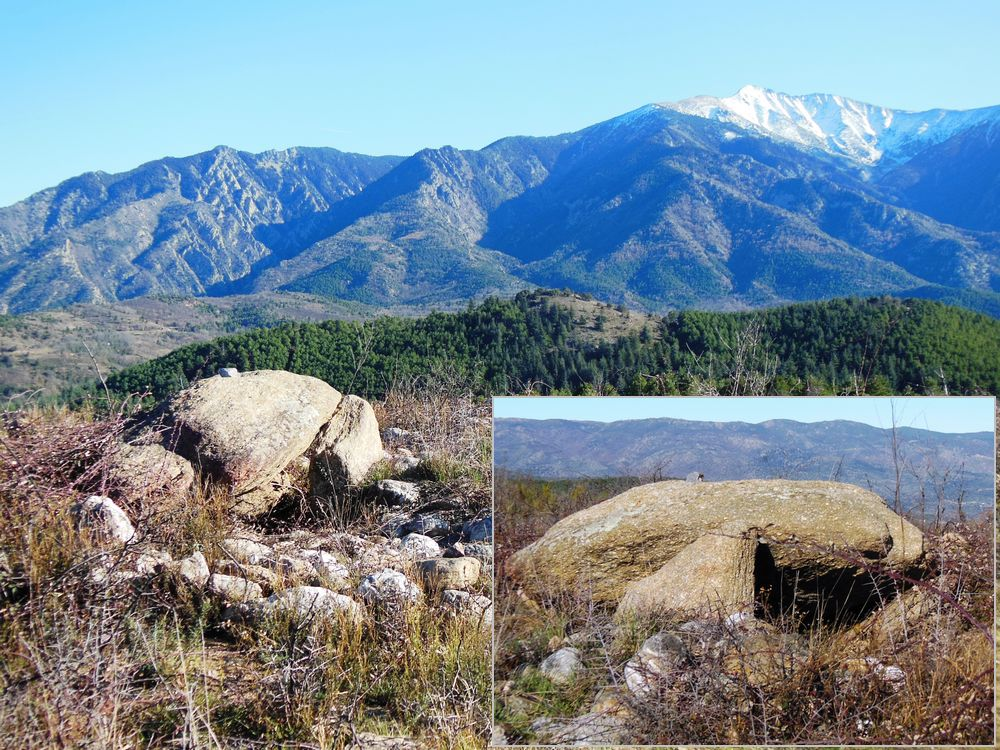
Dolmen du Serrat d'en Parrot

In Pyrénées-Orientales liggen Cabana del Moro, Caixa de Rotllan, Nekropole Camp del Ginèbre, Dolmen des Collets de Cotlliure, Cova del Alarb, Dolmen de Brangoly, Dolmen du Molí del Vent, Dolmen Na Cristiana, Balma de Na Cristiana, Dolmen du Camp Gran I & II, Dolmen des Pascarets, Dolmen bei Saint-Michel-de-Llotes (dit zijn Dolmen des Creu de la Llosa, Dolmen de Serrat d’en Jacques en Dolmen Al Fournas), Dolmen de la Siureda, Dolmen de las Apostados, Arca de Calahons, Arca de la Font Roja, Balma del Moro, La Barraca del Moro, Dolmen de Bohera, Dolmen de la Coma Enestapera, Cementiri dels Moros, Dolmen du Correc de Montou, Cova de l'Alarb, Dolmen de Las Colombinos, Dolmen du Coll del Tribe, Dolmen du Coll de les Portes, Dolmen du Coll de la Llosa, Dolmen du Coll de la Farella, Dolmen du Coll de la Creu, Dolmen de Coberturat, Dolmen del Molló, Dolmen de Montsec I, Dolmen de la Mort de l'Éguassier, Dolmen de l'Oliveda d'en David, Dolmen de La Borda, Dolmen du Mas Payrot I & II, Dolmen du Mas Llussanes II, Dolmen de l'Oratori, Dolmen de Galuert, Dolmen de Gratallops, Dolmen du Pla de l'Arc, Dolmen de la Guardiola, Dolmen de Peyrelada, Lloseta, Dolmen 2 de los Masos, Dolmen de Formentera, Dolmen de la Font de l'Orri, Dolmen de la Font de l'Aram I, Dolmen de La Femno Morto, Dolmen du roc de l'Arca, Dolmen de Calahons I & III, Dolmen de la Font de l'Arca, Cova d'en Rotllan, Cova de l'Alarb, Dolmen de la Creu del Senyal, Dolmen du Pla d'Arques I & II, Dolmen de Lo Pou, Dolmens du Pla de Tarters, Dolmen de Prat Clos, Dolmen du Puig del Fornas, Dolmen d'el Quadró, Dolmen du Pla de l'Arca, Dolmen de la Ramera I & II, Roc de l'Arquet, Dolmen de Ribes Rojes, Dolmen du Roc de l'Home mort, Dolmen du Roc de Jornac, Dolmen du Roc del Llamp, Roca d'Arques, Dolmen de la Rouyre, Dolmen de la Serra Mitjana, Dolmen de Sant Pere dels Forquets, Dolmen de Valltorta, Dolmen de Sant Ponci, Dolmen de la Serra de Santa Eulàlia I & II, Tumbo des Espandiols, Dolmen du Serrat d'en Jacques, Dolmen du Serrat de les Fonts I & II, Dolmen du Serrat d'en Parrot, Dolmen du Serrat Blanc en Dolmen du Sola dels Clots.
De naam Caixa de Rotllan betekent "graf van Roland" in het Catalaans. Volgens de legende zou de ridder Roland hebben geleefd in het gebied van Vallespir. Zijn lichaam zou na zijn dood in de slag van Roncesvalles, teruggebracht zijn op zijn paard en begraven onder het hunebed. 

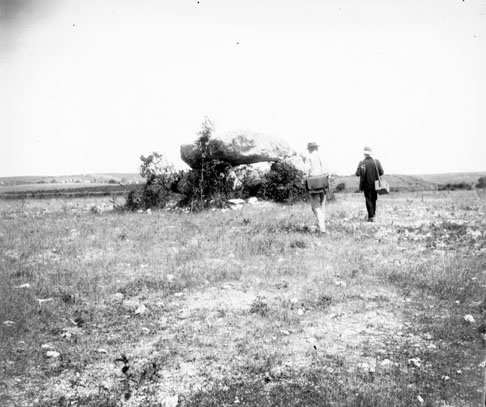
Twee mannen bij Dolmen de Saint-Paul, 1896

In Tarn liggen Dolmen de Saint-Paul, Dolmen du Verdier, Dolmen de Peyralade en Dolmen Cahuzac.

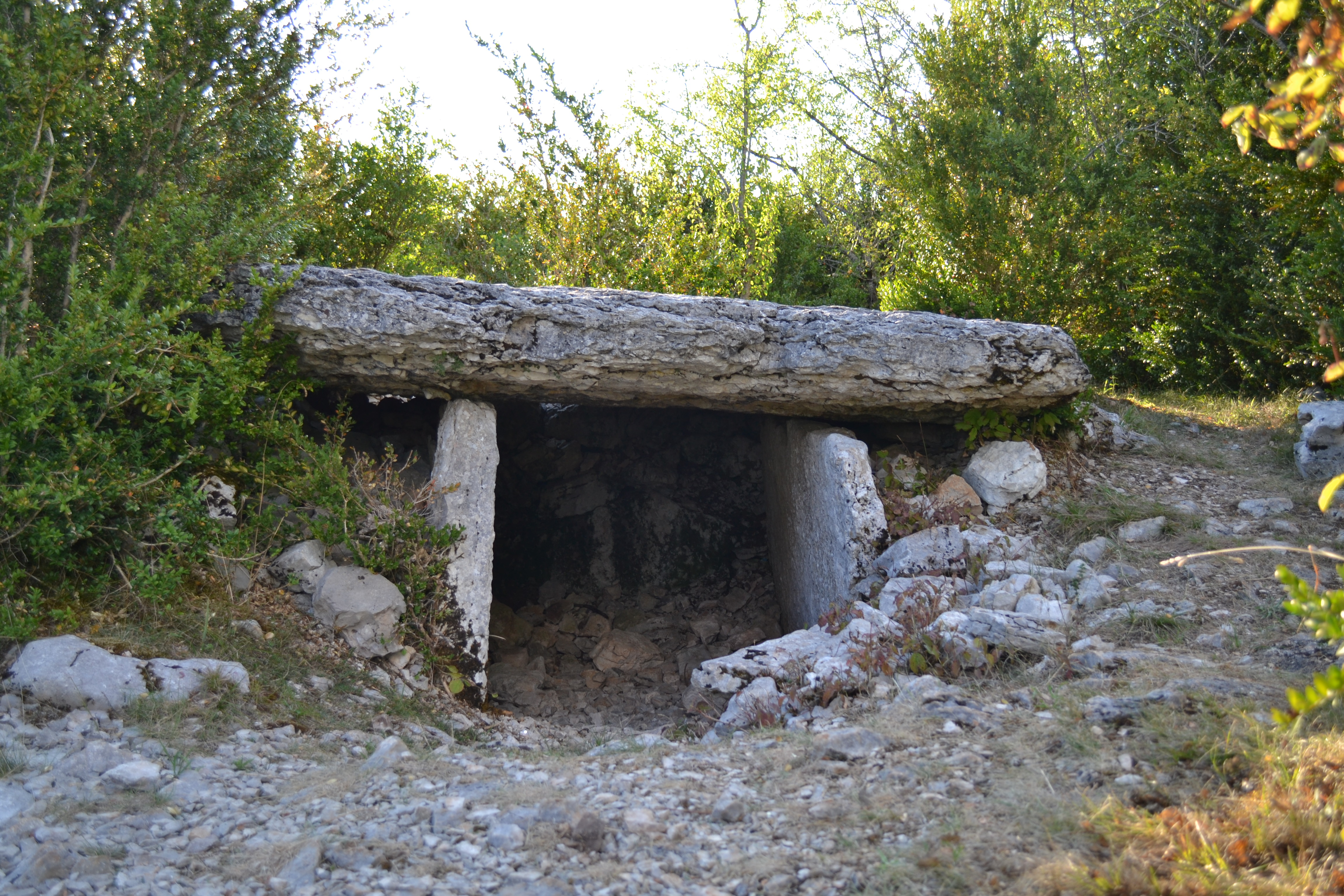
Dolmen I du Mas d'Arjac

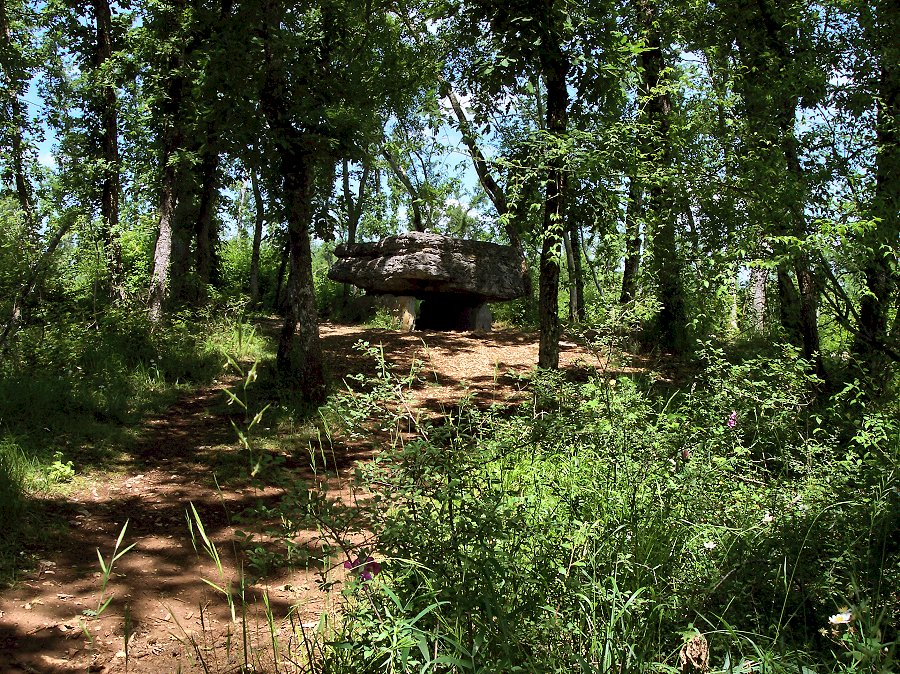
Dolmen de Pech-Lapeyre (ook wel Dolmen d'Agranel of Dolmen du Lac d'Aurié genoemd)

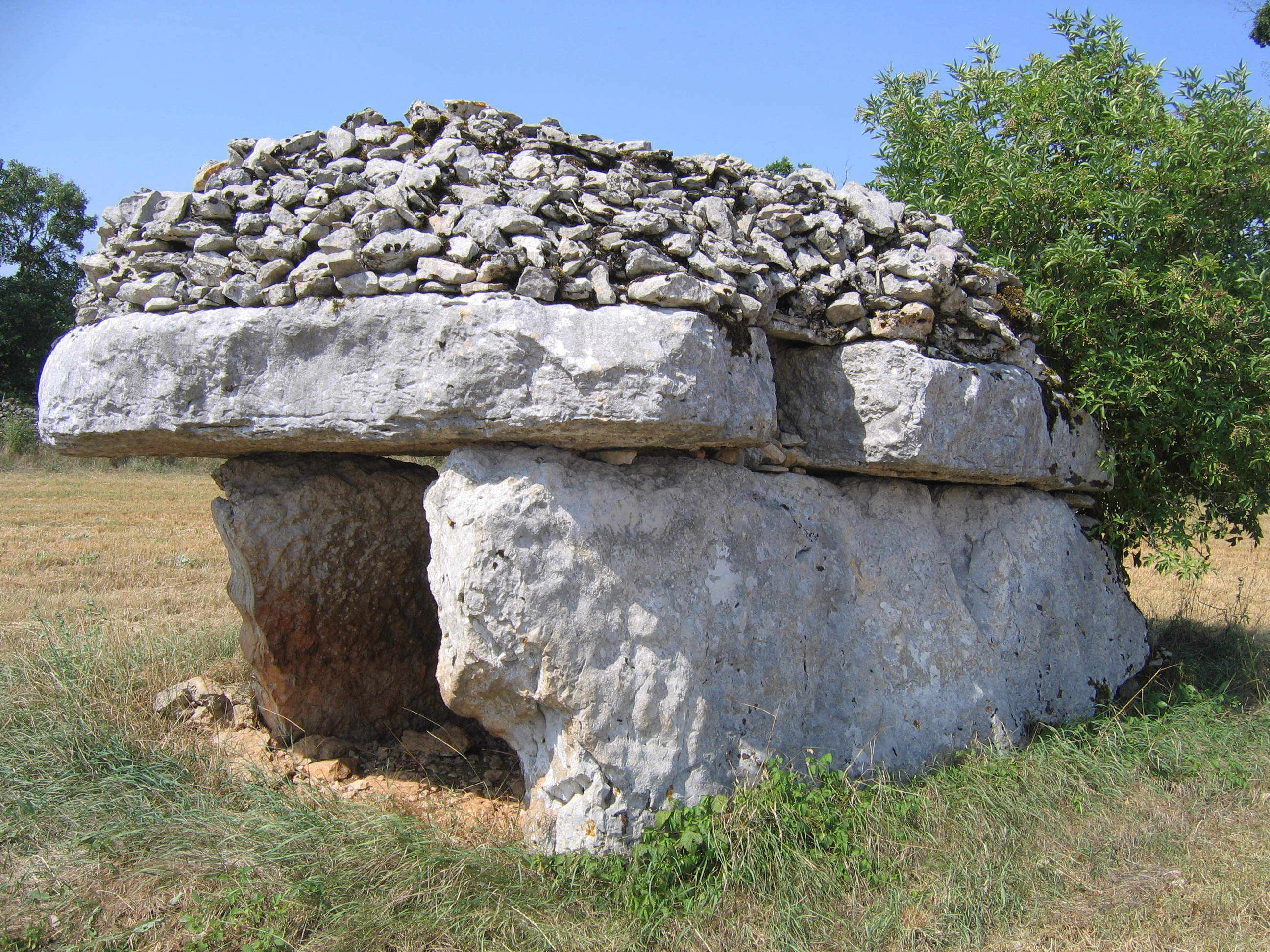
Dolmen du Verdier-Petit

In Lot liggen Dolmen des Aguals, Dolmens d'Auriac, Dolmens des Barrières, Dolmen du bois des bœufs, Dolmen de la Baune, Dolmen de Cambajou, Dolmens du Champ de Belair, Dolmen du Cloup de Coutze, Dolmen du Causse de Bennes, Dolmens de la Combe de l'Ours (I & II), Dolmens de la Combe de Saule (I, II, III), Dolmen de Crouzelles, Dolmen de la Croix Blanche, Dolmen de Dirau, Dolmen de la Devèze, Dolmen du Pech d'Arsou, Dolmens de Gabaudet, Dolmen de Garivals, Dolmens des Justices (I & II), Dolmen de Majourals, Dolmen Mas Jean-le-Blanc, Dolmen de Lapeyrière, Dolmen de la Lécune, Dolmen de la Forêt, Dolmen de Marcillac, Dolmens du Mas d'Arjac (I, II, III), Dolmens du Verdier (I, II, III), Dolmen du Rat, Dolmen des Plassous, Dolmen de la Pierre Martine, Dolmens de Pech Laglaire (I, II, III), Dolmen de Pech-Lapeyre, Dolmen de Peyrefit, Dolmen de la Peyro Levado, Dolmens du Pech Plumet, Dolmen des Pouzats, Dolmen du Rat, Dolmen de Verdier-Petit, Dolmen du Pech des Auques en Dolmen du Pech de Grammont.
De dolmen de Pech Laglaire ligt aan een pelgrimsroute in Frankrijk naar Santiago de Compostella.
De Dolmen de Septfonds ligt in Tarn-et-Garonne en in Ariège liggen Dolmen du Cap del Pouech, Dolmen de Brillant en Dolmen du Mas d'Azil.
In Lozère liggen Dolmen de la Rouvière, Dolmen de Bramonas, Dolmen du Buisson, Dolmen de Chamgefège, Dolmen de Chardonnet, Dolmen de la Cham, Dolmen du Puech de Mielgues, Tombe du Géant, Dolmen de la Baraque de l’Estrade Aire des trois Seigneurs, Dolmen des Combes, Dolmen de la Pierre plate en Dolmen de Valbelle.
In Aveyron liggen Dolmen d'Agen-d'Aveyron, Dolmen de la Baldare, Dolmens de Bezonnes, Dolmen du Bois de Galtier, Dolmens des Bourines, Dolmens du Bois del Rey, Dolmen de Boussac, Dolmens des Cayroules, Dolmen de Cayssac, Dolmen de Cazarède, Dolmens de Concoules (1 t/m 6), Dolmens du Devès (I, II, III), Dolmen de la Fabière, Dolmen de la Fontaine-aux-Chiens, Dolmen de Luc 1, Dolmen de Marie-Gaillard, Dolmens du Mont Aubert (I, II, III), Dolmen du Genevrier, Dolmen de Lespinasse, Dolmens de la Combe Redonde, Dolmen de Crassous, Dolmen de Saint-Antonin, Dolmens du Devès des Gleyettes, Dolmens de la Fontubière, Dolmen de Galitorte, Dolmen du Jonquet, Dolmen de Marie-Gaillard, Dolmen de Montaymat, Dolmen de Pérignagol (I, II), Dolmen de Rafènes, Dolmen de Saplous (1, 2, 4), Dolmen de Serre Plumat, Dolmen de Sai, Dolmen de la Serrent-Antonin, Dolmens de Soulobres (1 t/m 4), Dolmens de Surguières (1 t/m 5), Dolmen de la Vernhiette, Dolmen de Tièrgues, Dolmens de Saint-Martin-du-Larzac (1 t/m 5), Dolmen des Vézinies 3, Dolmens de la Vitarelle (1 t/m 4) en Dolmens de Viste.

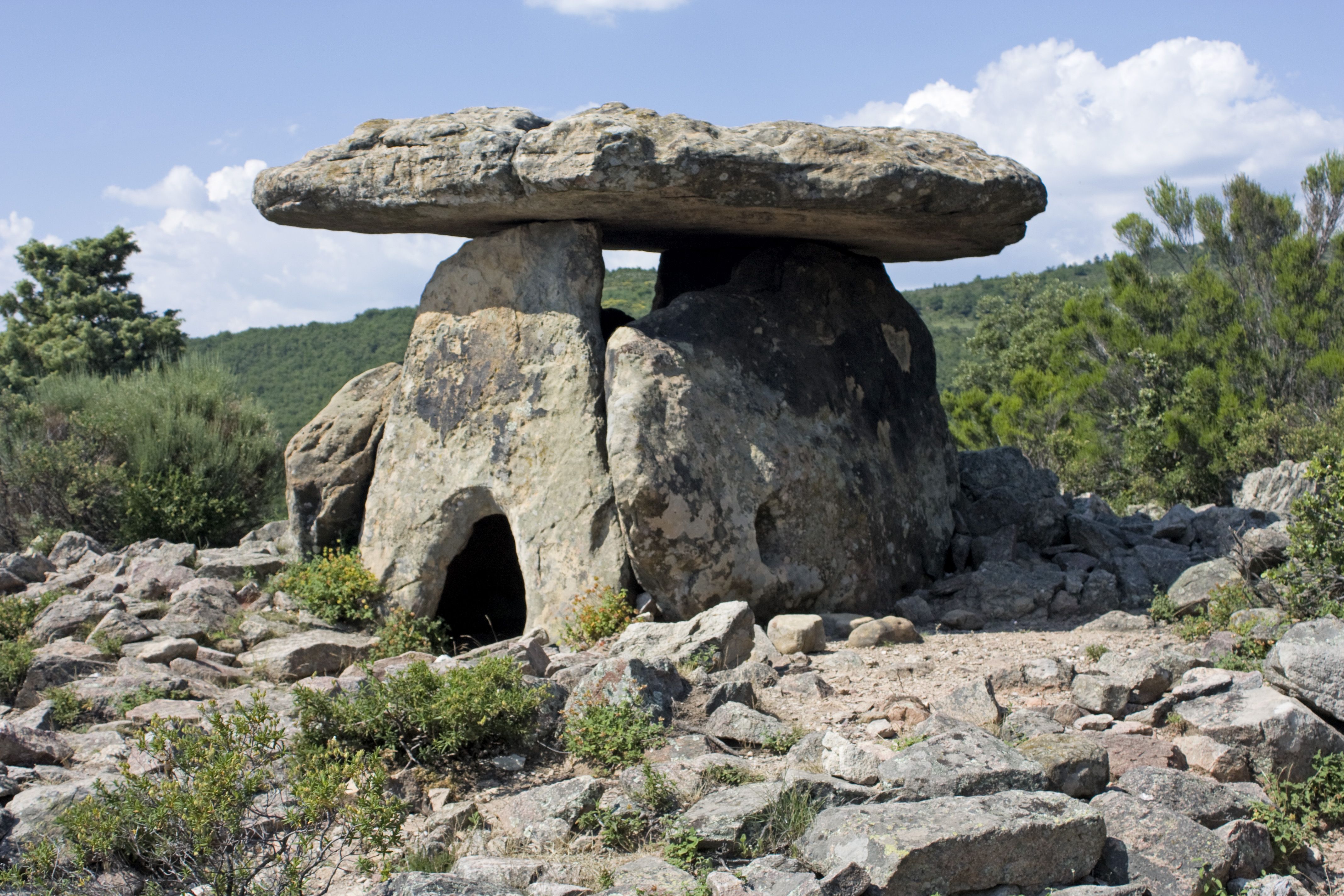
Dolmen du Belvédère-Sud
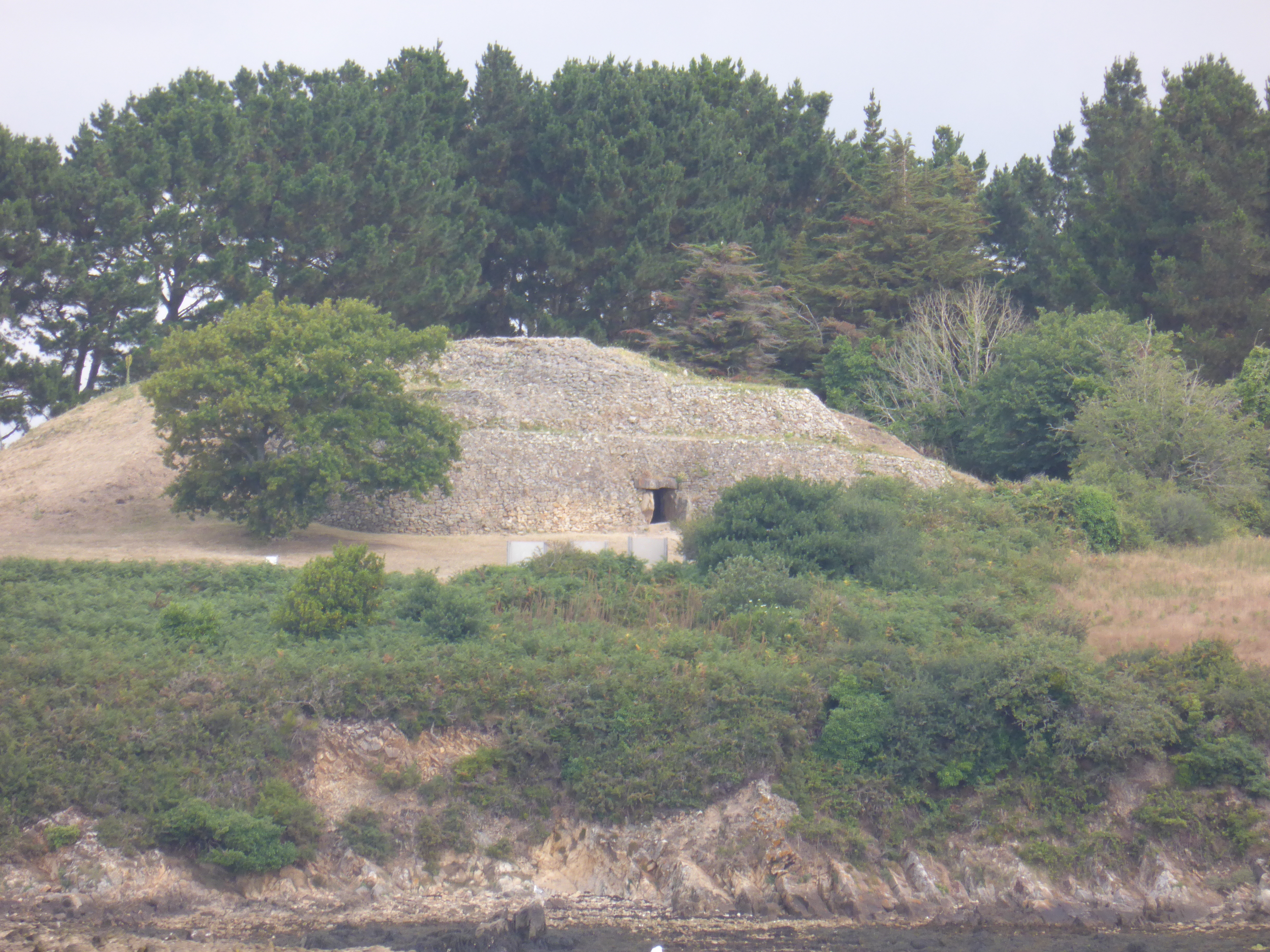
De dolmen van Gavrinis bevat diverse petrogliefen.
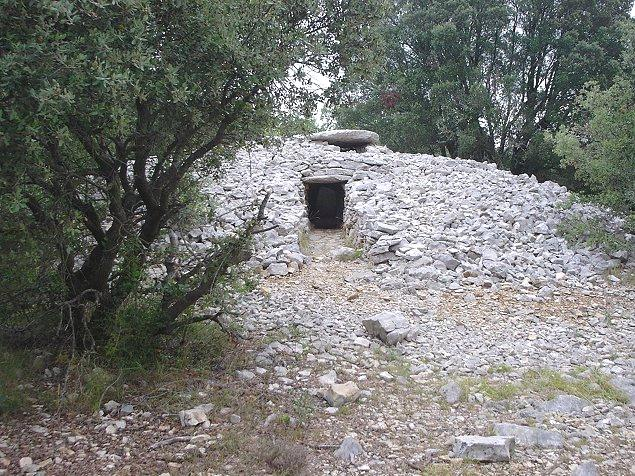
Dolmen du Lamalou
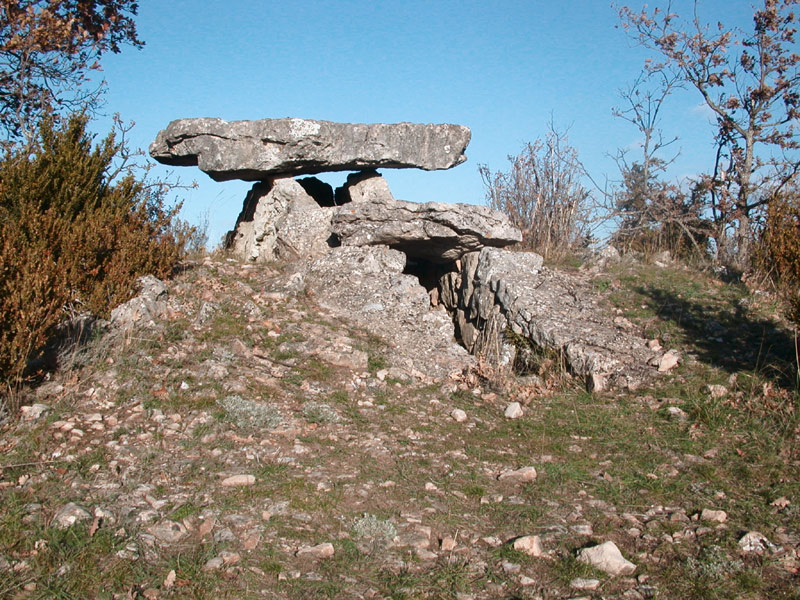
Dolmens de Costa-Caouda
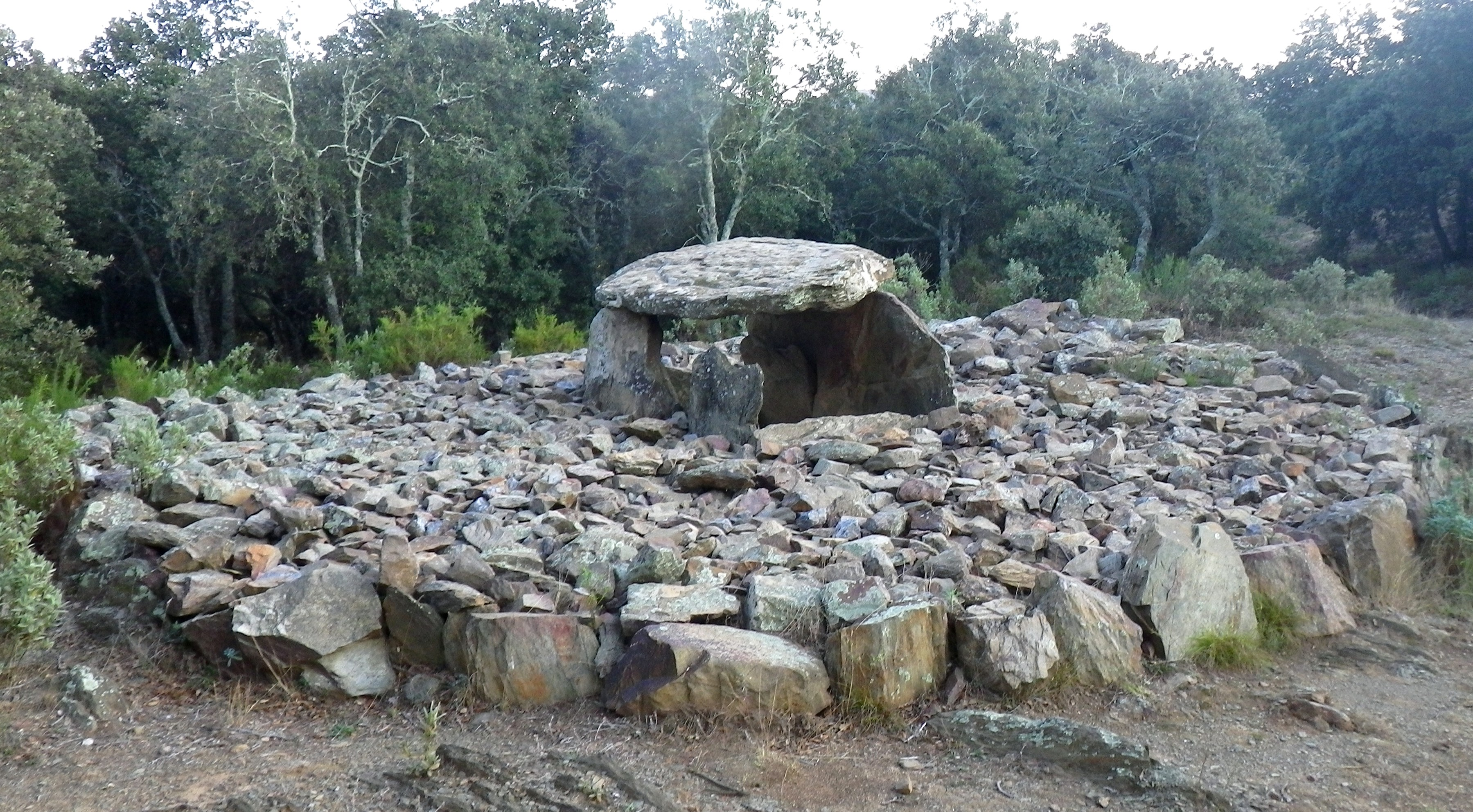
Dolmen des Creu de la Llosa
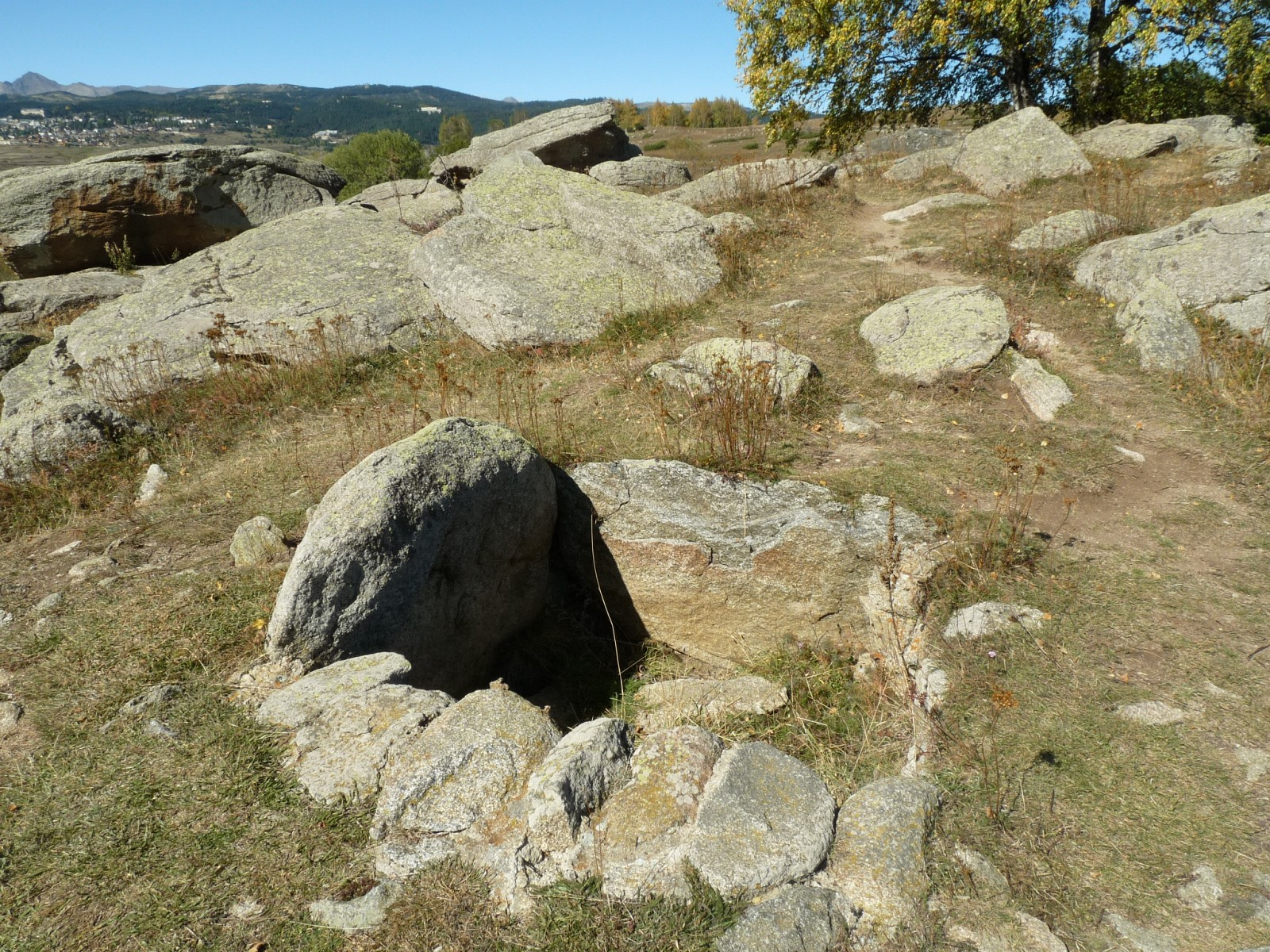
Dolmen de Lo Pou

### Provence-Alpes-Côte d'Azur

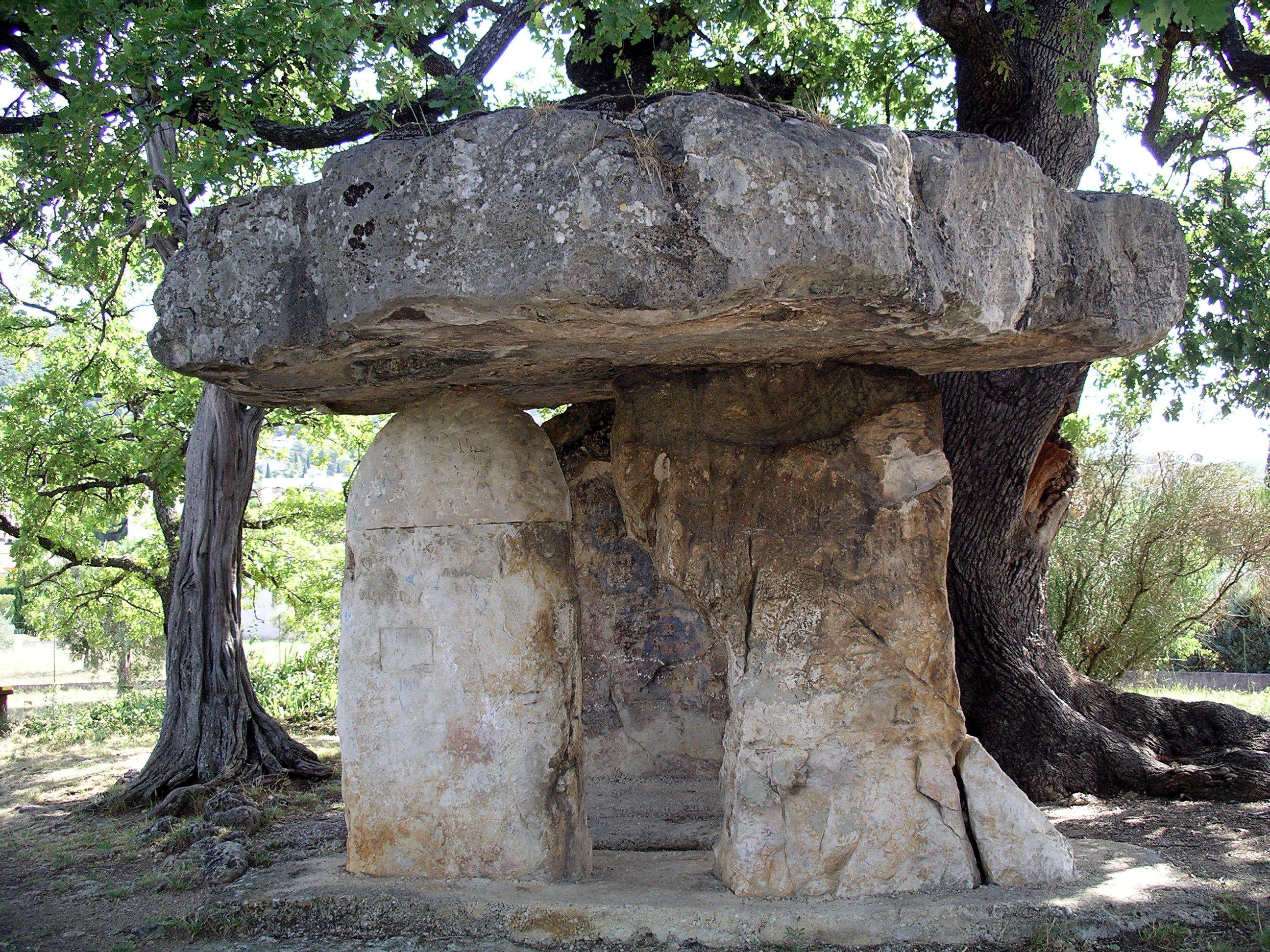
Pierre de la Fée

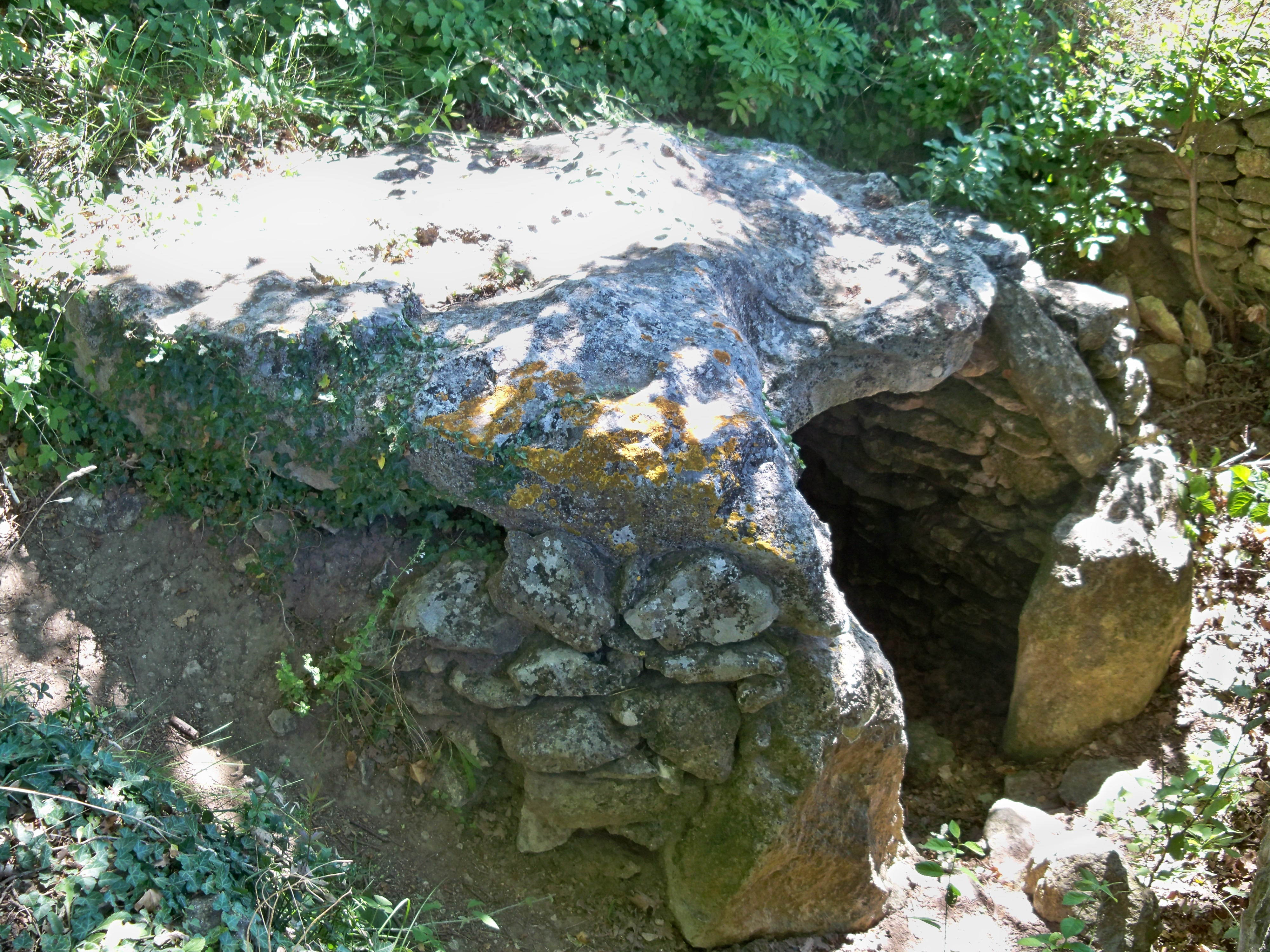
Dolmen de la Pitchoun

In Provence-Alpes-Côte d'Azur liggen in Var Pierre de la Fée, Dolmen des Adrets (1 t/m 4), Dolmen de La Briande, Dolmen de Gaoutabry, Dolmen de la Gastée, Dolmen de Marenq, Dolmen de Peycervier, Dolmen de Riens, Dolmen de la Verrerie-Vieille en Dolmen de Gaoutabry.
Volgens een sage is Pierre de la Fée gebouwd door een fee om een liefdeskoppel te beschermen tegen regen en storm.
In Vaucluse liggen Dolmen de la Pichone, Dolmen de la Pitchoun, Dolmen dit l'Autel du Loup en Dolmen de l'Ubac.
In Bouches-du-Rhône liggen Dolmen de Coutignargues, Dolmens des Cudières, Dolmen du Mas d'Agard en Dolmen de la Mérindole.
In Alpes-Maritimes liggen Dolmen des Claps, Dolmen de Colbas 1, Dolmen de la Graou, Dolmen de Lou Serre Dinguille, Dolmen de Mauvans Sud en Dolmen des Puades.
In Alpes-de-Haute-Provence liggen Dolmens du Clau-deï-Meli (I & II), Dolmen des Pierres Blanches, Dolmen du Villard en Dolmen de Villevieille.

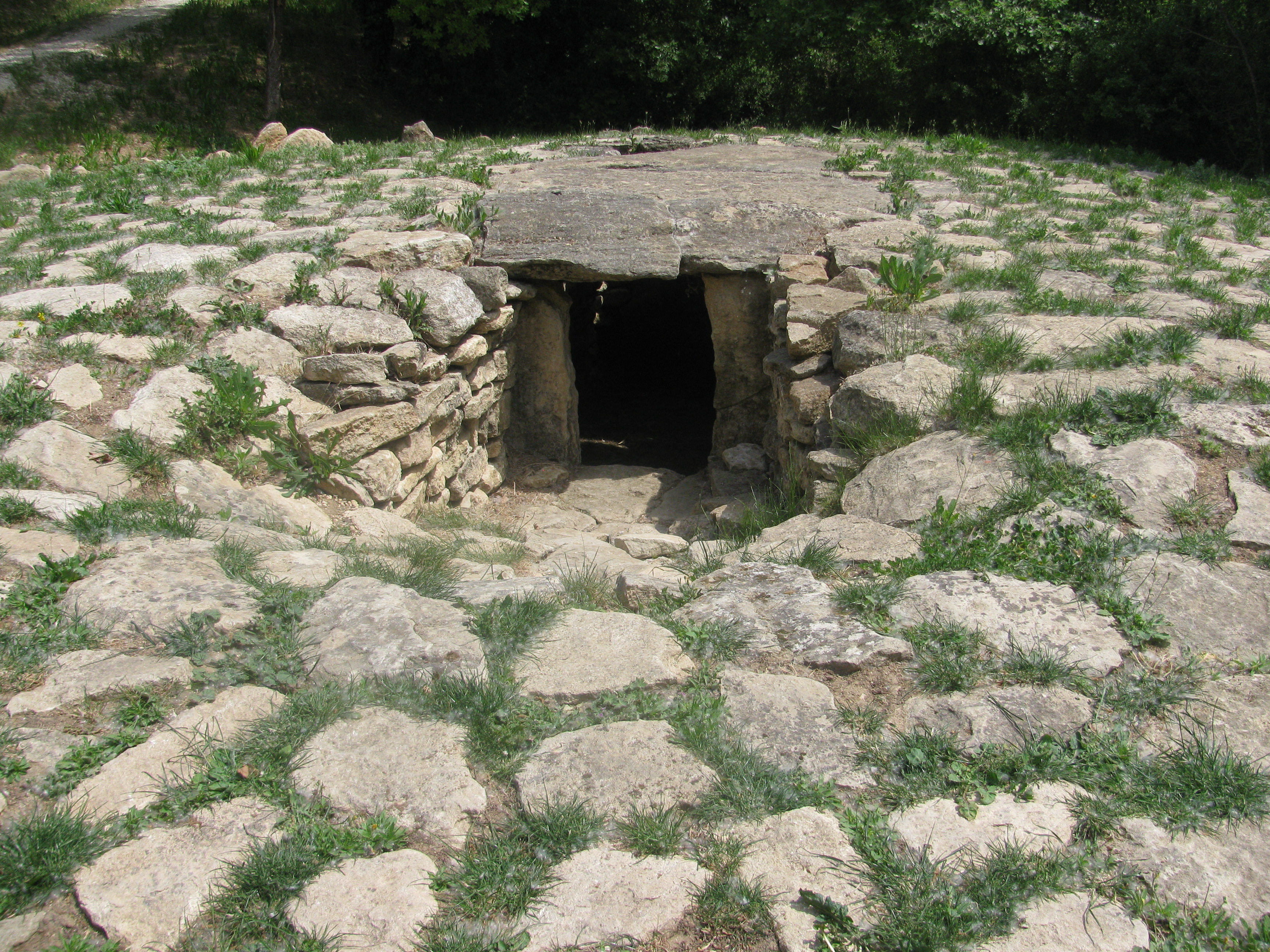
Dolmen de l'Ubac
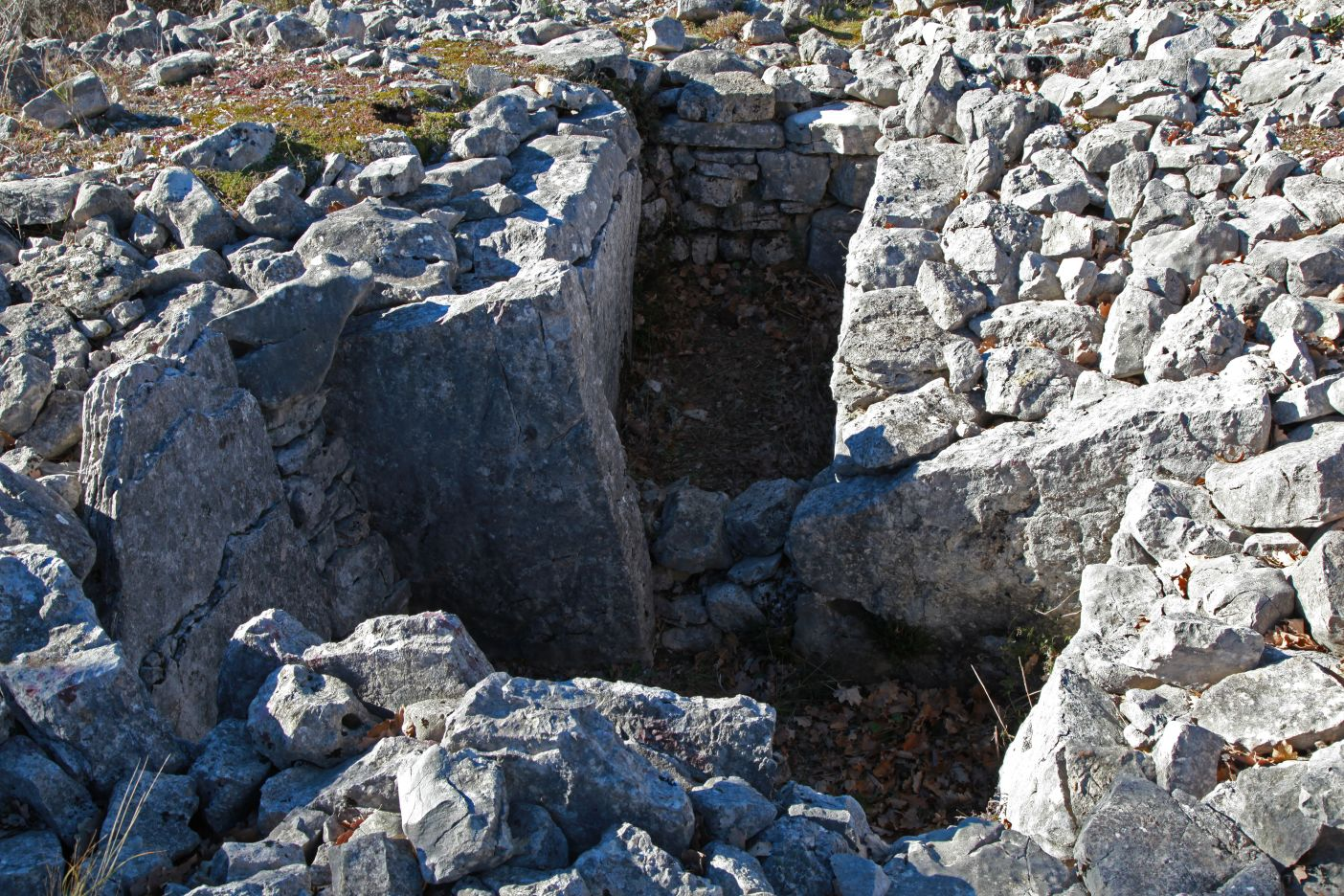
Dolmen de Mauvans Sud
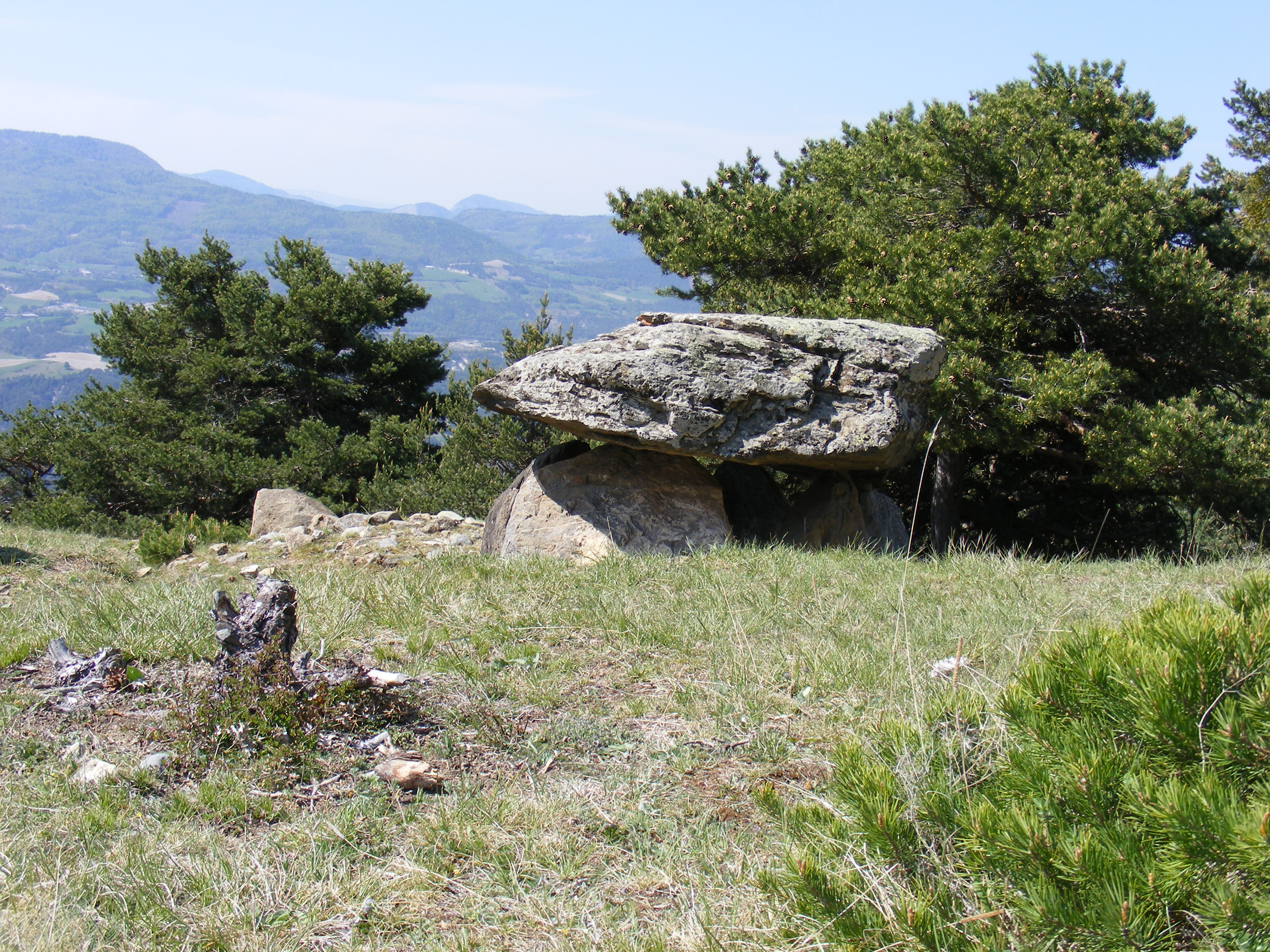
Dolmen du Villard

### Corsica
Op Corsica bleef men nog tot in de 12e eeuw dolmens bouwen, hoewel Paus Gregorius I in de 6e eeuw de Corsicanen vermaande te stoppen met de aanbidding van stenen. In 597 schreef Gregorius aan Petrus (de bisschop van Aleria) over idolatrie en verering van bomen en stenen.
Sinistere legenden rondom de dolmens zijn overblijfselen van de harde strijd van de kerk tegen de voorchristelijke bouwwerken en gebruiken. Benamingen van dolmens, zoals de smederij van de duivel of Casa di u Lurcu (het huis van de oger) herinneren hieraan.
De dolmen de monte Revincu wordt in verband gebracht met een oger. Het monster met het lijf van een wolf zuigt bloed bij de dieren uit de kudde. De mensen uit de omgeving bepaalden de maat van zijn schoenen aan de hand van voetafdrukken en maakten schoenen en vulden deze met teer. Deze schoenen werden bij zijn drinkplaats gezet. De oger biedt aan het recept voor brocciu te geven in ruil voor zijn leven, maar de dorpelingen vertrouwen hem niet en begraven hem. Volgens de legende gebeurde dit 1500 v.Chr. Volgens andere verhalen luisteren de dorpelingen als hij het recept geeft, maar doden hem daarna alsnog.
Er zijn op Corsica ook honderden menhirs aangetroffen, zie ook geschiedenis van Corsica.

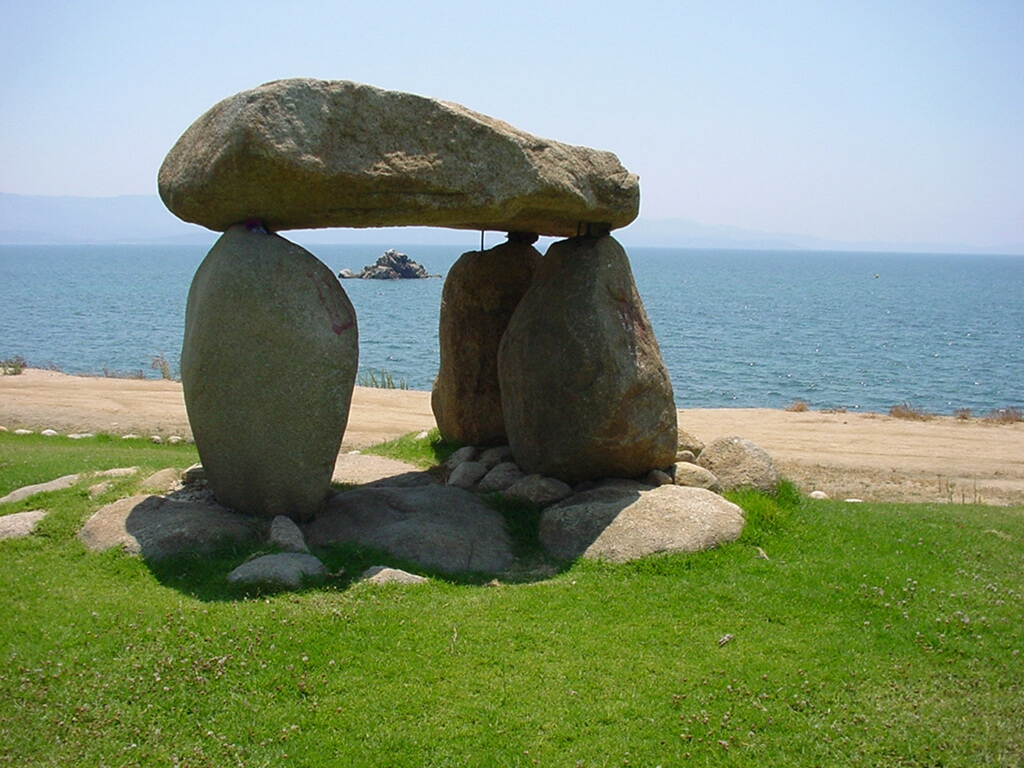
Dolmen bij Ajaccio
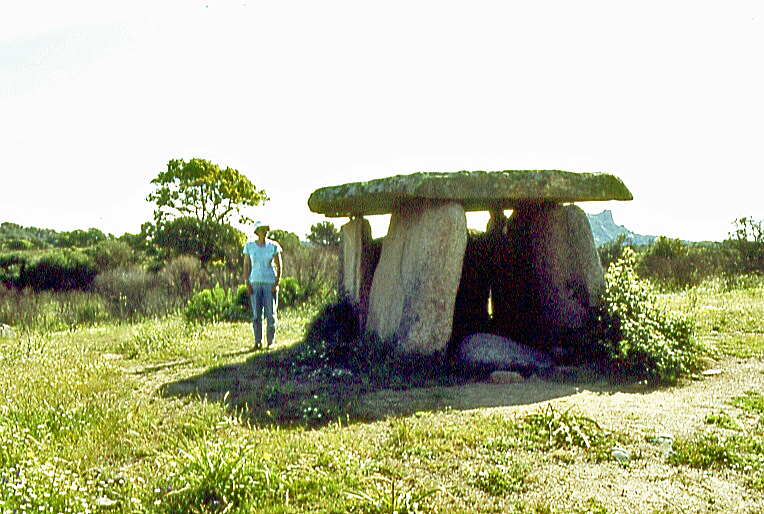
Dolmen de Fontanaccia, ook wel la forge de diable (duivelsmederij) genoemd; 2,60 lang, 1,60 breed en 1,80 hoog
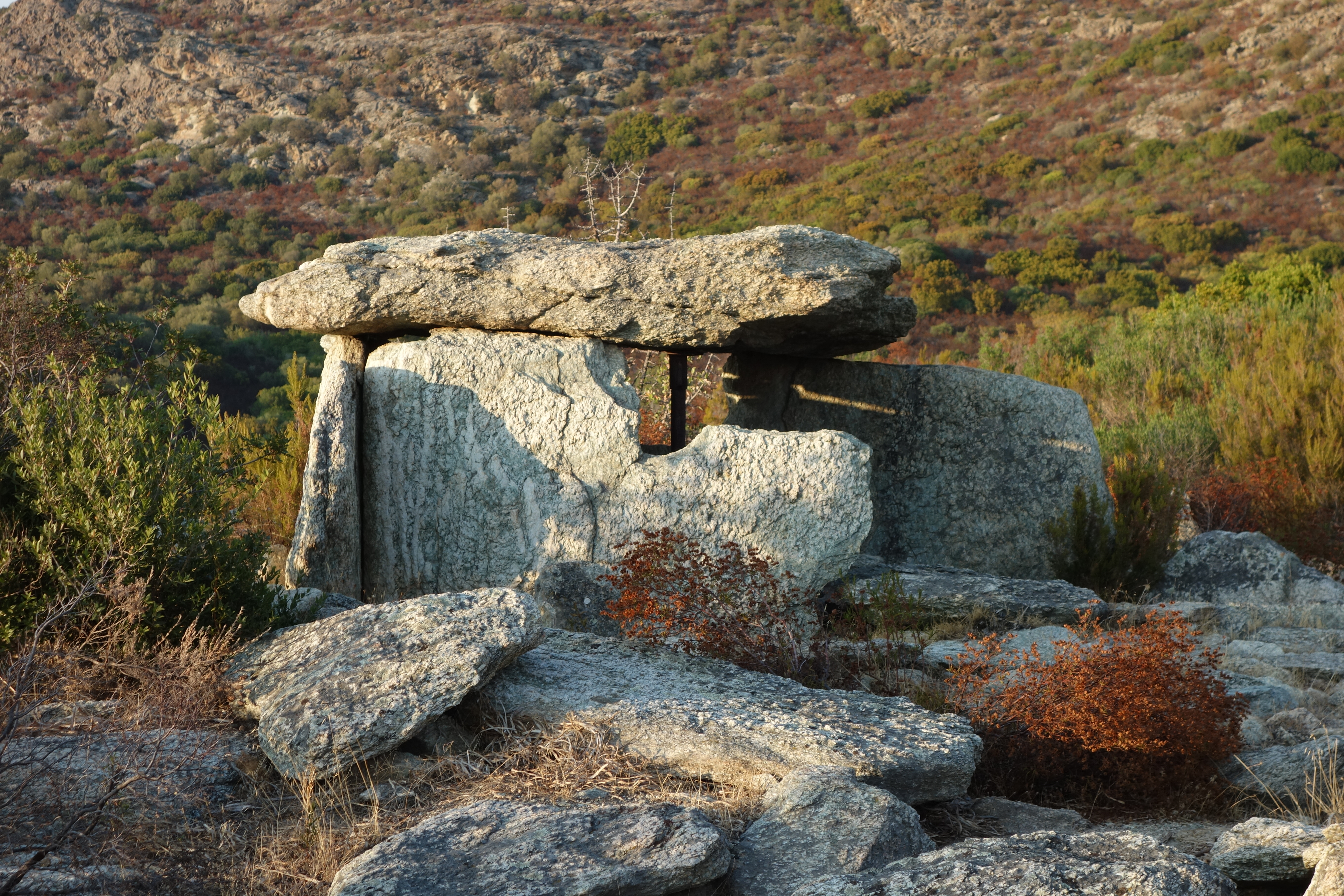
De dolmen de monte Revincu
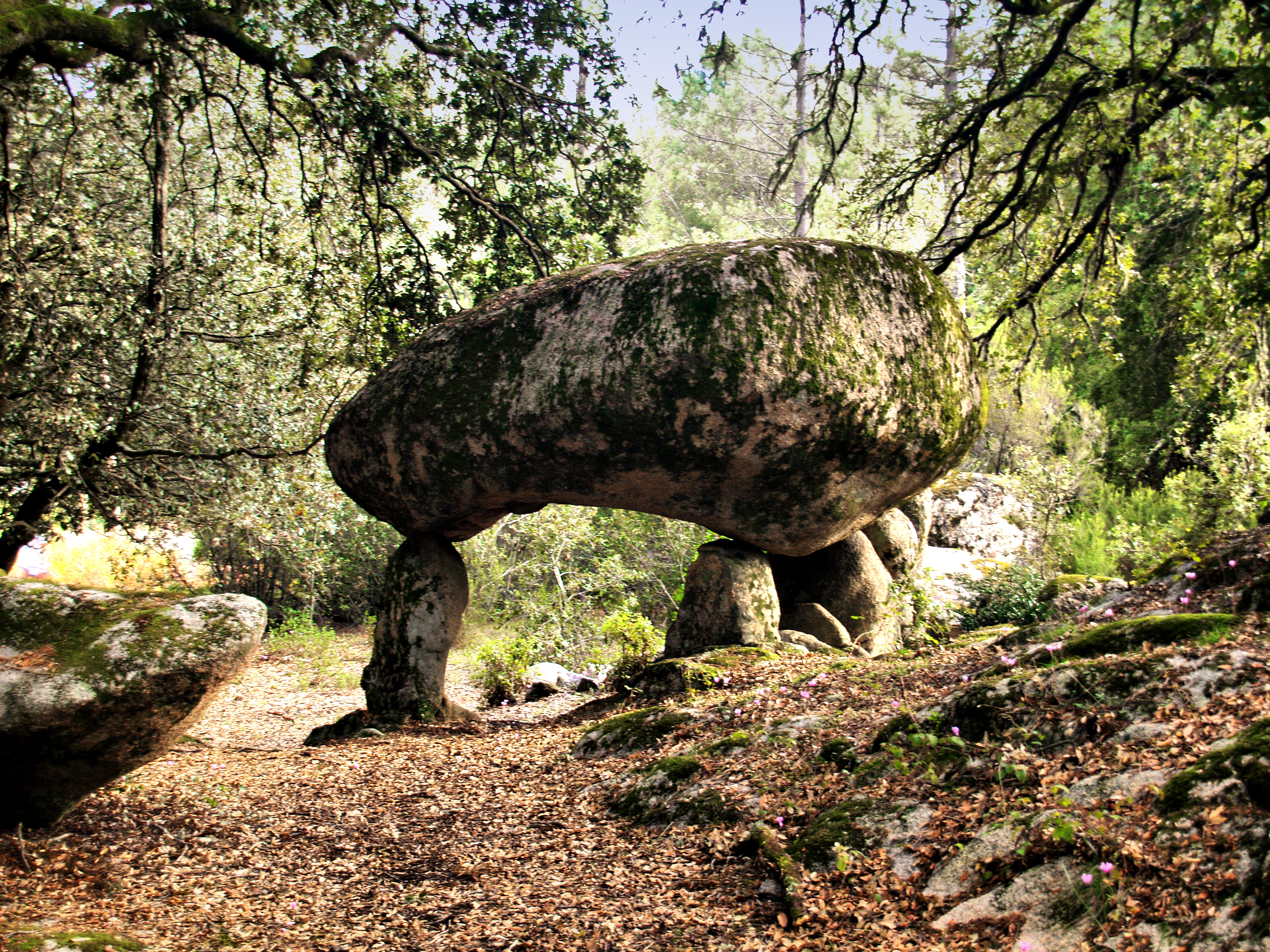
Dolmen op de route naar Pacciunitu

## Folklore

### Feeën

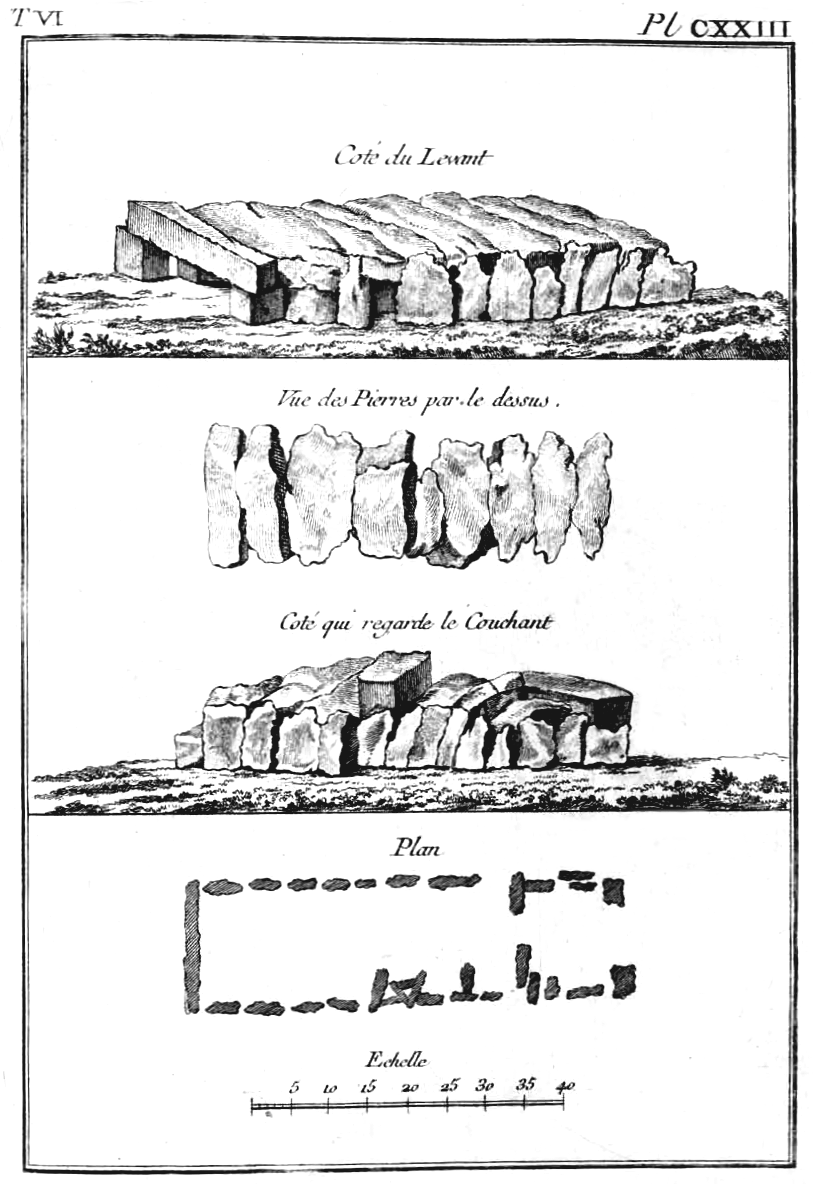
Tekening van La Roche-aux-Fées (een allée couverte in Ille-et-Vilaine), 1756

Dolmens worden in verband gebracht met feeën. In Frankrijk zijn meerdere dolmens, hunebedden of ganggraven met eenzelfde naamgeving, zoals het huis van de fee (la maison des feins) of de oven van de fee (four des feins). Andere benamingen zijn bijvoorbeeld La Roche-aux-Fées, Chambre aux Fées, dolmen de la Salle aux Fées, Pierre-aux-Fées de Reignier, pierre de la fée en de dolmen de la Pierre aux Fées. Zie ook plaatsen die in verband worden gebracht met feeën.
Een andere benaming voor fee is Fados, Fades of Fadas, zo betekent Lo Morrel dos Fados de heuvel van de fee.
Sommige dolmens worden in verband gebracht met de Margot (een "klasse" van feeën).
Ook Groac'h is een type fee (met walvistanden), ze verschijnt soms als oude vrouw. Ook wordt ze gezien als jonge vrouw (een rijk gekleden prinses), begeleid door korrigans. De daul ar groac'h wordt met deze fee in verband gebracht.
Ook Korrigans worden in verband gebracht met dolmen. 
Deze wezens zijn een type kabouter, elf of dwergachtige en worden ook wel Kérions genoemd.
Dolmen de Quélarn heeft de bijnaam Garenne des Korrigans (Gwarenn ar Korriganed of Goarem ar C'Horriged in het Bretons). Dit kan komen doordat men kruipend door de lage gang moet; kabouters zijn klein.
Ook Ti ar C’horriged verwijst naar de Korrigan, de naam is Bretons voor "huis van de Korrigan".

### Duivels
Ook zijn veel dolmens genoemd naar de duivel, zoals Le Palais au Diable, Menhir Faix du Diable, La Table aux Diables of La Table au Diable, La Pierre du Diable en Pierre du Diable.

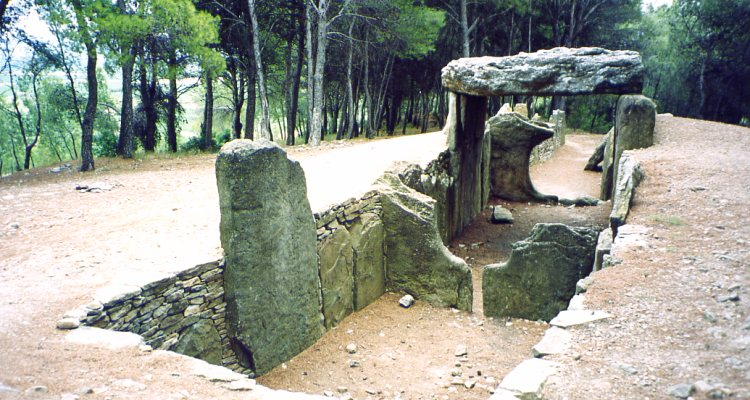
Dolmen Lo Morrel dos Fados, Aveyron
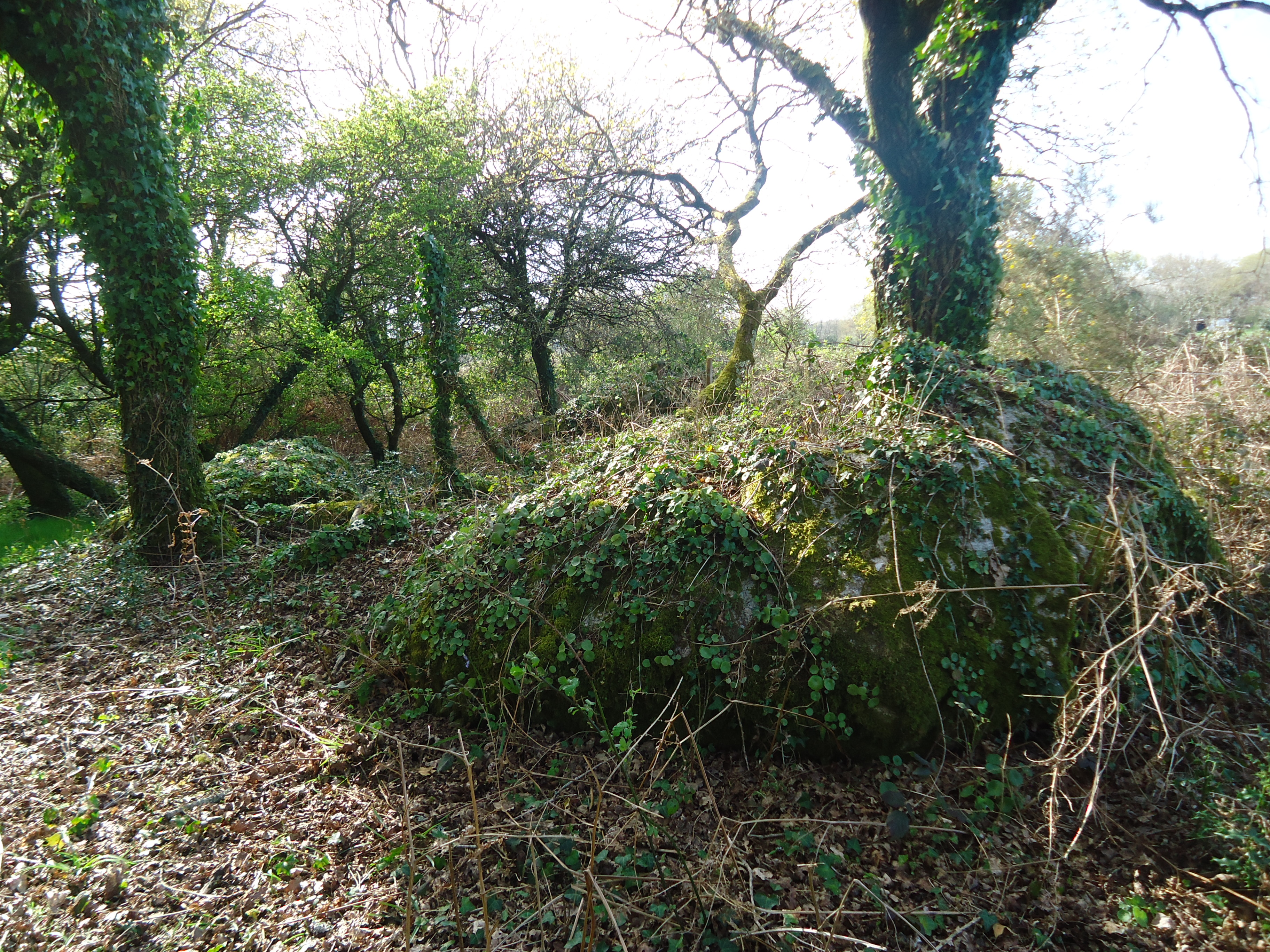
Dolmen de la grotte des korrigans, Morbihan
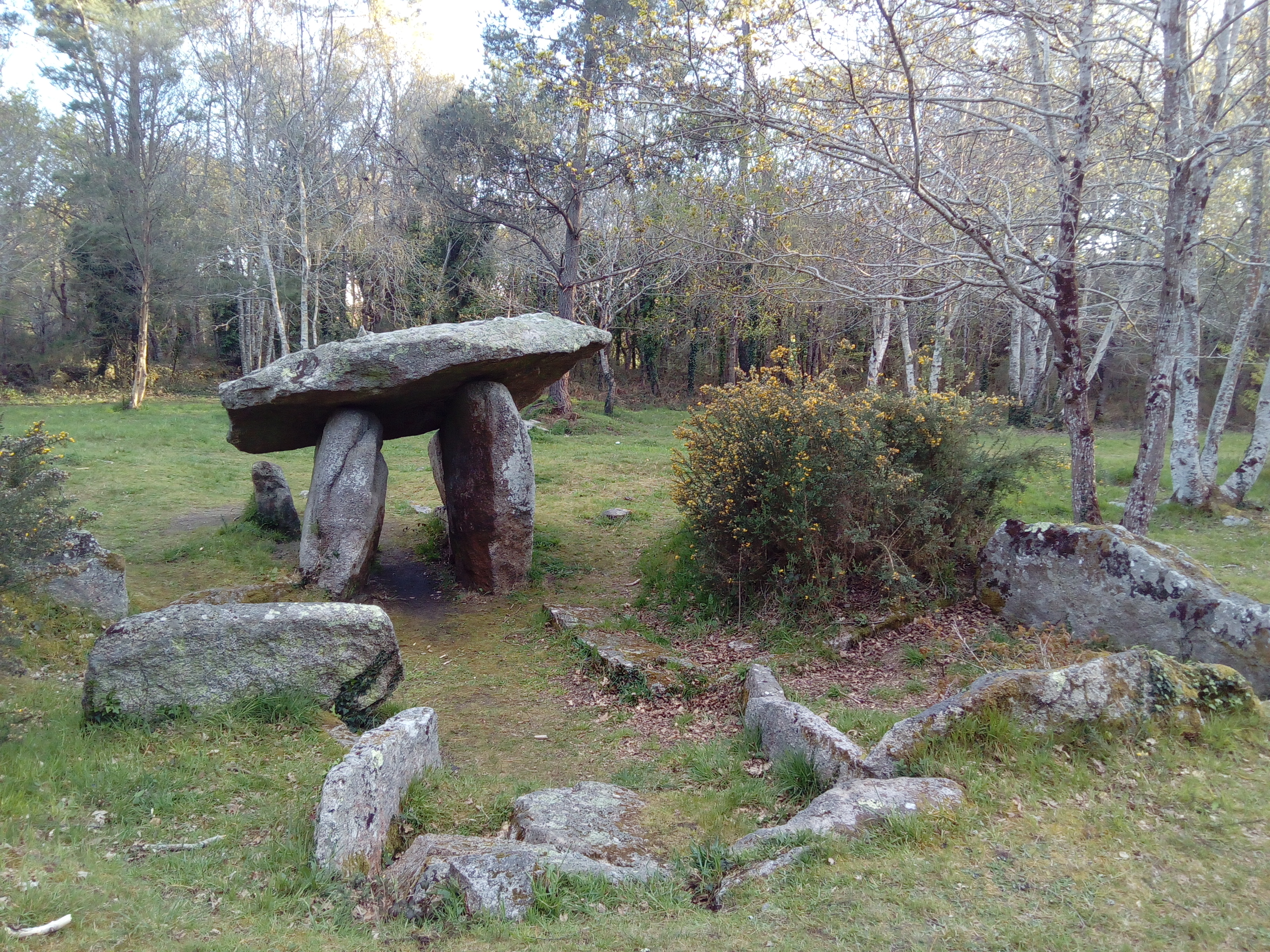
La Garennes des Korrigans, Finistère